# تخت جمشید
تخت جمشید (در دوره هخامنشیان: پارسه) (به پارسی باستان:𐎱𐎠𐎼𐎿) (در زبان‌های غربی: پرسپولیس، پرسه‌پلیس) (در دوره اسلامی میانه: صدستون یا چهل منار) (در عصر ساسانی: صدستون) (به پهلوی: 𐭮𐭲𐭮𐭲𐭥𐭭𐭩, sadstūn) مجموعه‌ای از چند کاخ تو در تو در کنار دشت مرودشت و در کوهپایهٔ کوه رحمت در استان فارس واقع در شهر مرودشت ایران است. در دوره‌های تاریخی پس از هخامنشیان، به‌دلیل فراموشی خط و زبان پارسی باستان و ناآشنا بودن سنگ نوشته‌ها، نام پارسه فراموش شده و مردم نام تخت جمشید (پادشاه پیشدادی) را بر روی کاخ می‌نهند.
تخت جمشید در شهر باستانی پارسه یکی از شهرهای باستانی ایران قرار داشته است که طی سالیان، پیوسته پایتخت تشریفاتی شاهنشاهی هخامنشی بوده است. تخت جمشید در دوران زمامداری داریوش بزرگ، خشایارشا و اردشیر یکم بنا شده است و به زمان نزدیک ۲۰۰ سال آباد بوده است. در نخستین روز سال نو گروه‌های زیادی از کشورهای گوناگون به نمایندگی از ساتراپ‌ها یا استانداری‌ها با پیشکش‌هایی گوناگون در تخت جمشید گرد می‌آمدند و کادوهای خود را به شاه پیشکش می‌کردند.
در سال ۵۱۸ پیش از میلاد بنای تخت جمشید به عنوان پایتخت نو هخامنشیان در پارسه آغاز گردید. بنیان‌گذار تخت جمشید داریوش بزرگ بود، هرچند پس از او پسرش خشایارشا و نوه‌اش اردشیر یکم با افزودن بناهای دیگر، این مجموعه را گسترش دادند. بسیاری از آگاهی‌های کنونی که در مورد پیشینهٔ هخامنشیان و فرهنگ آن‌ها در دسترس است به‌دلیل سنگ‌نوشته‌ها و گِل‌نوشته‌هایی است که در این کاخ‌ها و بر روی دیواره‌ها و لوحه‌های آن حکاکی شده است. سامنر برآورد کرده است که دشت تخت جمشید که دربرگیرنده ۳۹ خاستگاه زندگی بوده، در دورهٔ هخامنشیان ۴۳٬۶۰۰ نفر جمعیت داشته است.
اسکندر مقدونی در ۳۳۰ پیش از میلاد، به ایران یورش آورد و تخت جمشید را به آتش کشید. بااین‌حال ویرانه‌های این مکان هنوز هم برپا است و باستان‌شناسان از ویرانه‌های آن نشانه‌های آتش و یورش را تأیید می‌کنند.
این مکان تاریخی از سال ۱۹۷۹ یکی از آثار ثبت‌شده ایران در یونسکو است.
شاهان ساسانی نیز سنگ‌نوشته‌هایی در تخت جمشید در کاخ تچر بر جای گذاشته‌اند. یکی از حاکمان سیستان در زمان ساسانیان به نام شاپور سکانشاه پسر هرمز دوم بر دیوار کاخ تچر کتیبه‌ای به جا گذاشته مبنی بر اینکه وی در این مکان جشنی برقرار کرده و ضمن به جای آوردن مراسم دینی برای روان برادرش، خودش و آن که تخت جمشید را ساخته قربانی داده است. به پس از آمدن اسلام به ایران نیز این جایگاه را گرامی می‌شمردند و آن را هزارستون یا چهل ستون یا چهل منار می‌گفتند و با شخصیت‌هایی همچون سلیمان نبی و جمشید پیوندش می‌دادند. عضدالدوله دیلمی در تخت جمشید دو کتیبه به خط کوفی بر جای گذاشته است. همچنین کتیبه‌های دیگری هم به عربی و هم به فارسی در تخت جمشید وجود دارد که تازه‌ترین آن وابسته به دوره قاجار است این سنگ نوشته به فرمان مظفرالدین‌شاه قاجار نوشته شده است که در دیوار شمالی کاخ تچر قرار دارد.
تخت جمشید در شمال شهرستان مرودشت، شمال استان فارس (شمال‌شرقی شیراز) جای دارد.
در فاصلهٔ شش و نیم کیلومتری از تخت جمشید نقش رستم است. در نقش رستم، آرامگاه‌های شاهنشاهانی مانند داریوش بزرگ/ خشایارشا/ اردشیر یکم و داریوش دوم واقع است. افزون بر نقش رستم دو آرامگاه به صورت کاملاً تمام شده و یک آرامگاه به صورت نیمه‌تمام در تخت جمشید موجود است. آرامگاه‌هایی که در دامنهٔ کوه رحمت و مشرف به تخت جمشید واقع شده است متعلق به اردشیر دوم و اردشیر سوم شاهنشاهان هخامنشی می‌باشد. در جنوب تخت جمشید یک آرامگاه به صورت نیمه‌تمام رها شده است که بر بنیان دیدگاه برخی از باستان شناسان، منسوب به داریوش سوم است.
جدا از سازندگان تخت جمشید که داریوش یکم، خشایارشا و اردشیر یکم بودند، اردشیر سوم نیز بازسازی‌هایی در تخت جمشید انجام داد.

## ریشه نام
نام تخت جمشید در زمان ساخت، «پارسَه» پارسی باستان: 𐎱𐎠𐎼𐎿 به معنای «شهر پارسیان» است زیرا به ایالت پارس منسوب بود.
یونانیان آن را «پِرسپولیس» (به یونانی Περσέπολις یعنی «پارسه‌شهر» ؛(Pérsēs) Πέρσης:پارسی و(pólis) πόλις:شهر) خوانده‌اند. واژه یونانی یادشده امروزه در بیشتر زبان‌های اروپایی بازتاب یافته است.
در زمان ساسانیان به تخت جمشید سَدْستون (صد ستون) می‌گفتند. چنانچه در سنگ‌نبشته شاهپور سکانشاه این نام بدیسه «سَدستون» (به پهلوی: 𐭮𐭲𐭮𐭲𐭥𐭭𐭩, sadstūn) در بند پنجم نوشتار هویداست .
در فارسی معاصر این بنا را «تخت جمشید» یا قصر شاهی جمشید پادشاه اسطوره‌ای ایران می‌نامند. تاورنیه جهانگرد فرانسوی که در عصر صفوی چندین بار به ایران سفر کرد، از تخت‌جمشید با نام «چهل منار» یاد می‌کند.

در شاهنامه فردوسی آمده است: 
جمشید پادشاهی عادل و زیبارو بود که نوروز را بر پا داشت و هفتصد سال بر ایران پادشاهی کرد. اورنگ یا تخت شاهی او چنان بزرگ بود که دیوان به دوش می‌کشیدند.
صدها سال پس از حمله اسکندر و اعراب و در زمانی که یاد و خاطره پادشاهان هخامنشی فراموش شده بود، مردمی که از نزدیکی خرابه‌های پارسه عبور می‌کردند، تصاویر حکاکی شدهٔ تخت شاهی را می‌دیدند که روی دست مردم بلند شده است و از آنجا که نمی‌توانستند خط میخی کتیبه‌های حک شده روی سنگ‌ها را بخوانند، می‌پنداشتند که این همان اورنگ جمشید است که فردوسی در شاهنامه خود از آن یاد کرده است. به همین خاطر نام این مکان را تخت جمشید نهادند. بعدها که باستان‌شناسان توانستند خط میخی کتیبه را ترجمه کنند، متوجه شدند که نام اصلی آن پارسه بوده است.
در دوره اسلامی این مکان را محترم شمرده و آن را هزار ستون و چهل منار می‌نامیدند و با شخصیت‌هایی چون سلیمان نبی و جمشید ربطش می‌دادند.
نام مشهور غربی این محل یعنی پِرسِه پلیس ریشه غریبی دارد. در زبان یونانی، پِرسِه پلیس یا به صورت شاعرانه آن پِرسِپ تولیس (Perseptolis) لقبی است برای آتنه الهه خرد، صنعت و جنگ که ویران‌کنندهٔ شهرها معنی می‌دهد. این لقب را آشیل، شاعر یونانی سده پنجم پیش از میلاد، به حالت تجنیس و بازی با لغات، در مورد شهر پارسیان به کار برده است.

## تاریخچه

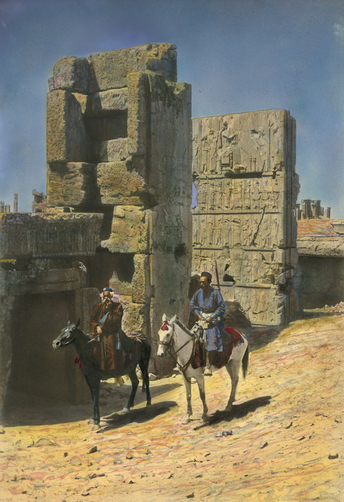
تخت جمشید در دهه ۱۹۲۰، عکاسی توسط هارولد اف. وستون

### ساخت و ساز
تخت جمشید در مرکز استان فارس، ۱۰ کیلومتری شمال شهر مرودشت و در ۵۷ کیلومتری شیراز قرار دارد. ارتفاع از سطح دریا تخت جمشید ۱۷۷۰ متر می‌باشد. طرف شرقی این مجموعه کاخ‌ها بر روی کوه رحمت و سه طرف دیگر در درون جلگه مرودشت پیش رفته است. تخت جمشید بر روی صفّه یا سکوی سنگی که ارتفاع آن بین ۸ تا ۱۸ متر بالاتر از سطح جلگهٔ مرودشت است، واقع شده است. ابعاد تخت جمشید ۴۵۵ متر (جبهه غربی)، ۳۰۰ متر (جبهه شمالی)، ۴۳۰ متر (جبهه شرقی)، ۳۹۰ متر (جبهه جنوبی) می‌باشد. همچنین طول تخت جمشید برابر با طول آکروپولیس در آتن است، اما عرض آن چهار تا پنج برابر آکروپولیس است.
کتیبه بزرگ داریوش بزرگ بر دیوار جبهه جنوبی تخت جمشید، آشکارا گواهی می‌دهد که در این مکان هیچ بنایی از قبل وجود نداشته است. وسعت کامل کاخ‌های تخت جمشید ۱۲۵ هزار متر مربع است
قدیمی‌ترین بخش تخت جمشید بر پایهٔ یافته‌های باستان‌شناسی مربوط به سال ۵۱۸ پیش از میلاد است.
آنگونه که در منابع متعدد و گوناگون تاریخی آمده است ساخت تخت جمشید در حدود ۲۵ سده پیش در دامنه غربی کوه رحمت یا میترا یا مهر و در زمان داریوش بزرگ آغاز شد و سپس توسط جانشینان وی با تغییراتی در بنای اولیه آن ادامه یافت. بر اساس خشت‌نوشته‌های کشف شده در تخت جمشید در ساخت این بنای با شکوه معماران، هنرمندان، استادکاران، کارگران، زنان و مردان بی‌شماری شرکت داشتند که علاوه بر دریافت حقوق از مزایای بیمهٔ کارگری نیز استفاده می‌کردند. ساخت این مجموعهٔ بزرگ و زیبا بنا به روایتی ۱۲۰ سال به طول انجامید.
یکی از هنرهای معماری در تخت جمشید این است که نسبت ارتفاع سر درها به عرض آن‌ها و همین‌طور نسبت ارتفاع ستون‌ها به فاصلهٔ بین دو ستون نسبت طلایی است.
نسبت طلایی نسبت مهمی در هندسه است که در طبیعت وجود دارد. این نشانگر هنر ایرانیان باستان در معماری است.

### تخریب

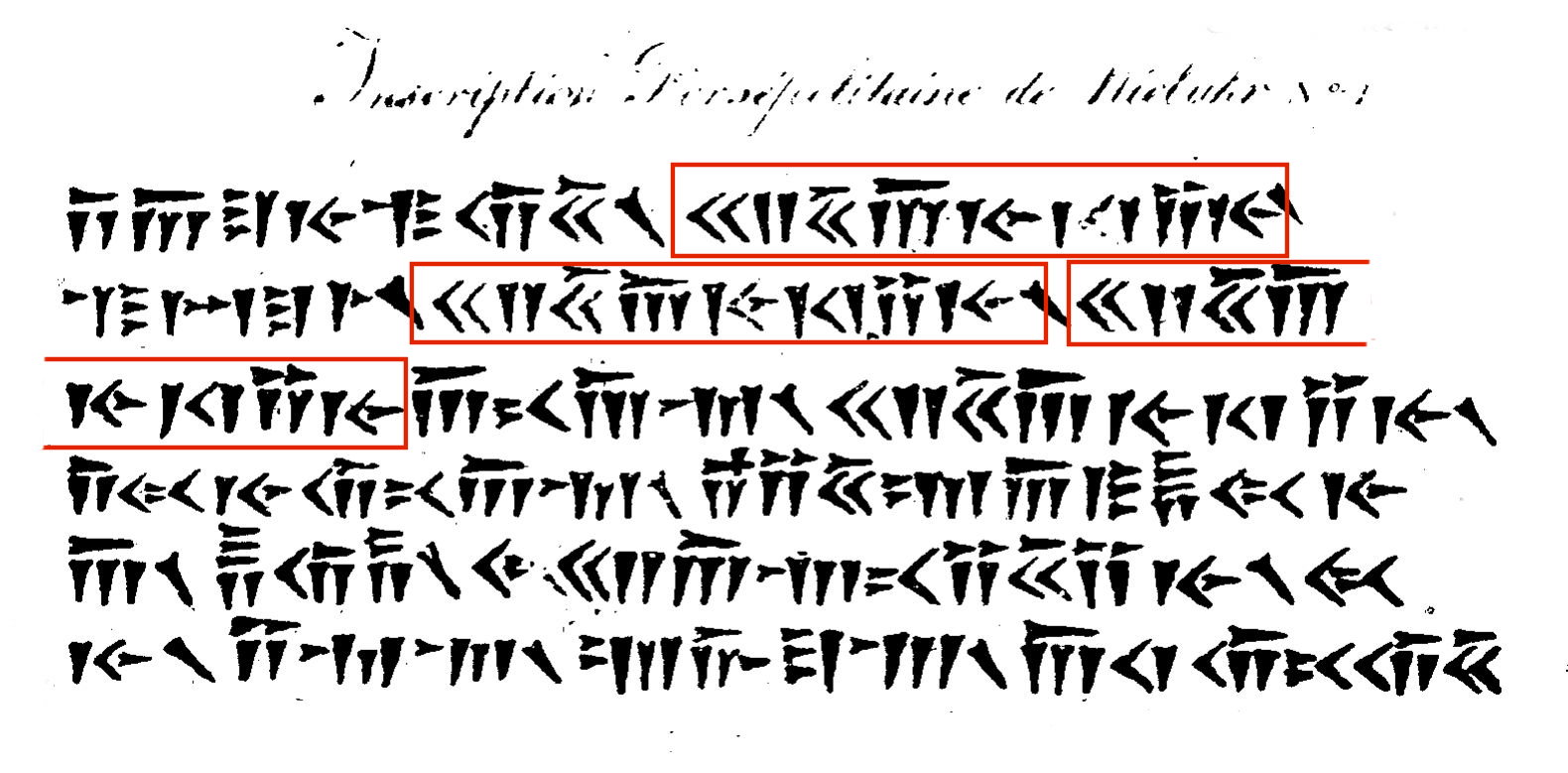
فردریش مونتر توانسته بود به درستی کلمه "𐎧𐏁𐎠𐎹𐎰𐎡𐎹" را که در کتیبه داریوش یکم در تخت جمشید متناوباً تکرار شده بود، رمزگشایی کند و او فهمید این کلمه به معنی «شاه» است. در تصویر دوره کلمه شاه خط قرمز کشیده شده است.

مجموعه کاخ‌های تخت جمشید، در سال (۳۳۰ پیش از میلاد) به دست اسکندر مقدونی به آتش کشیده شد و تمام بناهای آن به صورت ویرانه درآمد.
پس از شکست داریوش سوم، اسکندر به سوی تخت جمشید، پایتخت ایران لشکر کشید و پس از غارت گنجینه‌های آن، کاخ بزرگ و شهر اطراف آن را به خاک و خون کشید و آثار و آثار مذهبی صدها ساله را همراه با کاخ‌های باشکوه و تماشاگران ویران کرد. تالارهایی که تخت جمشید را به جواهر شاهنشاهی تبدیل کرده بود. اما به عنوان انگیزه اصلی برای اینکه چرا اسکندر تخت جمشید را سوزانده است، ذکر شده است که خشایارشا اول در سال ۴۸۰ قبل از میلاد به یونان حمله کرده بود و روستاها، شهرها و معابد (از جمله پارتنون آتن) را به آتش کشید تا اینکه در نبرد دریایی سالامیس و بعداً در نبرد پلاتئا شکست خورد. حمله ۴۸۰ پیش از میلاد به جنگ‌های ایران برای مدت طولانی توسط یونانی‌ها به یاد می‌آمد اگرچه همه گزارش‌ها همچنین اشاره می‌کنند که اسکندر و مردانش زمانی که تصمیم به ویران کردن و به آتش کشیدن شهر گرفتند مست بودند.
از بناهای بر جای مانده و نیمه ویرانه، بنای مدخل اصلی تخت جمشید است که به کاخ آپادانا معروف است و مشتمل بر یک تالار مرکزی با ۳۶ ستون و سه ایوان ۱۲ ستونی درقسمت‌های شمالی، جنوبی و شرقی است که ایوان‌های شمالی و شرقی آن به‌وسیله پلکان‌هایی به حیاط‌های مقابل متصل و مربوط می‌شوند. بلندی صفه در محل کاخ آپادانا ۱۶ متر و بلندی ستون‌های آن ۱۸ متر است. این مجموعه در فهرست آثار تاریخی ایران و نیز در فهرست میراث جهانی یونسکو به ثبت رسیده است.

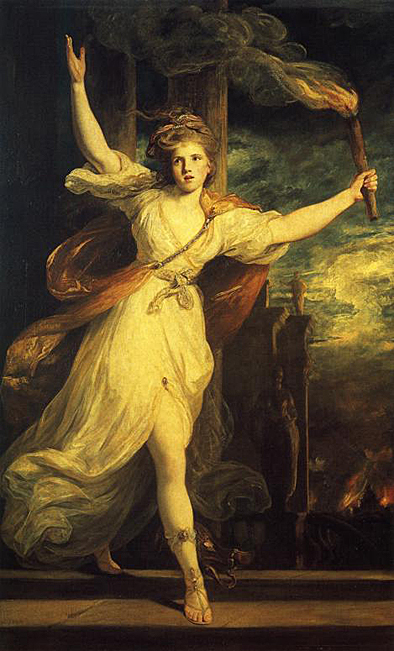
تائیس درحال آتش زدن تخت جمشید اثر جاشوا رینولدز، ۱۷۸۱ میلادی.
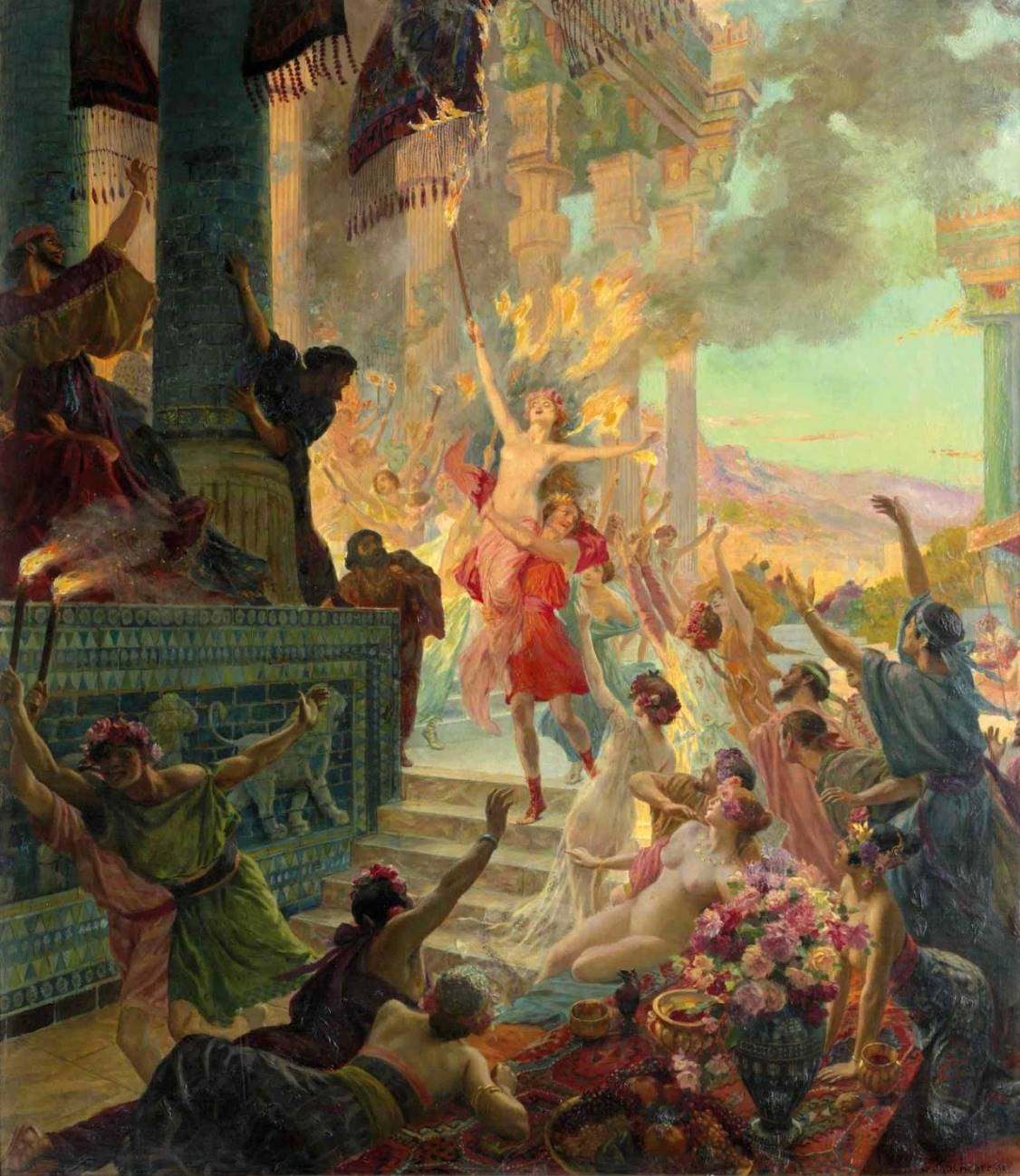
اسکندر درحال بلند کردن تائیس برای آتش زدن پرسپولیس اثر جرج روچه گروس، ۱۸۹۰ میلادی
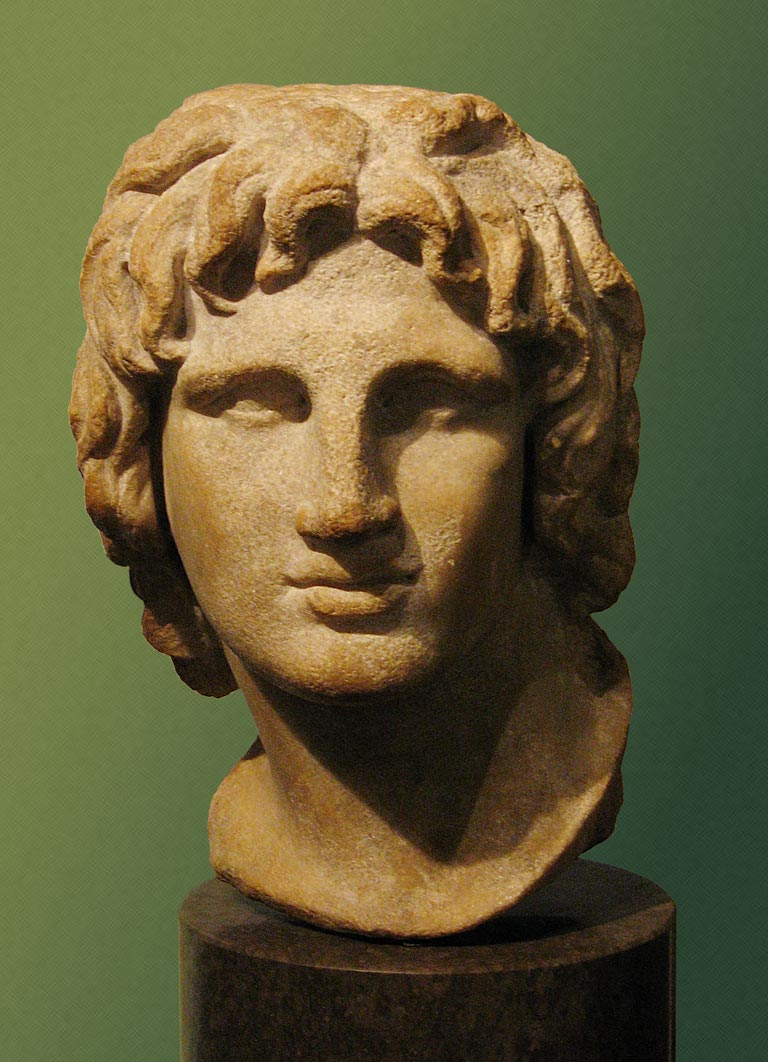
مجسمه نیم تنه اسکندر مقدونی (موزه بریتانیا لندن).
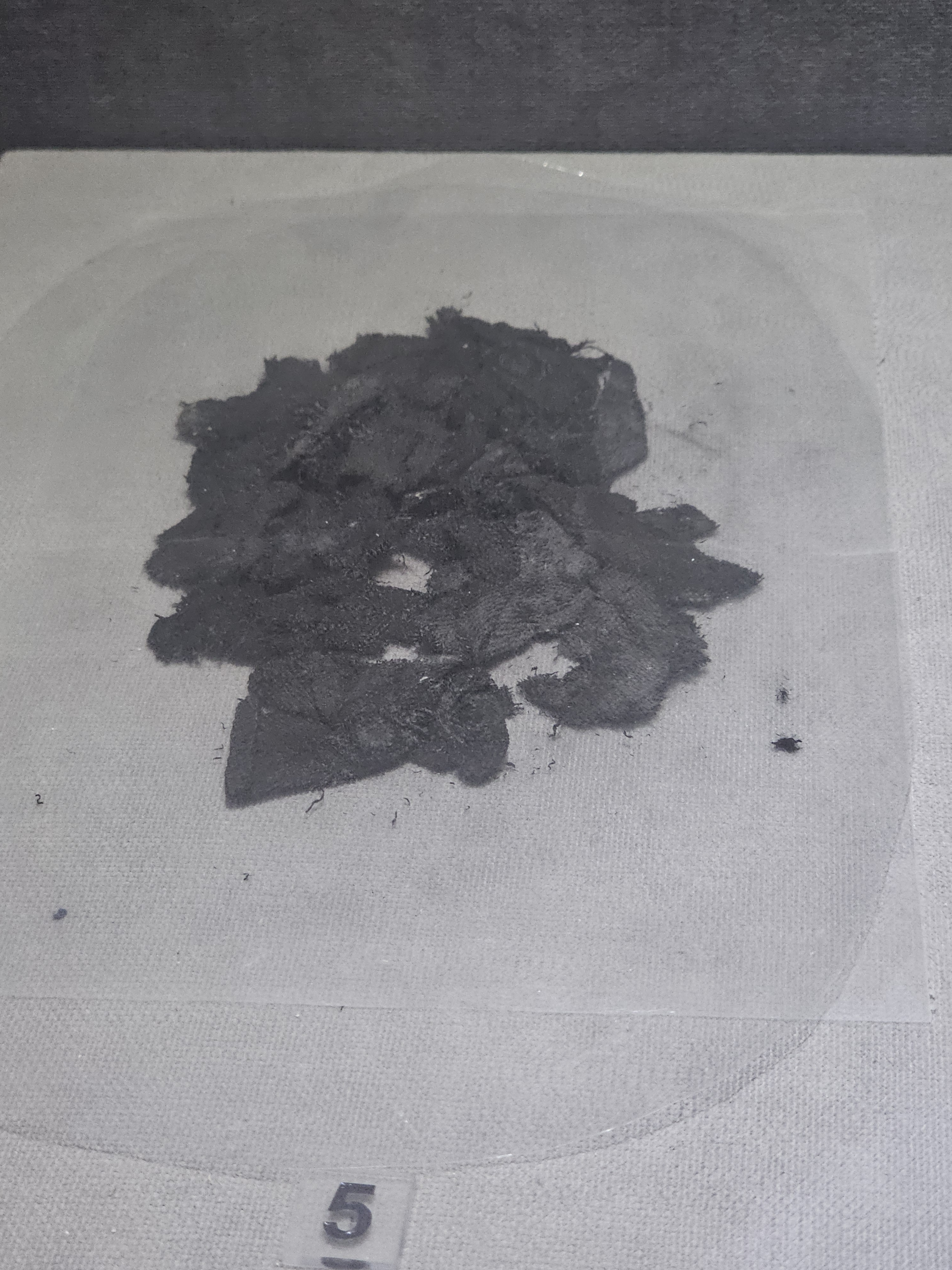
بقایای منسوجات سوخته در لهیب آتش اسکندر (موزه تخت‌جمشید)

### بازدیدهای اولیه از خرابه‌ها

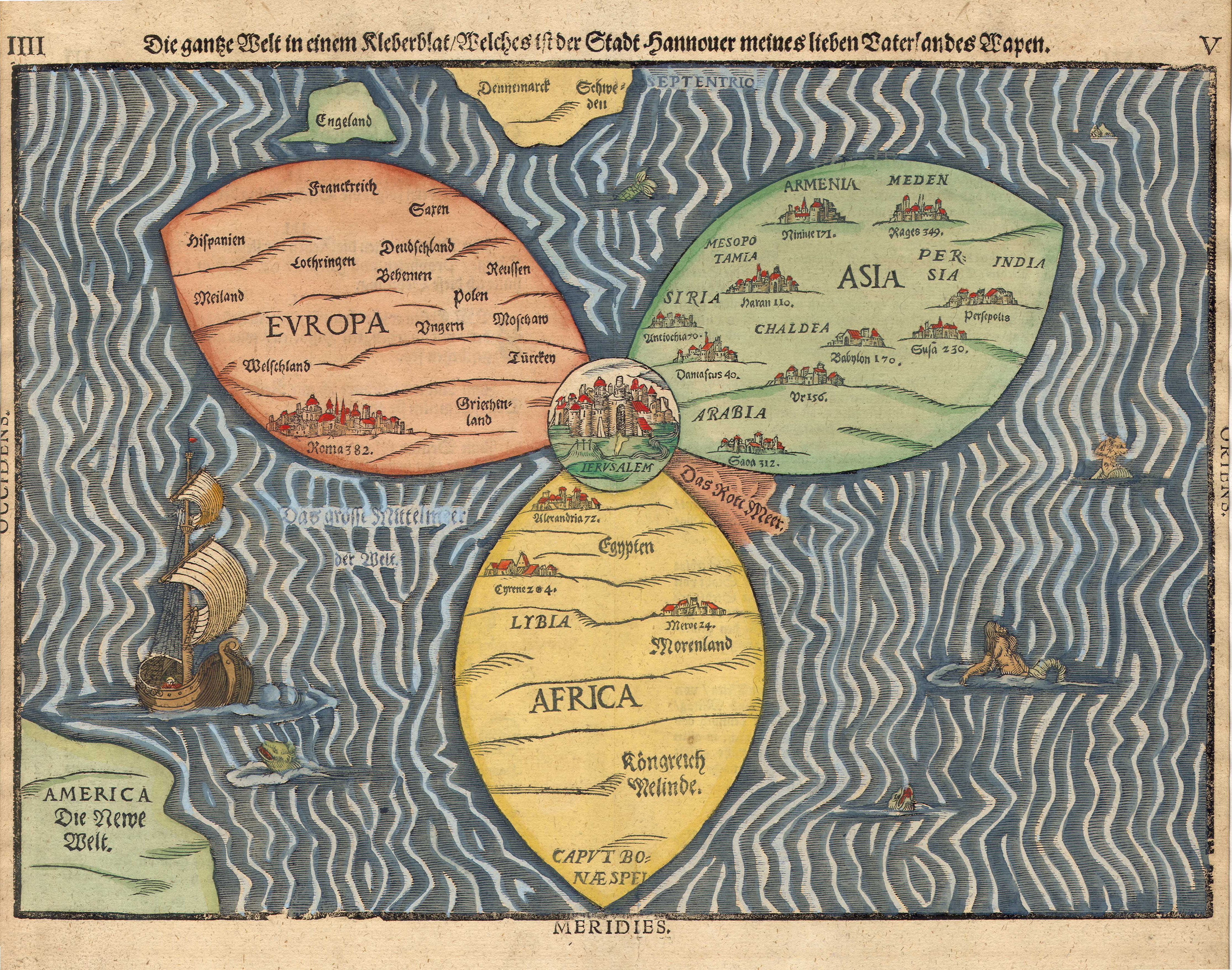
نقشهٔ مپا موندی به شکل گُلِ سه‌برگ از جهان که در سال ۱۵۸۱ میلادی توسط هنریش بونتینگ ترسیم‌شد. مرکز نقشه شهر اورشلیم است و نام پارس و تخت جمشید در برگ سبز نقشه یا قاره آسیا، رسم شده است.

سفرنامه یا کتاب فیثاغورس (Pythagore) زایش ۶۰۸ پیش از میلاد، درگذشت ۵۰۹ ق. م) یکی از قدیمی‌ترین منابع دربارهٔ تخت جمشید است. او (در فصل ۱۰۲ تا ۱۱۰ ترجمه فارسی) آن را شرح داده و آن را بنایی عظیم دانسته و گفته است صدها نفر درحال تکمیل آن هستند وقتی این بنا تکمیل شود بزرگ‌ترین بنای جهان خواهد بود.
پولیبیوس مورخ یونانی سده سوم پیش از میلاد متذکر شده است که در زمان هخامنشیان آن کس که کاریزی حفر یا زمینی را آباد می‌کرد یا کاریز خشکی را بازسازی می‌نمود مالیات ۵ نسل بر او بخشوده می‌شد. در سیاحتنامه فیثاغورس به باغ‌های مصفا که با دولاب آبیاری می‌شده اشاره شده که داریوش و کوروش بزرگ خود ساعتی را در آن به کشاورزی می‌پرداخته است. او از اسب‌های تربیت شده که آن‌ها را پارس می‌خواندند یاد کرده است. 
در کتاب‌های مورخان دوران اسلامی از سده چهارم به بعد از بنای تخت جمشید به عنوان بنایی عظیم یاد شده و شگفتی حاصل از بزرگی بنا، سبب شد که تا مدت‌های طولانی آن را به جمشید یا سلیمان نبی، که هر دو را یکی می‌پنداشتند، و بنّایان آن را دیو و اجنه منسوب نمایند، و حتی نوشته‌اند که دیوها مجسمه و تصویر شاهان خود را بر دیوارها کنده‌اند! در زمان مسعودی (سده چهارم هجری قمری) آن را مسجد سلیمان بن داوود می‌نامیدند، ولی مسعودی فکر می‌کرد که آنجا بنایی کهن بوده که بعدها همای، دختر بهمن پسر اسفندیار، آن را آتشکده کرده است. دیلمیان تخت جمشید را ساختهٔ اجداد خود می‌دانستند و عضدالدوله دیلمی در کاخی که به اسم فرزندش ابونصر در شیراز ساخت، تعدادی از در و درگاه‌های کاخ تچر (کاخ داریوش بزرگ) را به آنجا منتقل و در آنجا نصب کرد. محمد بن محمود طوسی در سده ششم هجری قمری از استخر (اصطخر) به عنوان دارالملک سلیمان یاد کرده و از مسجد سلیمان و نقوش و حجاری‌های آن سخن به میان آورده و مانند اصطخری احداث این بنای سترگ را به دیوها و پریان نسبت داده است. در همان زمان، ابن بلخی این مکان را کاخ جمشید دانسته و ضمن توصیف آن، برخی ویژگی‌های طبیِ موجود در مصالح به‌کاررفته در آن را، که در بین مردم آن دوره شناخته‌شده بوده، برشمرده است. آنچه حمداللّه مستوفی در سده هشتم هجری قمری دربارهٔ تخت جمشید از نویسندگان پیش از خود نقل کرده، گویای استمرار عقیده‌های پیشین در این باره است.

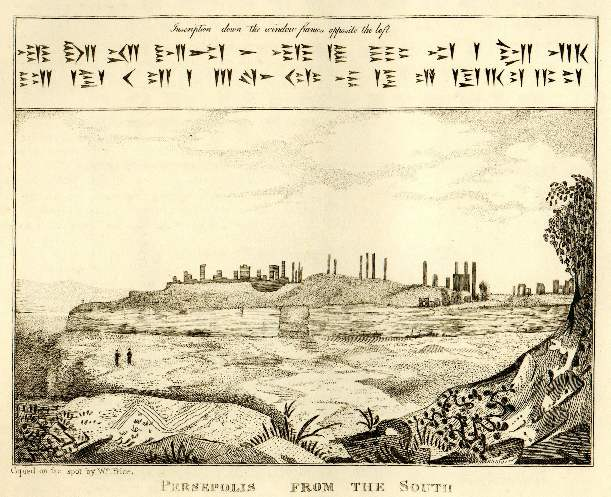
طرحی از نمای جنوبی تخت‌جمشید، توسط ژان شاردن (۱۷۱۱)
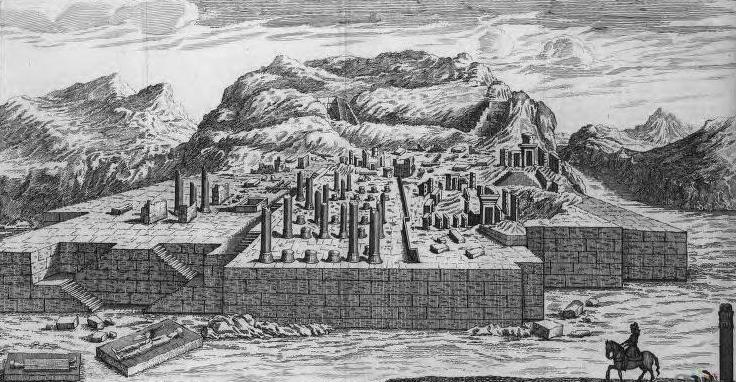
طراحی از تخت جمشید ۱۷۱۳ میلادی
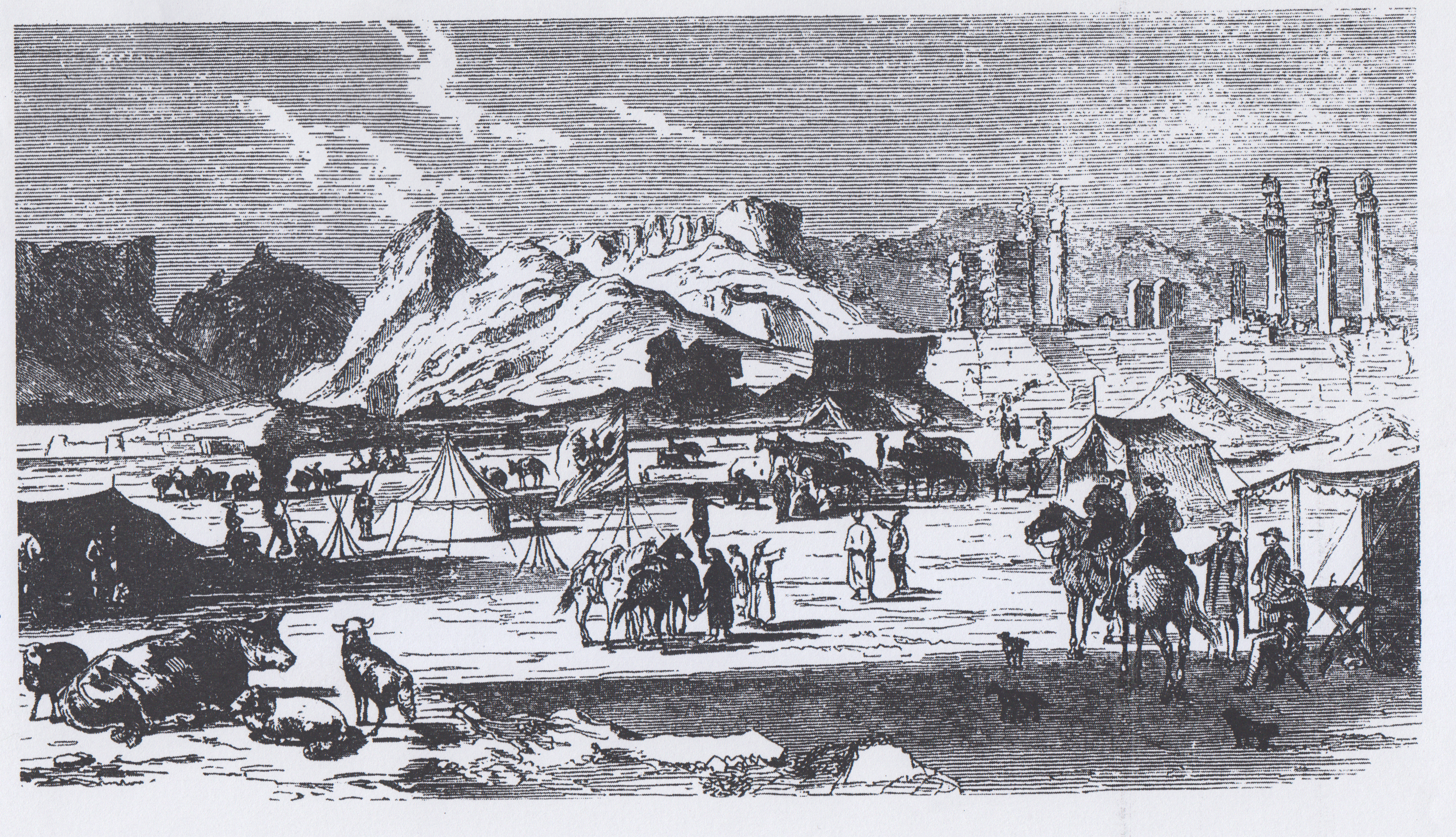
هیئت نمایندگان پروس در تخت جمشید از کتاب ه. بروکش (لایپزیک ۱۸۶۲–۳)

### پژوهش‌های باستان‌شناسی

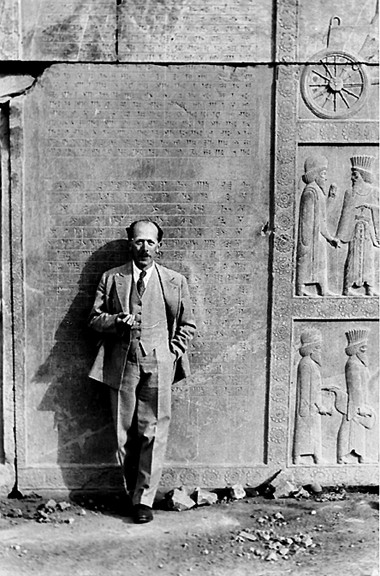
اولین کاوش‌های علمی در تخت جمشید توسط ارنست امیل هرتسفلد آلمانی در ۱۹۳۱ زیر نظر رضاشاه صورت گرفت.

اولین کاوش‌های علمی در تخت جمشید توسط ارنست امیل هرتزفلد آلمانی در ۱۹۳۱ تحت نظر رضاشاه صورت گرفت. وی توسط مؤسسه خاورشناسی دانشگاه شیکاگو فرستاده شده بود. یافته‌های وی هنوز در این مؤسسه نگه‌داری می‌شوند. هرتزفلد معتقد بود دلیل ساخت تخت جمشید نیاز به جوی شاهانه و باشکوه، نمادی برای شاهنشاهی پارس و مکانی برای جشن گرفتن وقایع خاص به خصوص نوروز بوده است. به دلایل تاریخی تخت جمشید در جایی که شاهنشاهی پارس پایه گذاشته شده بود ساخته شده است؛ هر چند در آن زمان مرکز امپراتوری نبوده است.
معماری تخت جمشید به‌دلیل استفاده از ستون‌های چوبی مورد توجه قرار گرفته است. معماران تخت جمشید فقط زمانی از سنگ استفاده کرده‌اند که بزرگ‌ترین سروهای لبنان یا ساج‌های هند اندازه‌های لازم برای تحمل سقف را نداشته‌اند. در حالی که ته ستون‌ها و سر ستون‌ها از سنگ بوده‌اند.
یک هیئت کاوش ایرانی - ایتالیایی در این محل کاوش می‌کرد. علیرضا عسکری چاوردی، سرپرست ایرانی از دانشگاه شیراز و سرپرست ایتالیایی برنامه پیر فرانچسکو کالیری از دانشگاه بولونیا بودند.

## یادگاری نویسی‌های جهانگردان اروپایی بر دیوارهای تخت جمشید

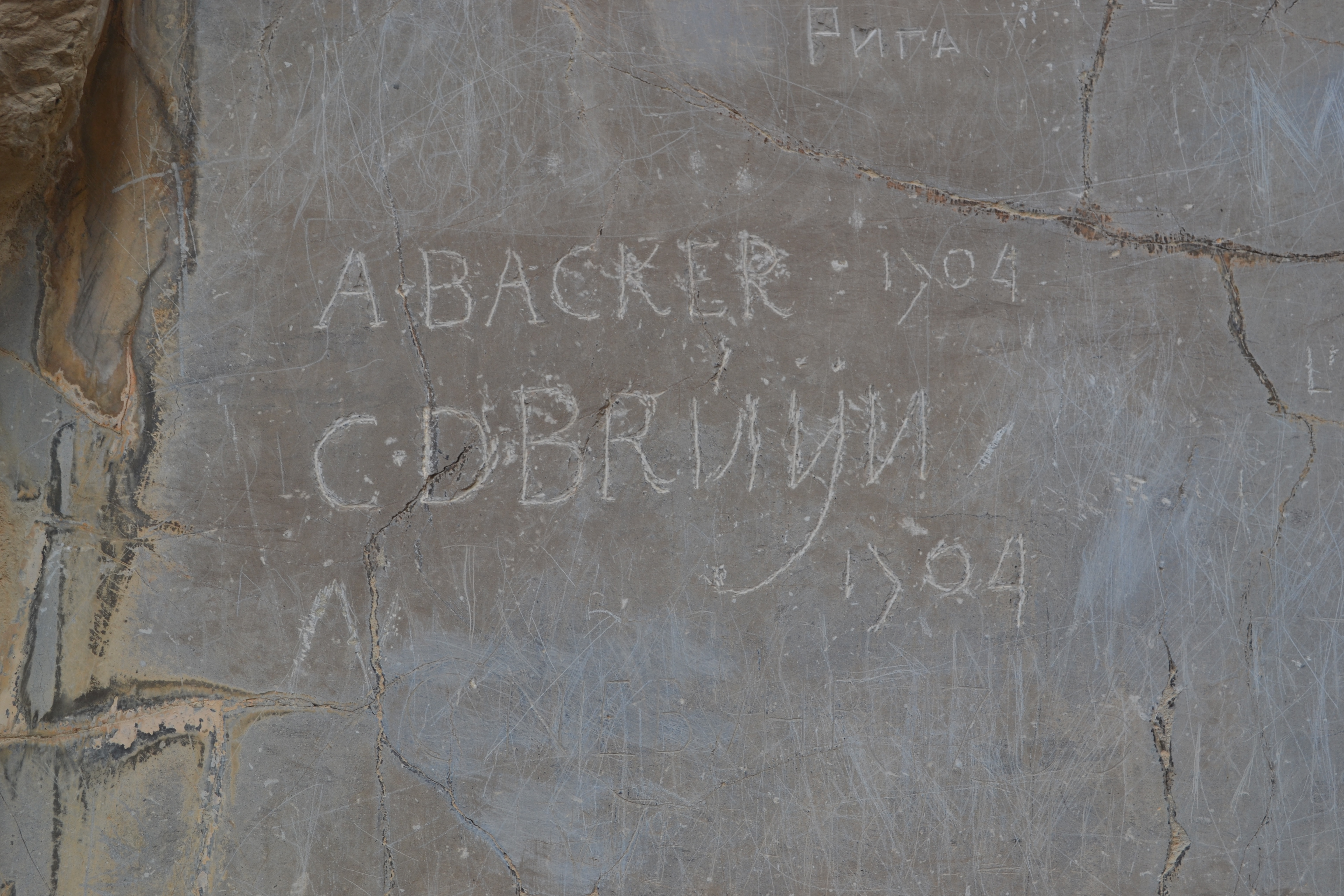
امضای کرنلیوس دبروین و آدریان دِ باکر (Adriaan de Backer) بر دیوار تخت جمشید به سال ۱۷۰۴ میلادی.

قدیمی‌ترین نام‌های تاریخ‌گذاری شده در سده‌های ۱۷ و ۱۸ ظاهر می‌شوند: در سال ۱۶۳۸ (جی.ای. فون ماندلسلو)، ۱۷۰۴ (آدریان دو بکر به همراه کورنلیس دو بروئن)، ۱۷۶۵ (تاجر پارچه مقیم ای. هرکولس؛ یا. مور؛ و کاشف مشهور دانمارکی، کارستن نیبور)، ۱۷۶۷ (دبلیو. رابینز، جی. اسکیپ، جی. اسلوپ) و ۱۷۸۷ (ویلیام فرانکلین). اشاره اندرسون به گرافیتی‌های تاریخ‌گذاری شده در سال‌های ۱۷۴۶ و ۱۷۵۳ توسط نویسنده قابل تأیید نبود، اما ممکن است از آن زمان محو یا فرسوده شده باشند. این تاریخ‌ها و نام‌ها گواه تغییر منافع تجاری خارجی در ایران است. از سال ۱۶۲۳ تا ۱۷۰۸، شرکت هند شرقی هلند بر تجارت خلیج فارس تسلط داشت، عمدتاً به‌دلیل انحصار آنها بر تجارت ادویه خاور دور، و قابل توجه است که اولین گرافیتی بنابراین منعکس کننده بازدید یک هیئت تجاری اولیه اروپایی اعزامی توسط فردریک دوک هولشتاین است.

### وضعیت کنونی
در دورهٔ نو و با بازگشت و پیدایش حس میهن‌پرستی در میان ایرانیان و ارج‌گذاری به گذشتگان این سرزمین، تخت جمشید اعتبار بسیاری یافت. در زمان حکمرانی دودمان پهلوی به این بنا توجه فراوانی شد و محمدرضاشاه پهلوی، جشن‌های دوهزار و پانصد سال شاهنشاهی ایران را در این سازهٔ کهن برگزار کرد. با آغاز رویداد انقلاب اسلامی این سازه را یادگار شاهان خواندند و بسیار مورد بی‌مهری قرار دادند. ازجمله صادق خلخالی اولین حاکم شرع دادگاه‌های انقلاب برای تخریب آن عازم شد، اما با مقاومت مردم و پرسنل تخت جمشید ناکام ماند. گزارش‌هایی موجود است که صادق خلخالی پس از تخریب آرامگاه رضا شاه قصد تخریب آرامگاه فردوسی و پارسه (تخت جمشید) را هم داشته اما این مسئله با مخالفت دولت موقت (از جمله وزیر فرهنگ پرویز ورجاوند)، استاندار فارس نصرت‌الله امینی و آیت‌الله سید محمود طالقانی و مقاومت مردم مرودشت و کارکنان پارسه، در این امر ناکام ماند. ولی امروزه می‌توان تخت جمشید را نام‌آورترین و دوست‌داشتنی‌ترین سازه در ایران و در میان ایرانیان و همچنین نماد شکوه گذشتگان دانست.
سد سیوند در ۹۵ کیلومتری شمال شیراز، ۵۰ کیلومتری شهر باستانی تخت جمشید و حدود ۱۰ کیلومتری پاسارگاد بر روی رودخانهٔ سیوند ساخته شده است. رودخانهٔ پلوار بین این دو محوطهٔ باستانی ثبت شده در فهرست میراث جهانی یونسکو (تخت جمشید و پاسارگاد) در کنار آرامگاه کوروش و در دل تنگه بلاغی جریان داد. با آب‌گیری این سد مخالفت‌های بسیاری صورت گرفته است. معترضان به آب‌گیری سد سیوند معتقدند آب‌گیری این سد پیامدهای ناگواری را برای میراث فرهنگی و طبیعی منطقهٔ دشت پاسارگاد و تنگه بلاغی به همراه خواهد داشت. شوربختانه سر انجام این سد در فروردین ۱۳۸۶ هـ.ش. آب‌گیری شد. شایان ذکر است که عمر مفید سد ۳۰ سال تخمین زده شده است اما کارشناسان تأثیر تخریبی این سد را بسیار زیاد دانسته و اعلام می‌داشتند یک برنامه سی ساله عمر مفید باعث تخریبی در آثار ملی و ضربه به آن‌ها خواهد شد.
به خاطر خشکسالی‌های متعدد و همین‌طور استفاده غلط از منابع آب زیرزمینی، در اطراف مجموعهٔ تخت جمشید و نقش رستم فرونشست بحرانی زمین رخ داد که در آینده می‌تواند برای این مجموعه خطرساز باشد.

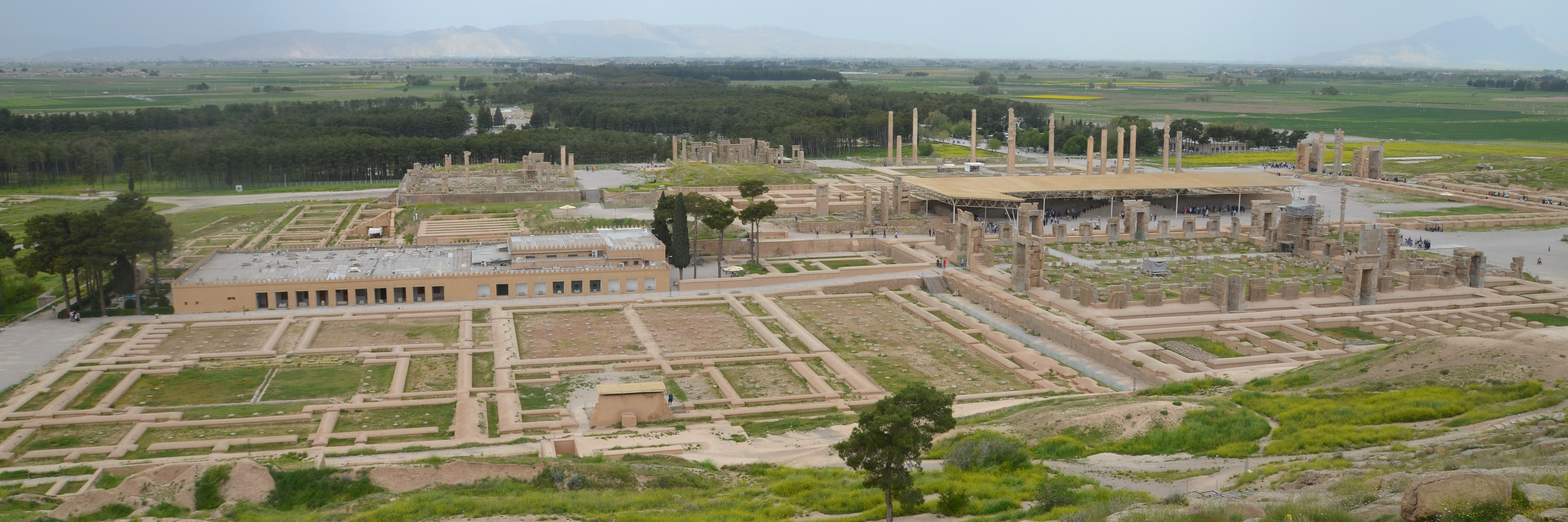
نمای کلی (۲۰۱۹ م)

## هنر

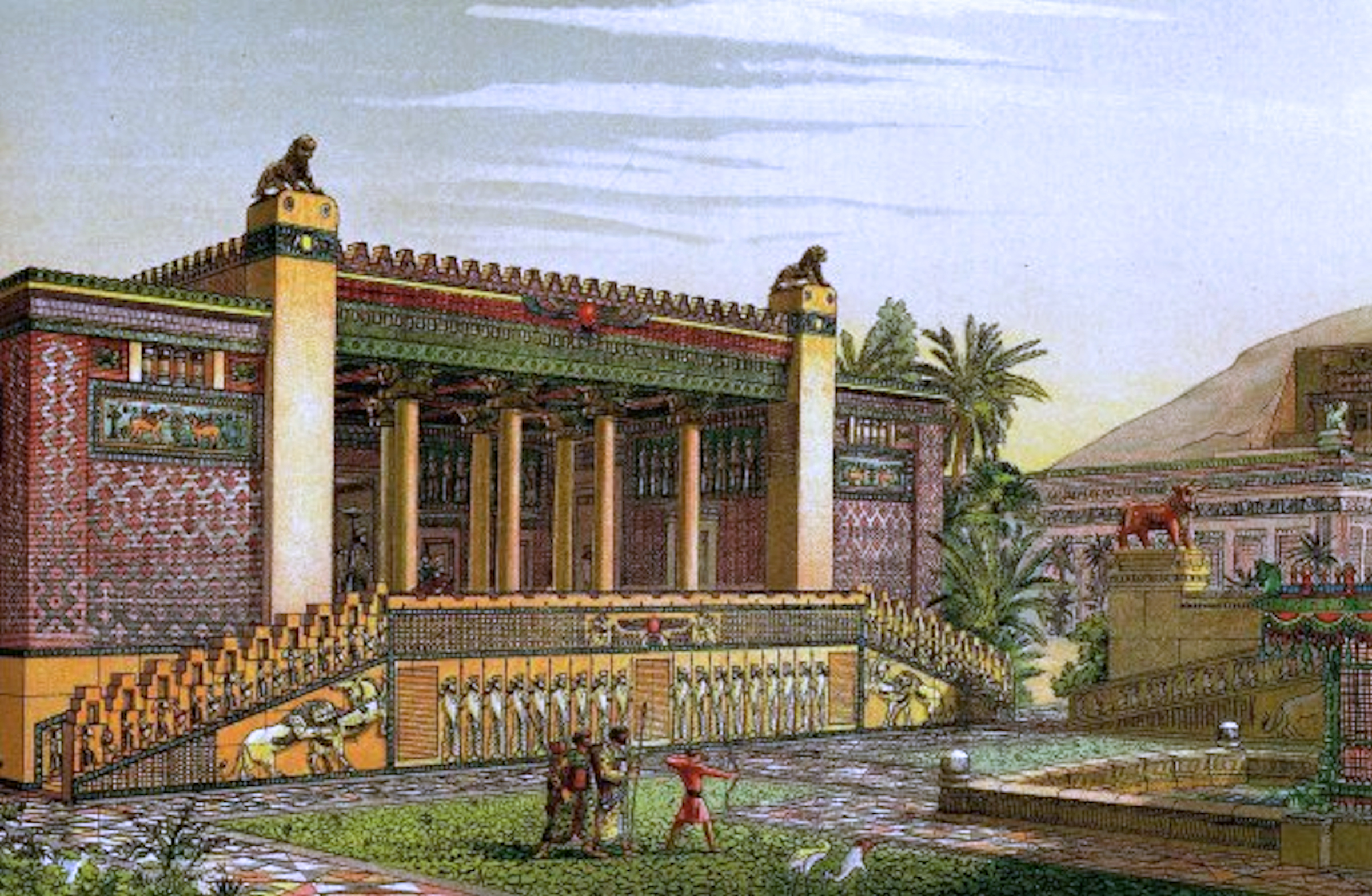
نمایی از معماری تخت جمشید، اثر شارل شیپیه

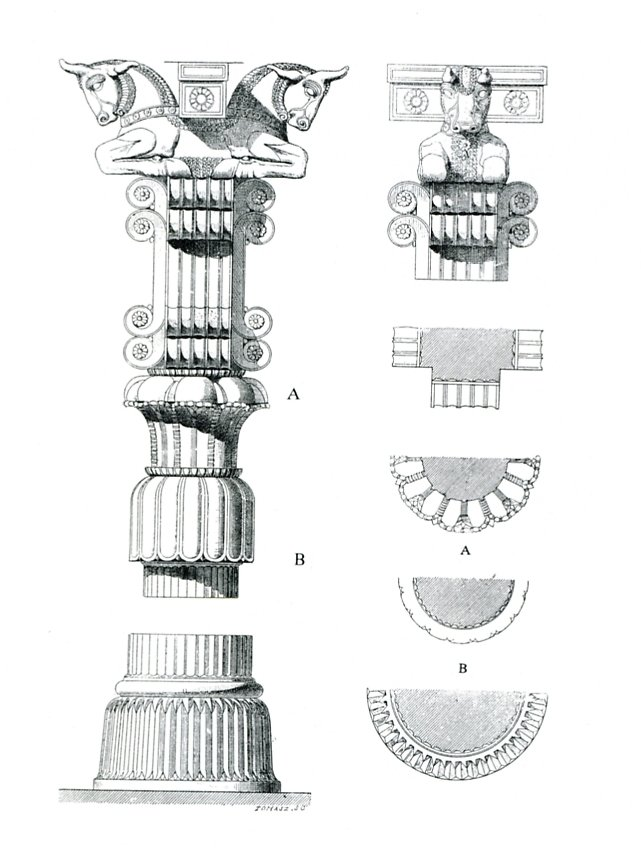
طرح و جزئیات ستون‌های تخت جمشید

### معماری
معماران، هنرمندان و متخصصان در ساخت تخت جمشید از ملل مختلف زیر نفوذ شاهان هخامنشیان مانند آشوریان، مصریان، اورارتوئیان، بابلیان، لودیان، ایونیان، هندوان، سکائیان و غیره تشکیل می‌شدند.

#### سنجش درازا و شمارگان
پژوهش‌های کرفتر، نیلندر، ا. هسه، خانم و آقای تیلیا و مایکل رف، مقیاس‌های طولی در تخت جمشید را روشن کرده است. کوچک‌ترین واحد اندازه‌گیری یک انگشت بوده است که با مقیاس امروزی ۲۲ میلی‌متر می‌شود. واحدهای دیگر عبارت بودند از:
1. کف یا قبضه برابر ۴ انگشت یا ۸۷ میلی‌متر
2. گام تخت جمشیدی برابر ۱۶ انگشت یا ۳۴۷ تا ۳۴۸ میلی‌متر
3. آرش (گز) برابر ۲۴ انگشت یا ۵۲۱ تا ۵۲۲ میلی‌متر

بهترین مورد برای بررسی از مقیاس گام تخت جمشیدی، پلکان شرقی آپادانا است که در یک نظر رابطه منطقی طول و عرض قسمت‌های آن بدین صورت مشخص می‌شود:
جبههٔ پلکان را به‌طور کلی به قسمت شمالی (سان سربازان و بزرگان)، مرکزی (مهتابی جلو) و جنوبی (سان هدیه‌آوران) می‌توان تقسیم کرد. هر یک از آن‌ها ۷۸ گام طول و ۹ گام بلندی دارد. قسمت میانی مهتابی جلو، ۹ گام بلندی و دو برابر آن طول دارد و دو شیب پلکان‌های متقارن آن هر یک قاعده‌ای به طول ۳۰ گام دارند. از لبهٔ مهتابی جلویی تا آغاز شیب هر یک از پلکان‌های متقارن مهتابی عقبی، درست ۷۸ گام می‌شود و در همه این اعداد ضریبی از عدد ۳ را که در ایران باستان مقدس بوده است، می‌یابیم.
اعداد ۳، ۷ و ۹ اعدادی مقدس دانسته می‌شده‌اند و بررسی این نگاره موارد زیر را در تخت جمشید ثابت کرده است:

آپادانا در مجموع ۷۲ ستون دارد که برابر ۷۲ فصل یسنای اوستا ۷۲ رشته کشتی (کستی) است که ایرانیان باستان به کمر می‌بسته‌اند. بر نقوش بارعام کاخ صد ستون و نقش‌نمای آرامگاه‌ها، پادشاه و شش تن از یارانش را نشان داده‌اند که درست مانند قرار گرفتن اهورامزدا در میان شش فرشته بزرگ در باور ایرانیان باستان است و تأییدکننده زرتشتی بودن هخامنشیان است.
پلکان بزرگ شمال‌غربی ۱۱۱ پله (یعنی سه بار عدد یک) دارد که حاصل ضرب ۳۷ در عدد ۳ است و شمار منزل‌های راه‌شاهی از شوش تا سارد هم درست ۱۱۱ بوده است.

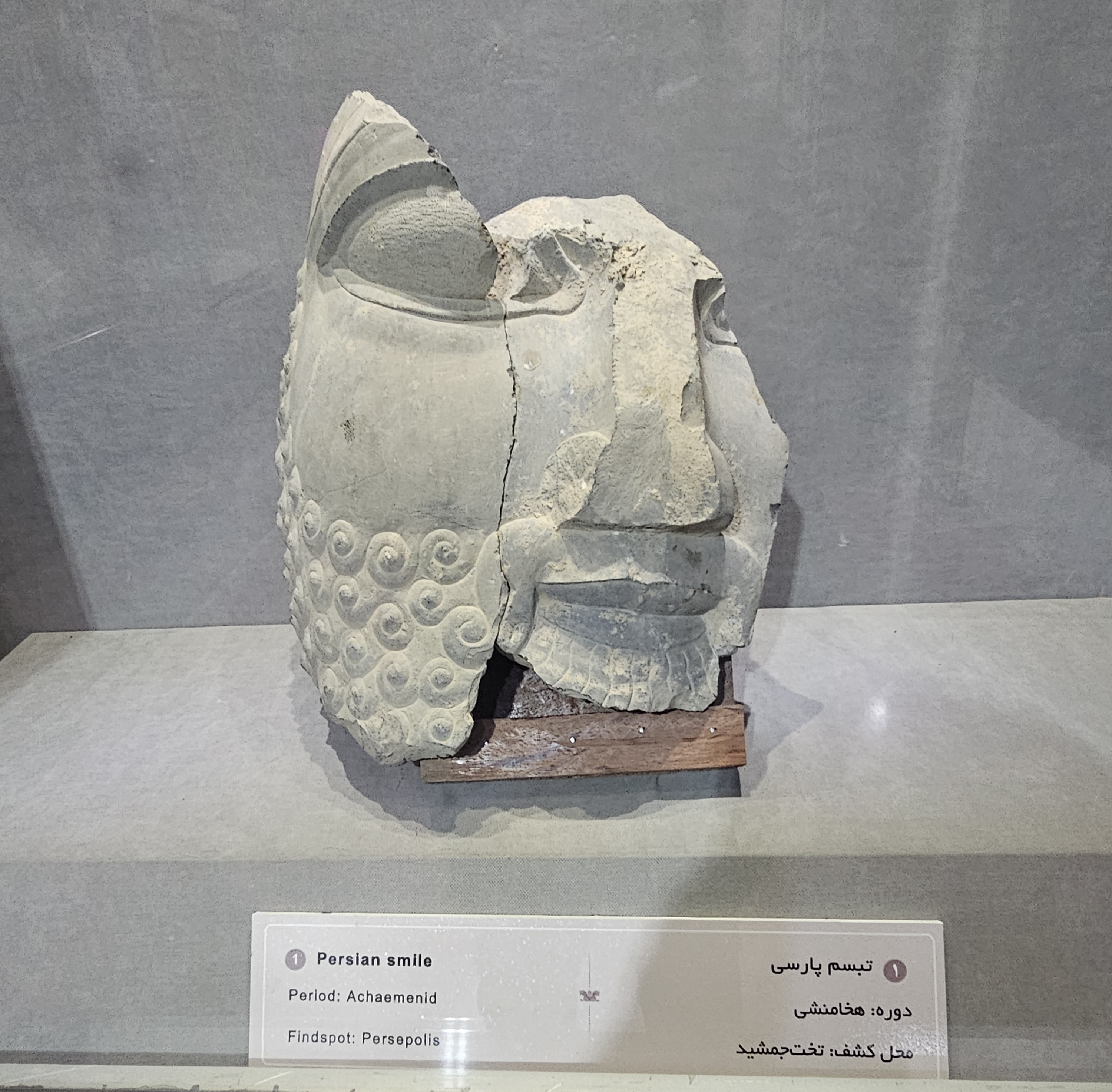
تبسم پارسی در موزه تخت جمشید
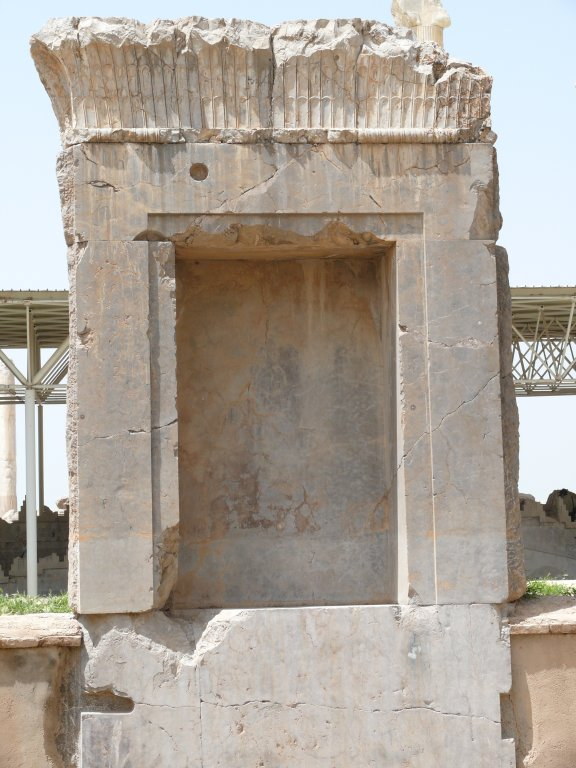
قرنیز به سبک مصری
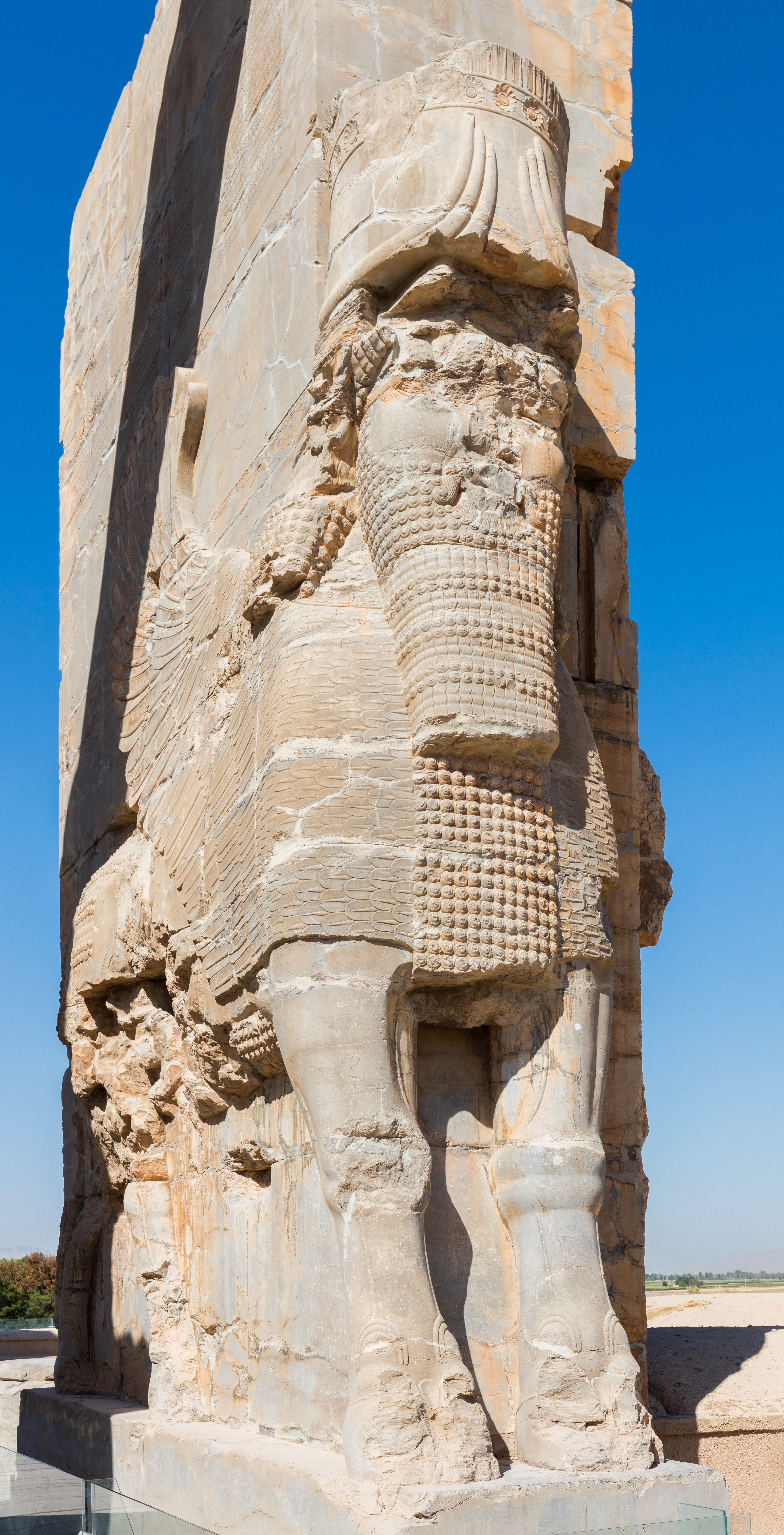
گاو بال‌دار به سبک آشوری

#### بست فلزی به جای ملات

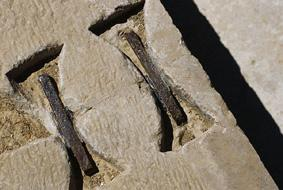
استفاده از اتصال دم‌چلچله‌ای به جای ملات در به هم چسباندن سنگ‌ها

برای روی هم گذاشتن سنگ‌ها ملاتی به کار برده نمی‌شده، بلکه دو سطح برهم چسبیده را چنان می‌تراشیده‌اند که صاف می‌شده و به خوبی روی یک دیگر سوار می‌گشته‌اند، فقط قسمت میانی دو سطح را زبره‌تراش باقی می‌گذارده‌اند تا هر دو سطح خوب به هم بچسبند. برای پیوستن سنگ‌ها، علائم زیادی به کار می‌برده‌اند؛ مثلاً روی ستونی که می‌خواستند به پا کنند، چند علامت یکسان بر لبه قطعات مجاور هم، پیش از آن که بالا برده شوند، حک می‌کردند و این نقاط در سوار کردن قطعات بر روی هم می‌افتادند و خط دلخواه و طرح مورد نظر درست می‌شد. عمل پیوستن به چند راه انجام می‌گرفت، یکی قفل و جفت بود، که قسمتی از یک تخته‌سنگ را برجسته ساخته و به همان نسبت یک گودی در تخته سنگ دیگر می‌کندند و دو سنگ را به هم می‌چسباندند، اما راهی که بیشتر مورد استفاده قرار می‌گرفت این بود که در دو سنگ مجاور دو گودی همانند و مرتبط می‌کندند و آن‌ها را با میله آهنی به هم بسته و روی آن سرب مذاب ریخته و صیقل می‌دادند، این بست‌ها به صورت دم چلچله‌ای، استوانه، قلمی و سرتبری ساخته می‌شدند.

### مجسمه‌سازی
تا آنجا که معلوم است، مجسمه‌سازی در گذشته عمدتاً در ارتباط با معماری از آن استفاده می‌شده. سالن بزرگ تماشاگران پادشاهان ایرانی داریوش و خشایارشا تصویری بصری از امپراتوری هخامنشی را ارائه می‌دهد - از طریق تزیینات مجسمه‌سازی نشان می‌دهد که پادشاه ایران بر همه سفیران و رعایا (که نشان داده شده‌اند درحال ادای احترام بی‌پایان و ابدی هستند) فرمانروایی می‌کند. مجسمه‌ها صحنه‌ای را تشکیل می‌دهند که برخی از محققان را به این نتیجه می‌رساند که نقش برجسته‌ها صحنه مراسم ادای احترام سالانه - شاید به مناسبت سال نو ایرانی - را که در تخت جمشید برگزار می‌شد، به تصویر می‌کشند.نقش برجسته‌های تخت جمشید زمانی حکاکی شده‌اند که امپراتوری ایران در دوره هخامنشی در اوج قدرت خود بود
نقش برجسته نیز یک تکنیک مجسمه‌سازی است. علاوه بر معماران و صنعتگران یونانی که در شوش، تخت جمشید و پاسارگاد به ثبت رسیده‌اند، مجسمه‌سازان یونانی نیز در تخت جمشید کار می‌کردند. آن‌ها مجسمه‌هایی به اندازه واقعی از سگ‌ها، گاو نر و بز را ساختند که به عنوان چهره‌های نگهبان سنتی خاور نزدیک عمل می‌کردند. با این حال، سبک این آثار یونانی است تا ایرانی، و نزدیکترین مشابه آنها در آثار یونانی اواخر سده ششم و اوایل سده پنجم قبل از میلاد وجود دارد.

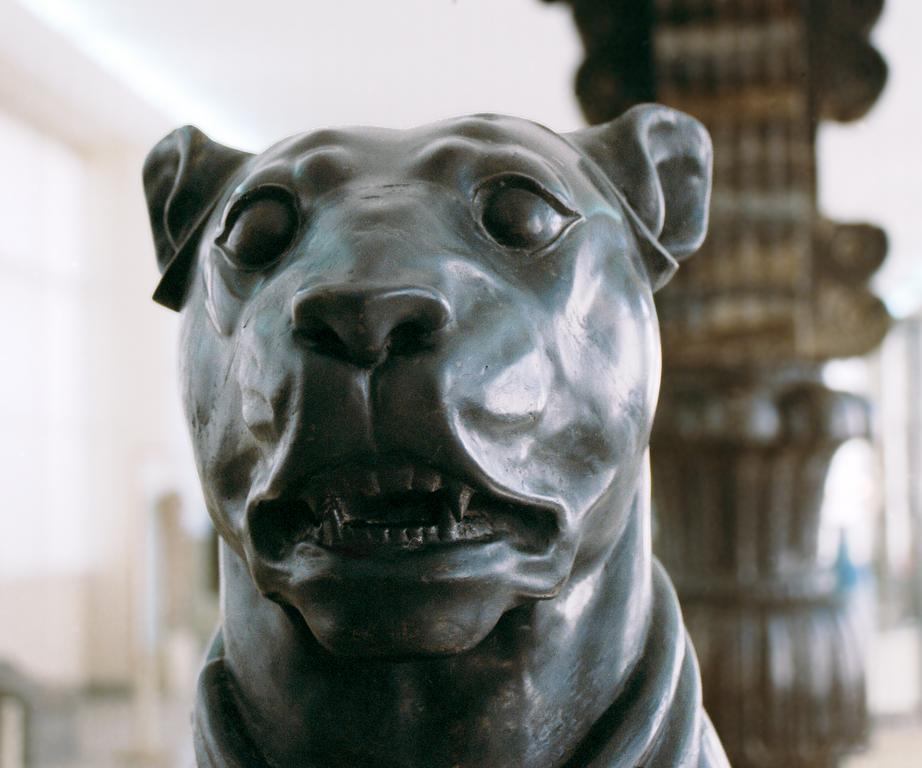
مجسمه سگ ، کشف شده از ضلع جنوب شرقی آپادانا ، موزه ملی تهران
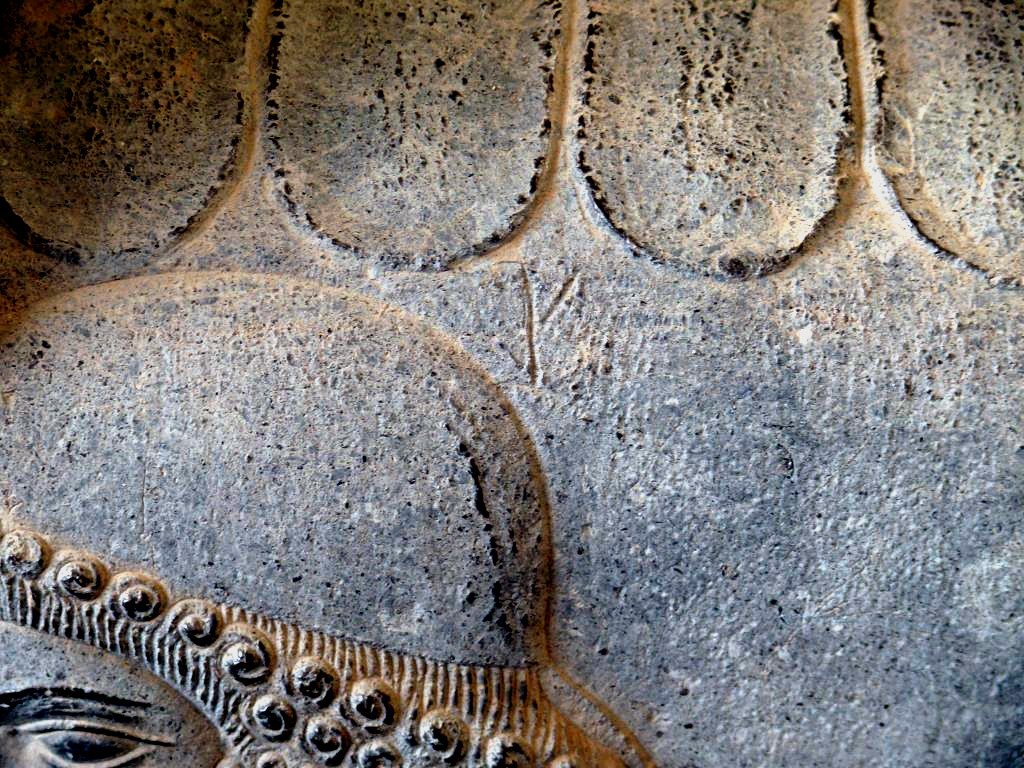
نشان دادن جزئیات
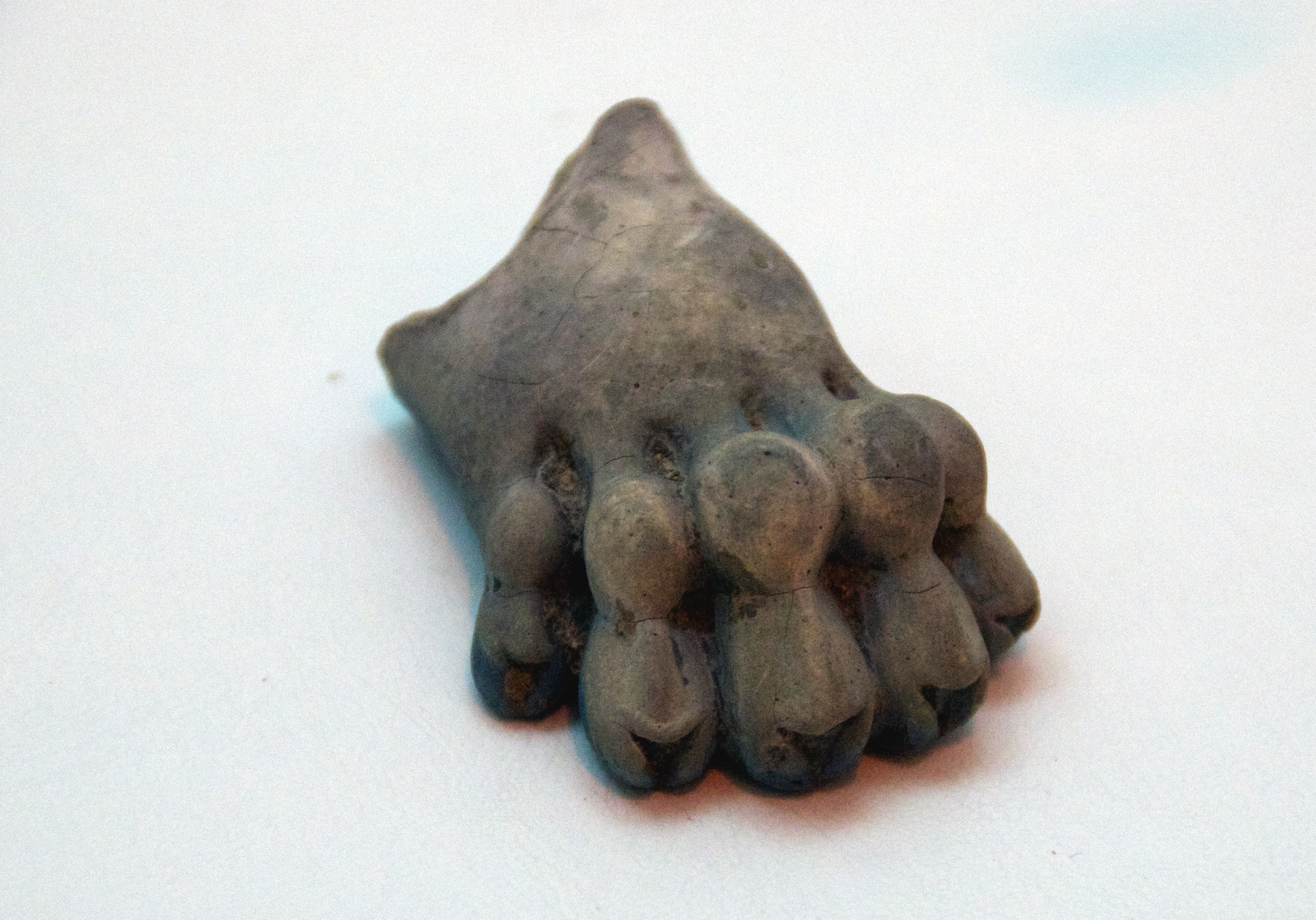
پنجه شیر ساخته شده از سنگ لاجورد، در موزه تخت‌جمشید

### رنگ‌آمیزی
معماران و هنرمندانی که در ساخت تخت جمشید نقش داشتند، نقش‌ها را از سه طریق می‌آراستند. یکی چسباندن فلزهای گران‌ب‌ها به صورت رویهٔ تاج، گوشواره، طوق، یاره و نظایر آن به اصل نقش و توسط سوراخ‌هایی که در دو طرف شی مورد نظر برای گوهرنشانی می‌کندند. دوم نگاریدن و نقر کردن تزئینات اصلی لباس، تاج و کلاه با سوزن، به نحوی بسیار ظریف که نمونهٔ آن بر درگاه‌های کاخ داریوش بزرگ (کاخ تچر) و حرمسرا وجود دارد. سوم رنگ‌آمیزی، که نمونه‌هایی از آن در کاخ سه دری و صد ستون موجود است.

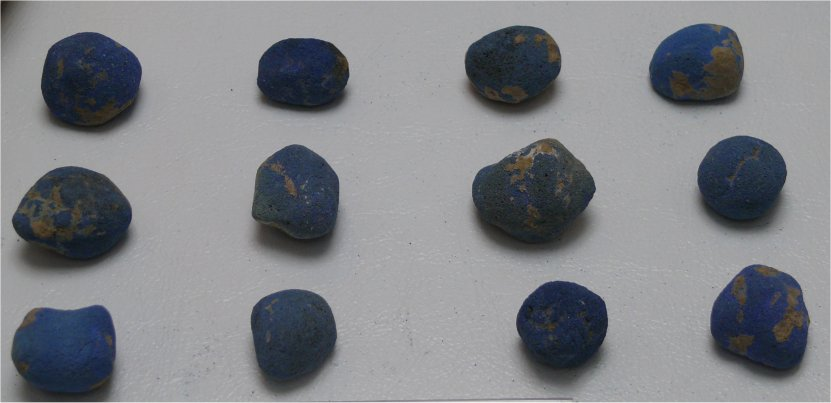
تکه‌های گل رنگ شده از دیوارها ، موزه تخت جمشید
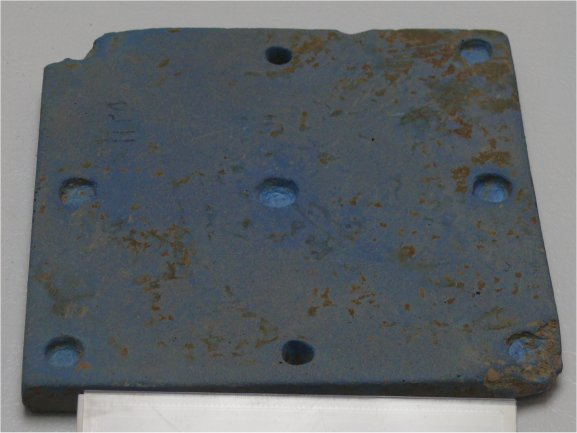
کاشی لعاب لاجوردی ، موزه تخت جمشید
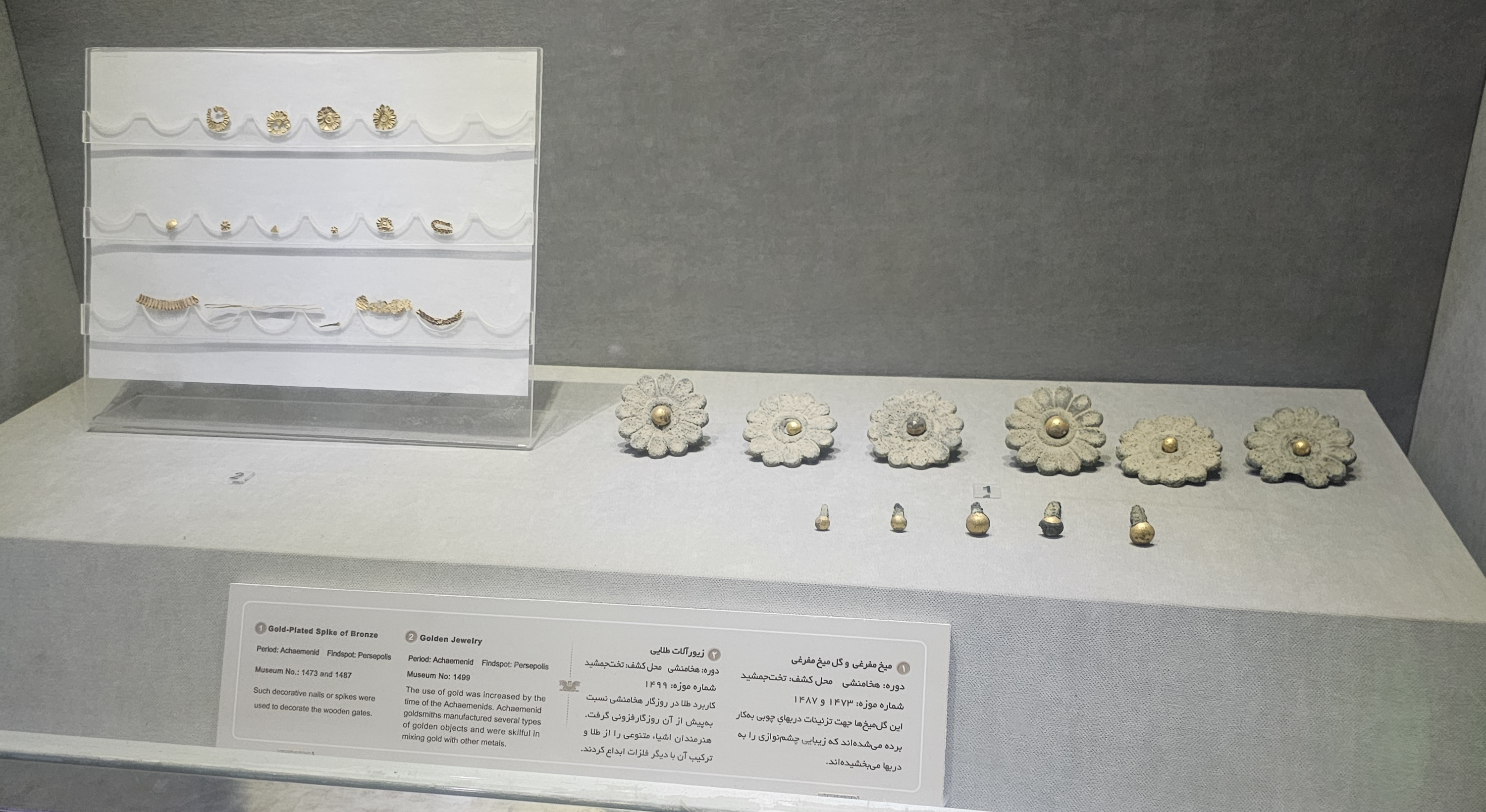
میخ مفرغی و گل‌میخ مفرغی

### سنگ‌نگاره‌ها

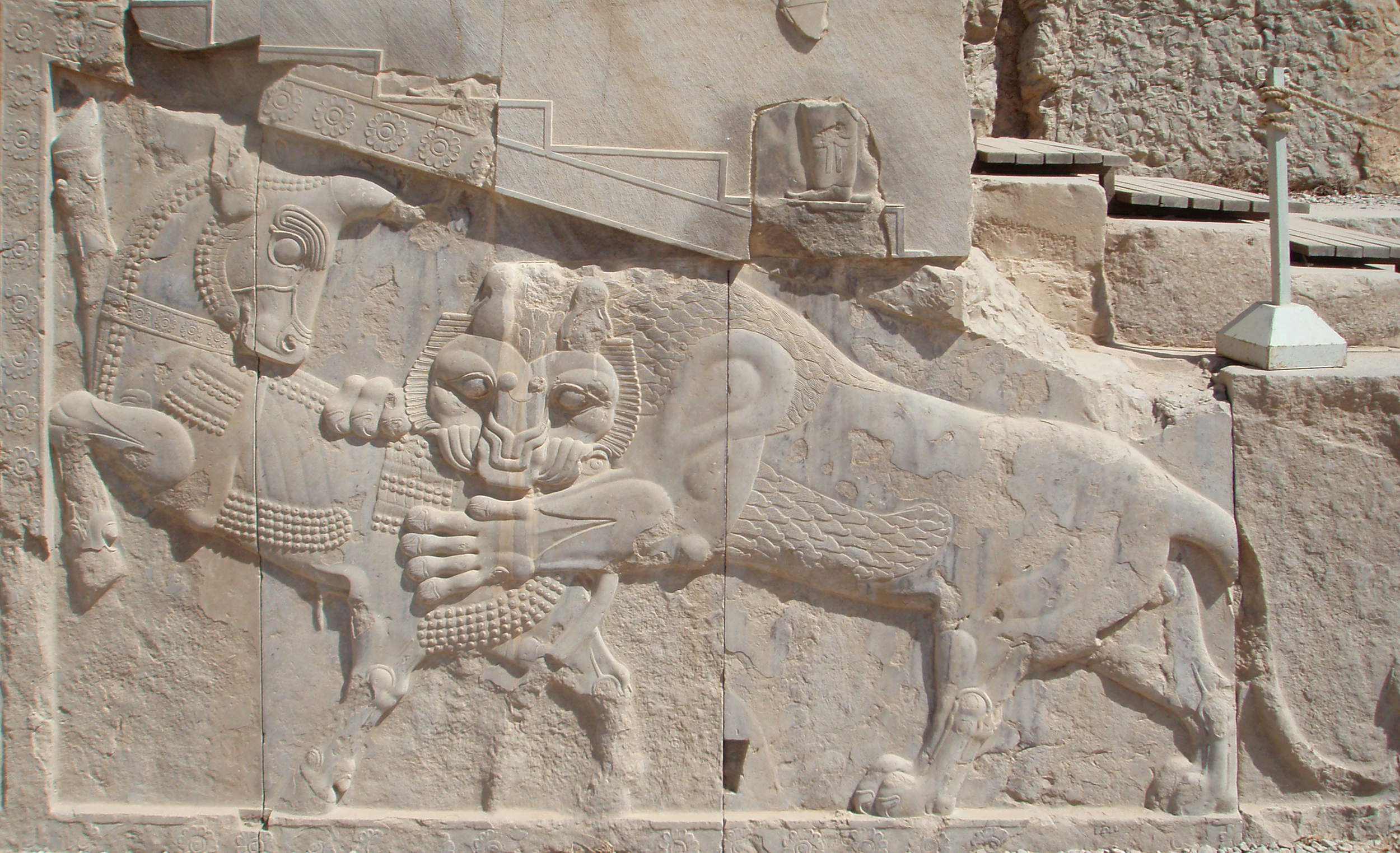
سنگ‌نگارهای در تخت جمشید که نمادی از نوروز زرتشتیان را نشان می‌دهد. در اعتدال بهاری در روز نخست نوروز، نیرو و توان شیر و گاو درحال نبرد برابر است. شیر نماد خورشید و گاو نماد زمین است.

در سنگ‌نگاره‌های تخت‌جمشید هیچ‌کس را نمی‌توان در حالت خضوع یا سرافکنده دید و نمایندگان ملل نه به عنوان شکست خوردگان یا برده بلکه همه به‌طور یکسان عضو جامعه بزرگ جهانی هستند و همه ملل از مادها تا هندی‌ها، تونسی‌ها، آفریقایی‌ها و یونانیان همه به صورت شخصیت مستقل و متکی به خود نقش شده‌اند.
در سنگ نگارهای تخت‌جمشید فاصله هر ملت به وسیلهٔ یک درخت سرو، که درخت مقدس می‌باشد، جدا شده است. درجه‌بندی نمایندگان ملل بر پایه فرهنگ و سابقه یا دوری و نزدیکی آنهاست مانند مادها، ایلامی‌ها، خوزی‌ها، بابلی‌ها، آشوریان.
راهنمای ملل، پارسی و مادی یا ایلامی است که دست در دست ملل دیگر جهت راهنمایی مهمانان مشخص شده است و مردم همه ملل آزاد بودند تا از لباس، فرهنگ و زبان خود استفاده نمایند در صف نمایندگان و در کل تخت جمشید هیچ‌کس سوار بر اسب نیست، هیچ‌گونه سعی در برتر نشان دادن یا تفاخر پارسی‌ها نسبت به ملل دیگر را نمی‌توان دید.
نمایندگان ملل دست‌هایشان را به نشانه دوستی به طرف همدیگر دراز کرده‌اند. داشتن عصا نشان از مقام و درجه عالی‌است، کلاه شیاردار بلند نشانهٔ مقام ارتشی و کلاه بلند ساده نشانه از بزرگی و کلاه استوانه کوتاه نشانه از کارمند درباری و گارد سلطنتی و خدمتگزاران می‌باشد.
سنگ‌نگاره پیشکش‌آوران تخت جمشید طرح سنگ نگاره‌ای است که در قسمت‌های مختلف کاخ‌های هخامنشیان در تخت جمشید دیده می‌شود. این طرح، پیشکش‌آورانی را نمایش می‌دهد که هر کدام با حمل یک تحفه از پلکانی بالا می‌روند. از این طرح در کاخ هدیش (کاخ اختصاصی خشایارشا) و کاخ تچر (کاخ اختصاصی داریوش بزرگ) استفاده شده است. یکی از ویژگی‌های منحصربه‌فرد سنگ‌تراشی و معماری هخامنشیان، تخته سنگ‌های تراشیده و حکاکی شده‌ای است که در دیواره پله-گذرهایی که به سمت تالارها و کاخ‌های جشن و مراسم منتهی می‌شوند، قرار دارند.

## بخش اصلی

### پلکان اصلی
پلکان بزرگی که به تراس منتهی می‌شود، هر پله ۴۰ سانتی‌متر عمق، ۱۰ سانتی‌متر ارتفاع و نزدیک به ۷ متر عرض دارد. پله‌ها از بلوک‌های سنگی عظیم تراشیده شده بودند، اما هر پله کم عمق بوده تا ایرانیان با لباس‌های بلند و زیبا بتوانند از ۱۱۱ پله به زیبایی بالا بروند.

### دروازه ملل
ورود سکو، دو پلکان است که روبروی یکدیگر و در بخش شمال غربی مجموعه قرار دارند که همچون دستانی است که آرنج خویش را خم کرده و بر آن است تا مشتاقان خود را از زمین بلند بکند و در سینهٔ خود جای دهد. این پلکان‌ها از هر طرف ۱۱۱ پلهٔ پهن و کوتاه (به ارتفاع ۱۰ سانتیمتر) دارند. برخلاف عقیدهٔ بسیاری از مورخان که مدعی بودند ارتفاع کم پله‌ها به خاطر این بوده که اسب‌ها نیز بتوانند از پله‌ها بالا بروند، پله‌ها را کوتاهتر از معمول ساخته‌اند تا راحتی و ابهت میهمانان (که تصاویرشان با لباس‌های فاخر و بلند بر دیوارهای تخت جمشید نقش بسته) هنگام بالا رفتن حفظ شود. بالای پلکان‌ها، بنای ورودی تخت جمشید، دروازه ملل یا دروازهٔ خشایارشا، قرار گرفته است. ارتفاع این بنا ۱۰ متر است. این بنا یک ورودی اصلی و دو خروجی داشته است که امروزه بقایای دروازه‌های آن برجاست. بر دروازهٔ غربی و شرقی طرح مردان بالدار و بر و طرح دو گاو سنگی با سر انسانی حجاری شده است. این دروازه‌ها در قسمت فوقانی با شش کتیبهٔ میخی  تزیین یافته‌اند. این کتیبه‌ها پس از ذکر نام اهورامزدا به اختصار بیان می‌کند که: «هر چه بدیده زیباست، به خواست اورمزد انجام پذیرفته است.»
دو دروازه خروجی یکی رو به جنوب و دیگری رو به شرق قرار دارند و دروازه جنوبی رو به کاخ آپادانا، یا کاخ بزرگ بار، دارد.

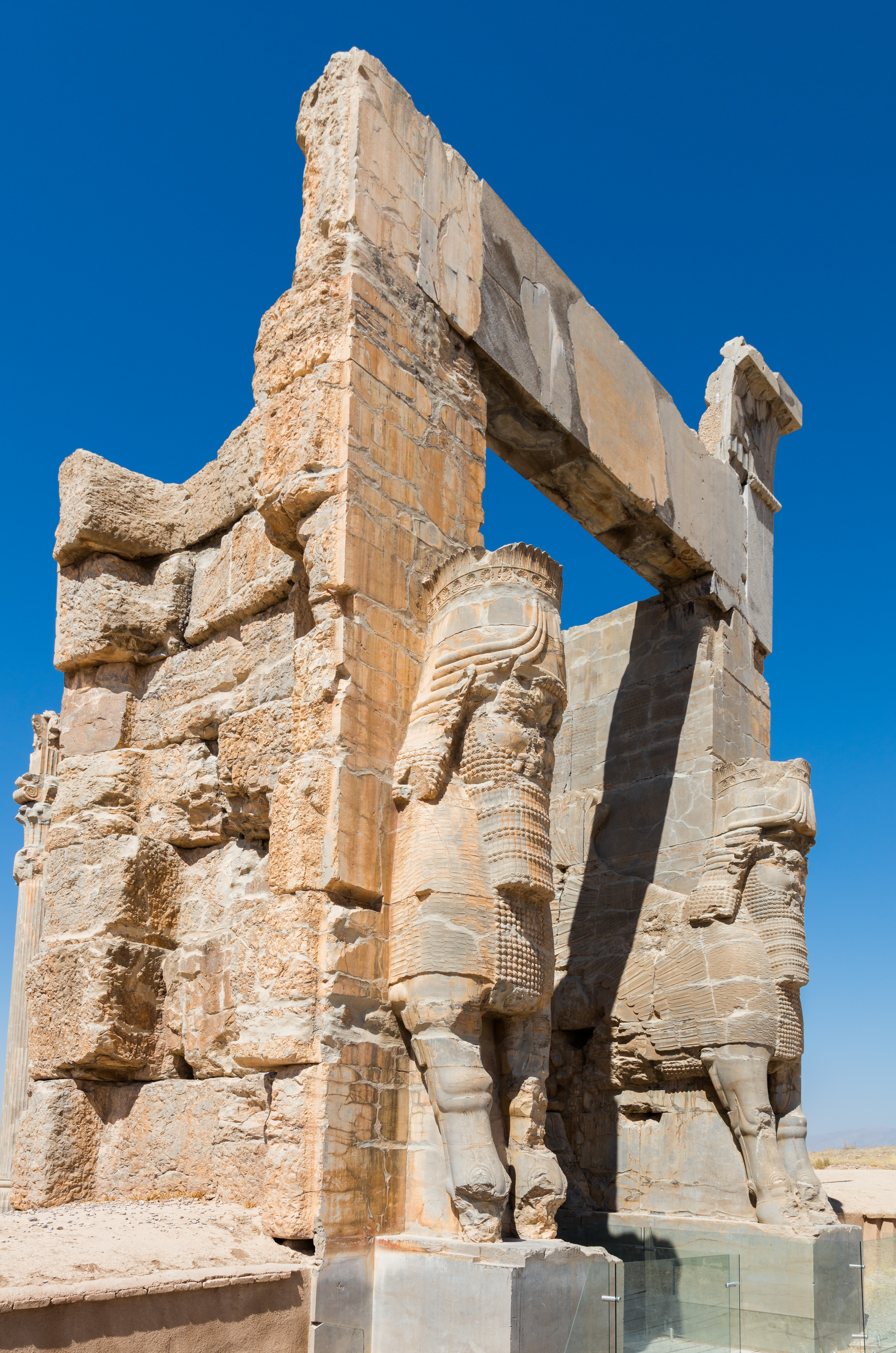
کاخ دروازه کشورها
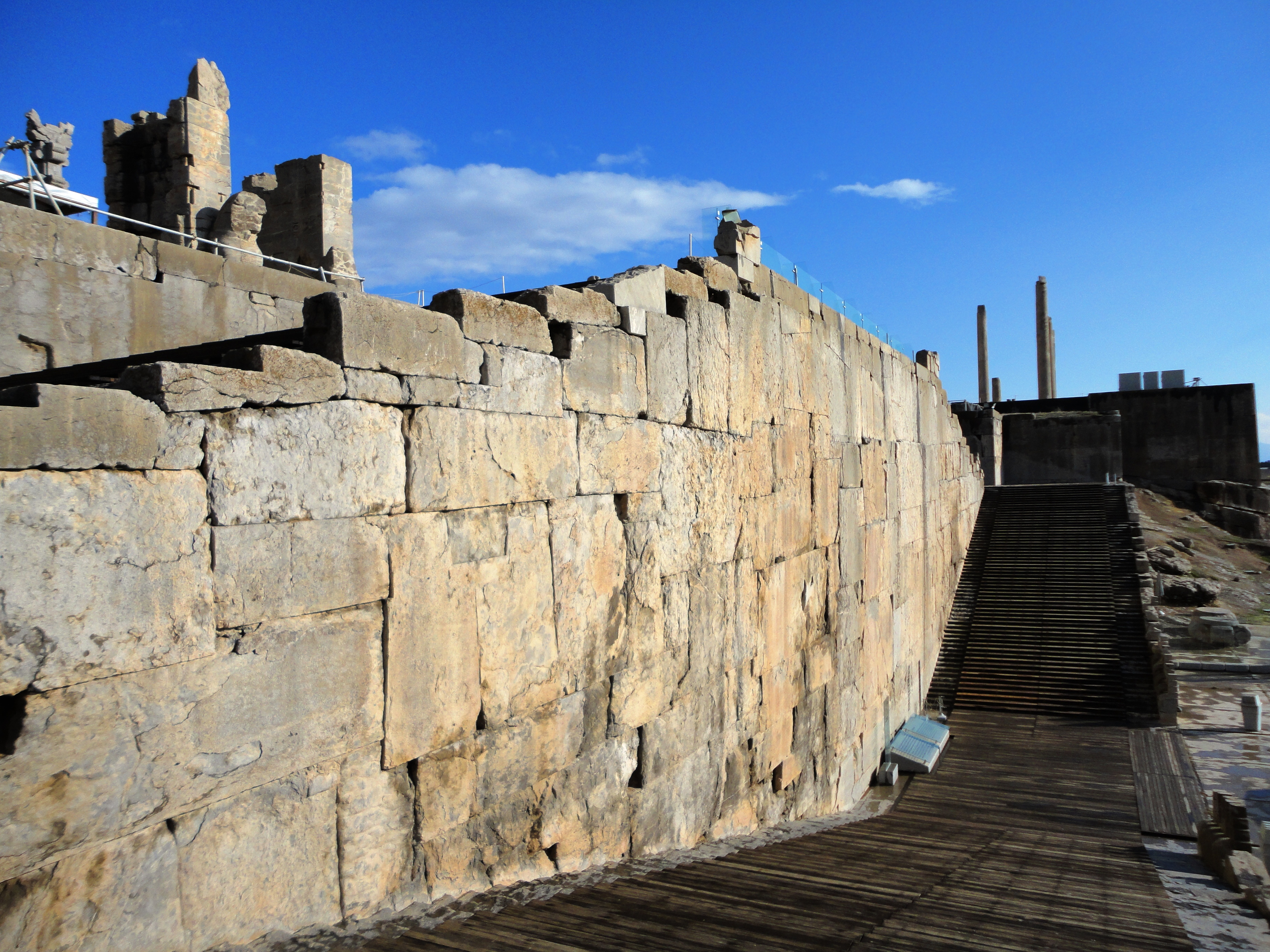
پلکان ورودی تخت جمشید
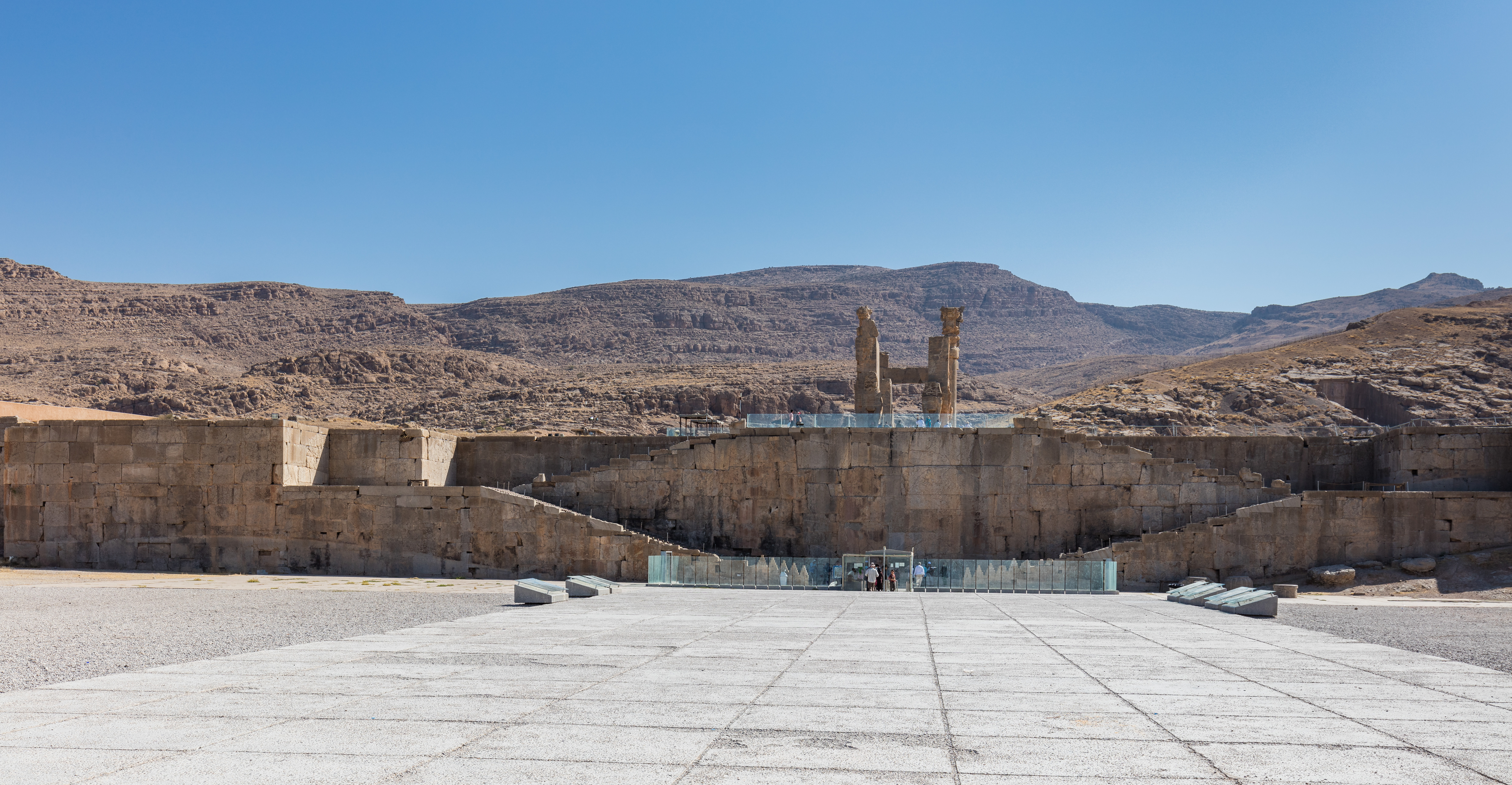
نمای ورودی تخت جمشید
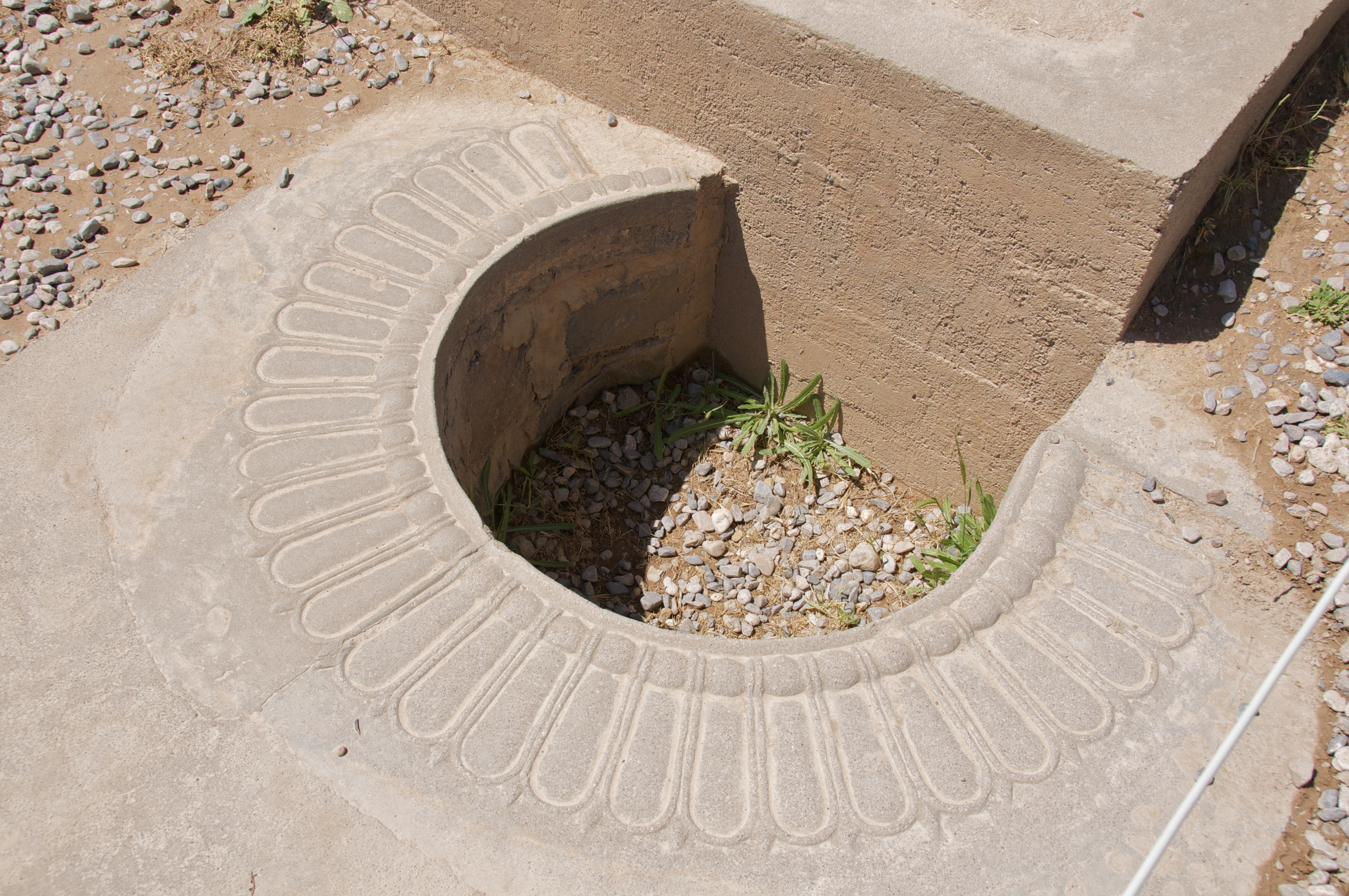
پاشنه در
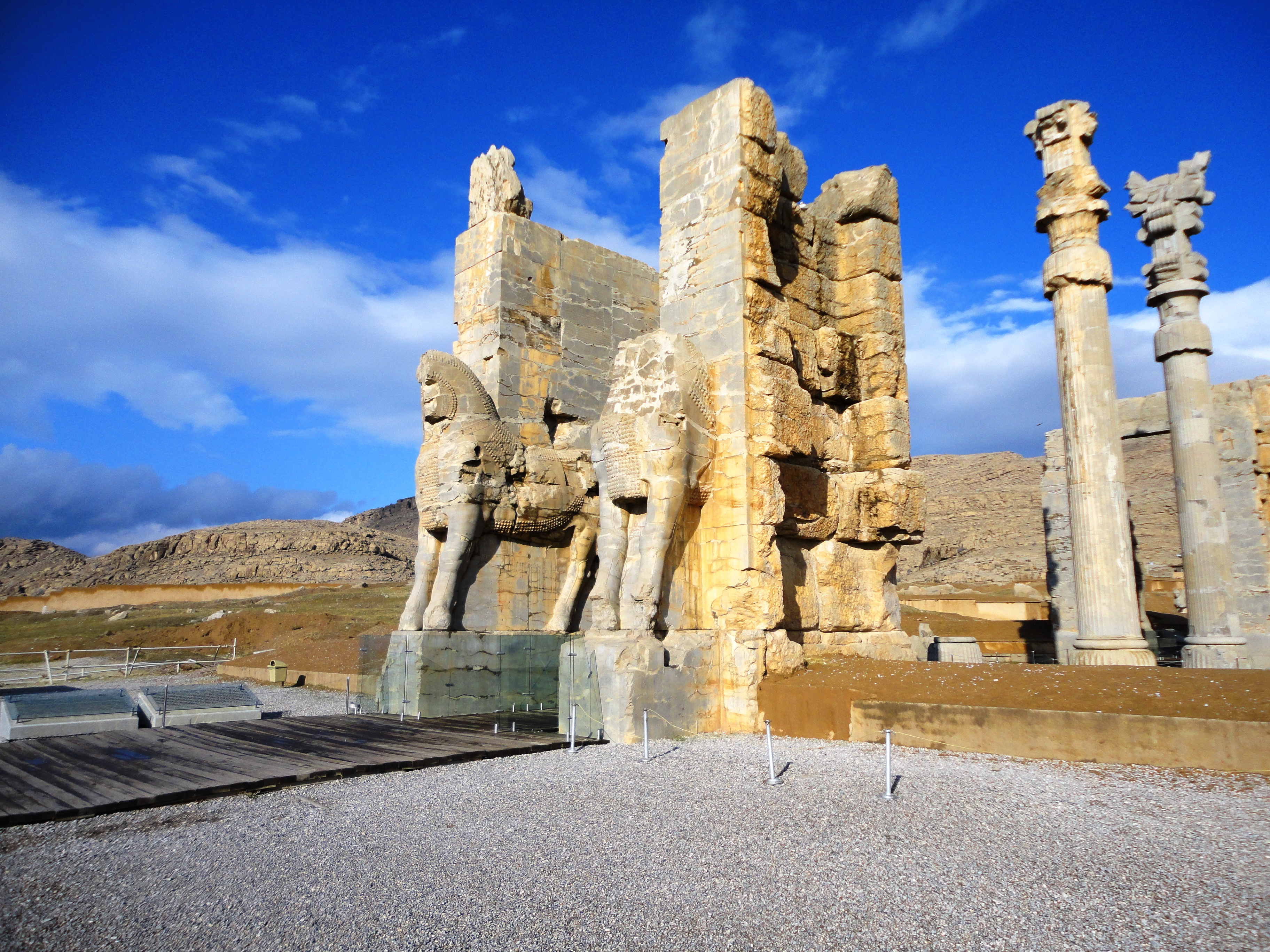
کاخ دروازه کشورها

### راهرو و در ناتمام

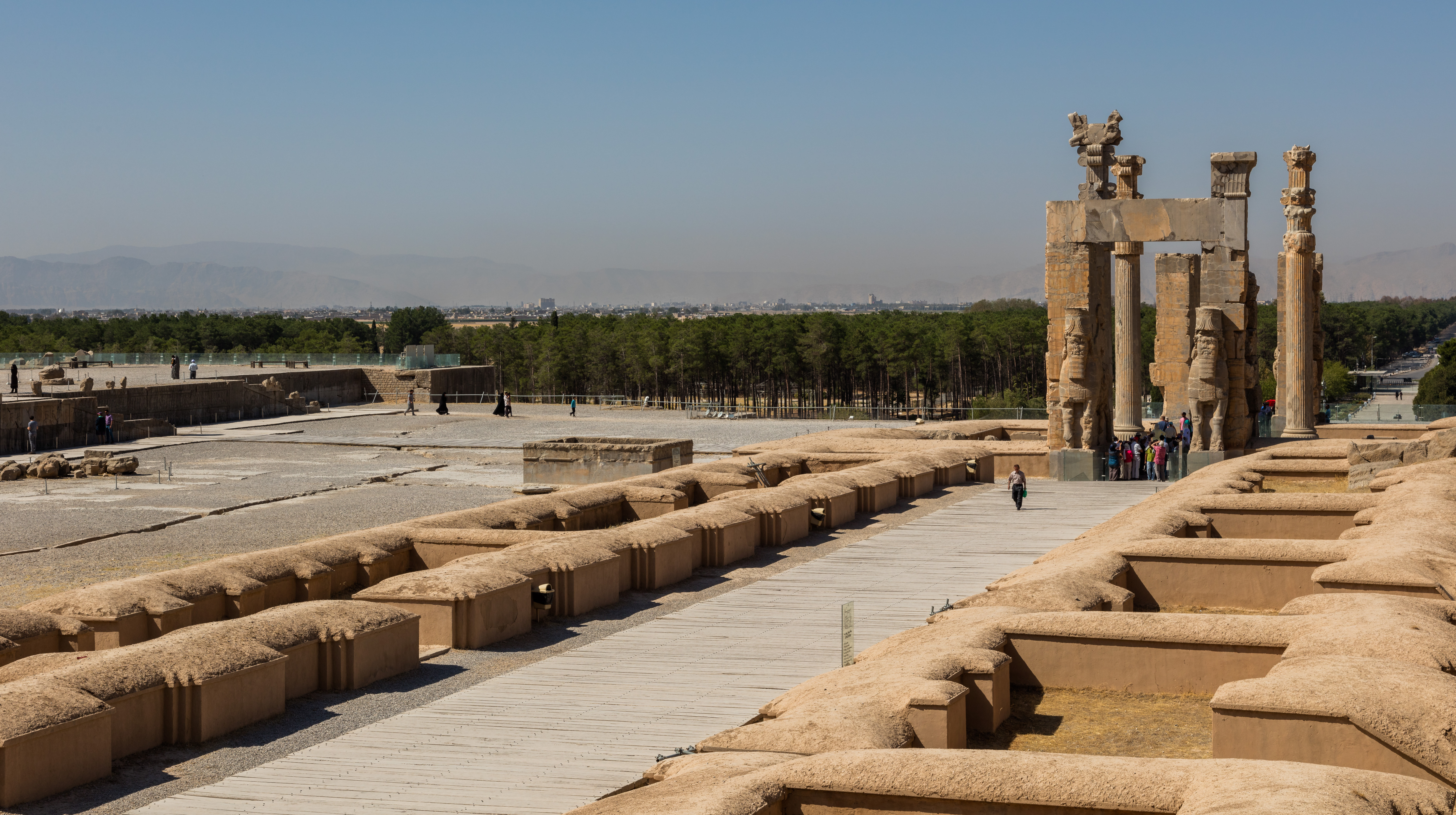
نمای شرقی
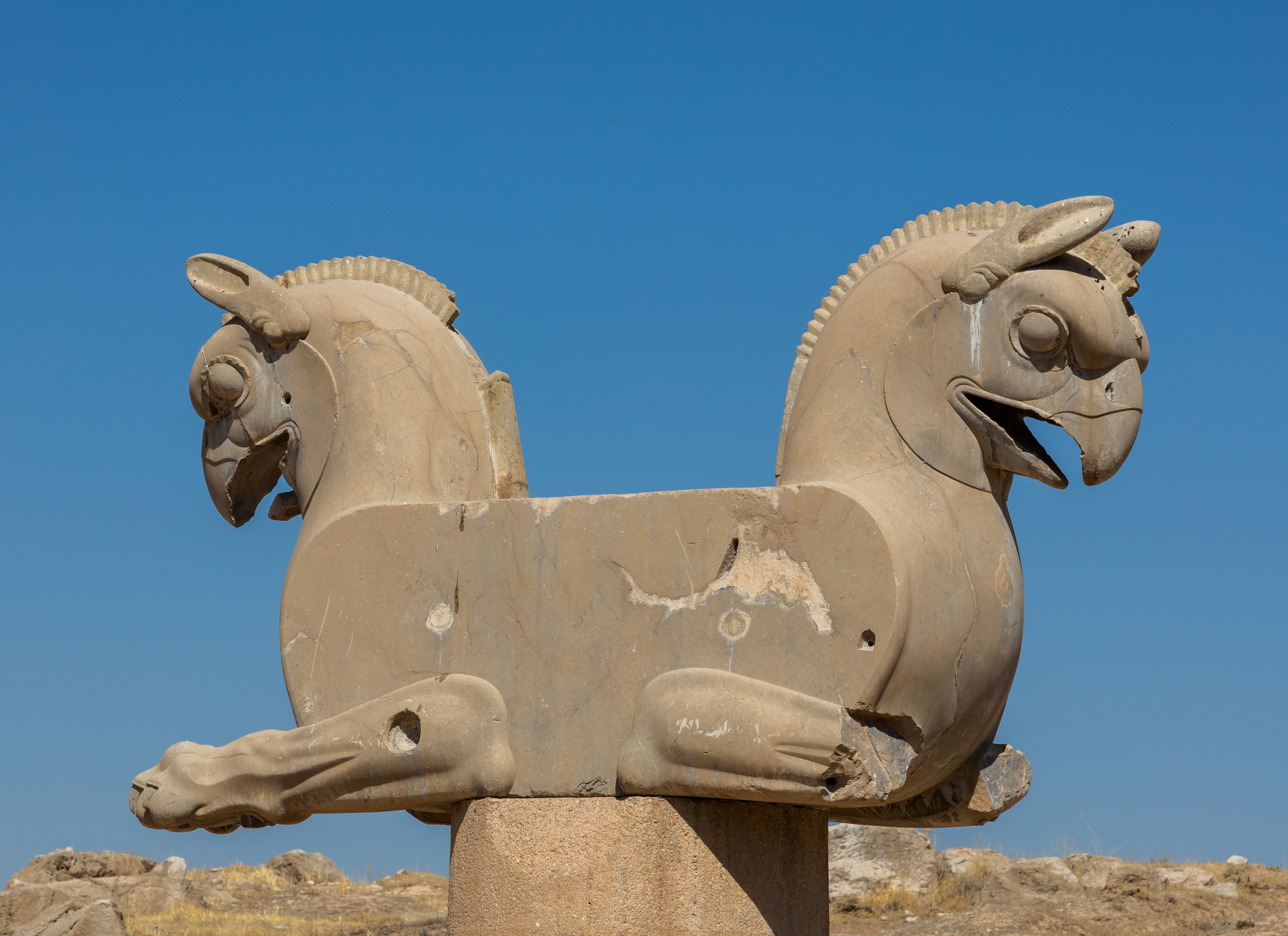
سرستون‌های راهرو
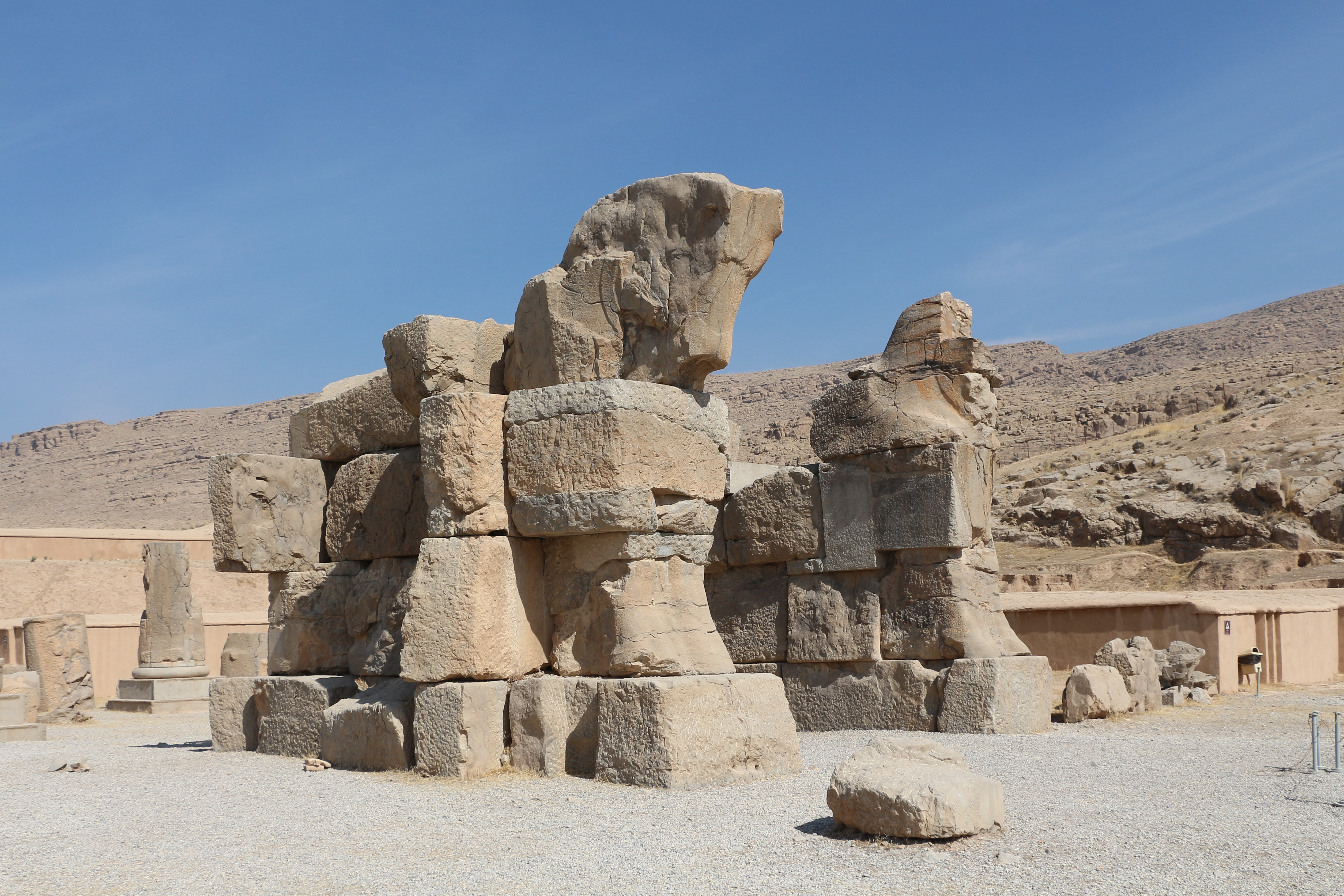
در ناتمام در نمای جنوبی

### کاخ آپادانا

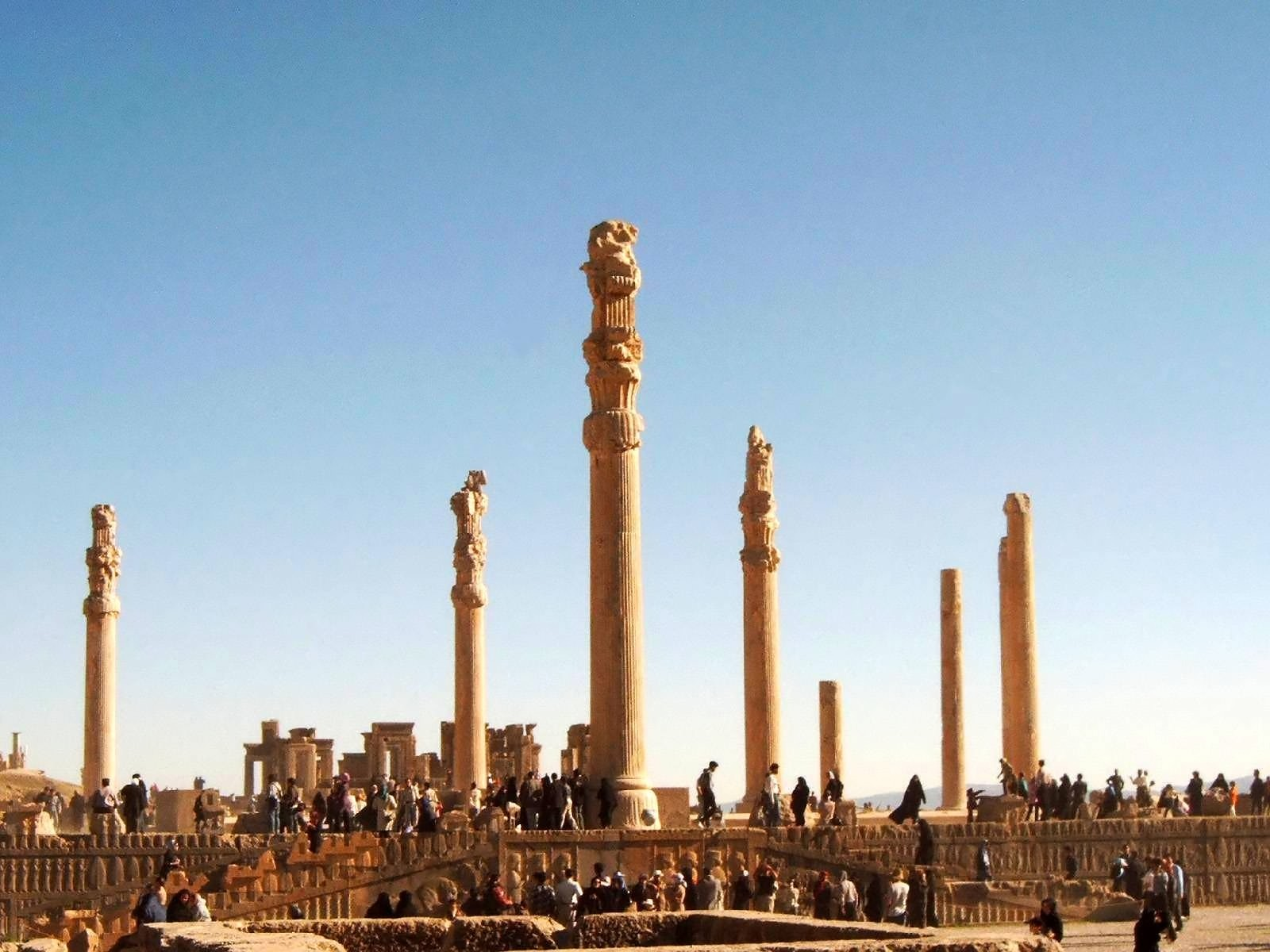
پلکان ورودی کاخ آپادانا

کاخ آپادانا یا کاخ بار از قدیمی‌ترین کاخ‌های تخت جمشید است. این کاخ که به فرمان داریوش بزرگ بنا شده است، برای برگزاری جشن‌های نوروزی و پذیرش نمایندگان کشورهای وابسته به حضور پادشاه استفاده می‌شده است.
این کاخ توسط پلکانی در قسمت جنوب غربی آن به «کاخ تچرا» یا «کاخ آینه» ارتباط می‌یابد.
این کاخ مربع شکل (۵/۶۰ متر * ۵/۶۰) است و ۶ ردیف ستون ۶ تایی سقف آن را با ارتفاعی بیش از ۲۰ متر نگهداری می‌کرده است. پس مجموع ستون‌های سه ایوان آپادانا (۳۶) به اضافه ستون‌های (تالار) ۷۲ عدد بوده و همین وضع در آپادانای داریوش در شوش هم یافته شده است که درحال حاضر از ۷۲ ستون آن، تنها ۱۴ ستون آن پابرجاست ته ستون‌های ایوان کاخ گرد ولی ته ستون‌های داخل کاخ مربع شکل است. اریک اشمیت، حفار تخت‌جمشید این کاخ را «عالی‌ترین، باشکوه‌ترین و وسیع‌ترین ساختمان‌های تخت‌جمشید» خوانده، مشتمل است.

#### کاخ

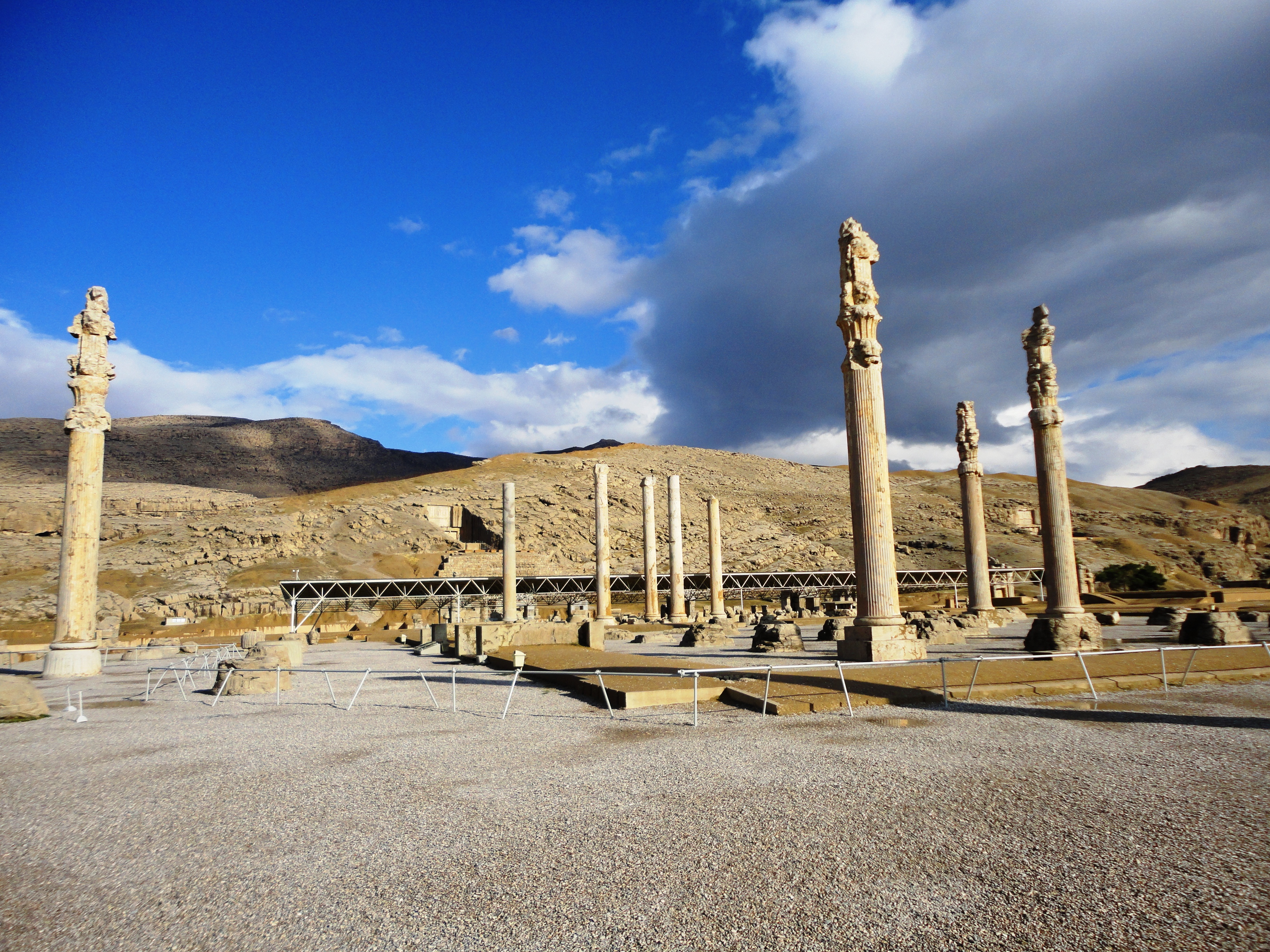
ستون‌های کاخ آپادانا
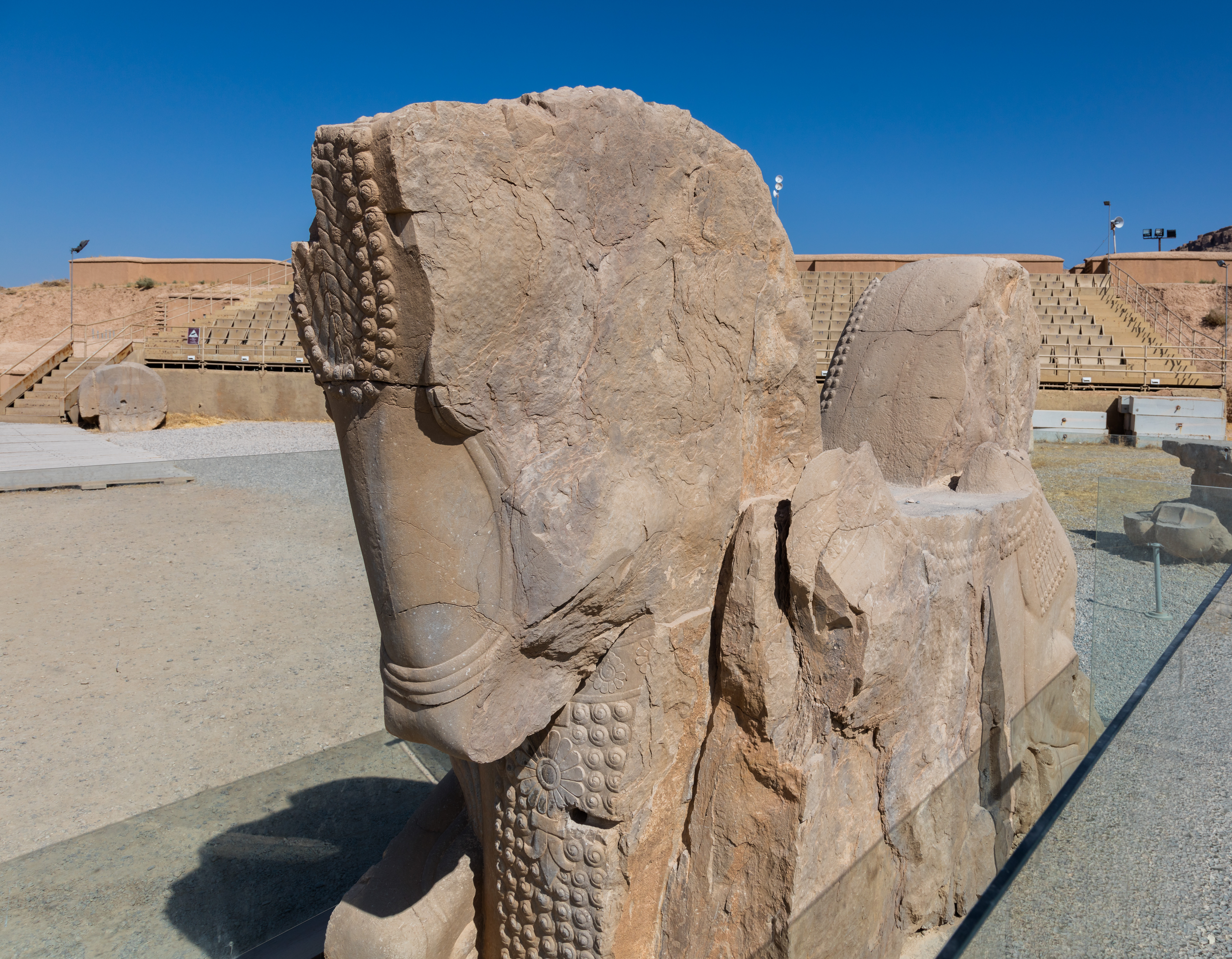
سرستون‌های کاخ
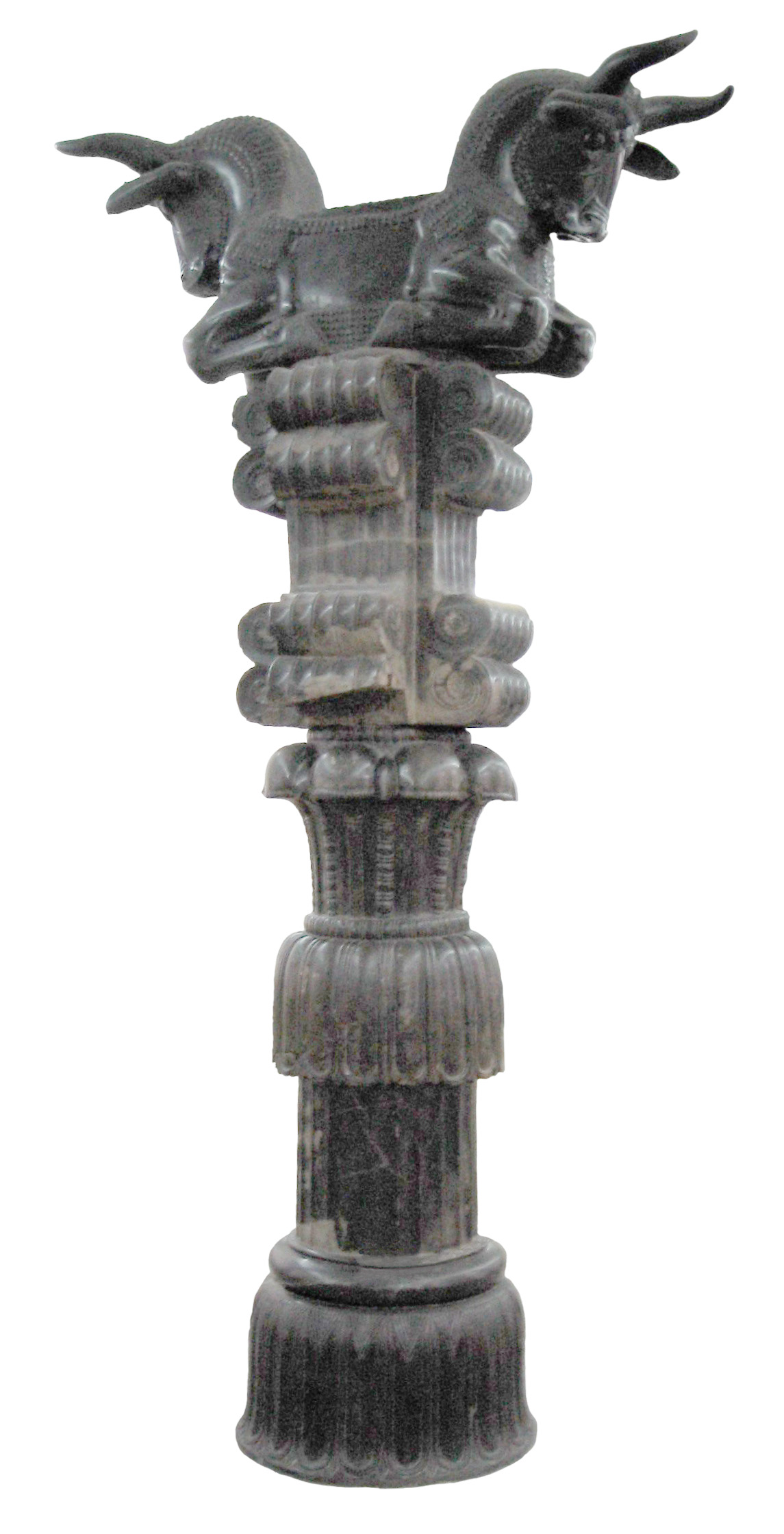
ستون بازسازی شده در موزه ملی ایران
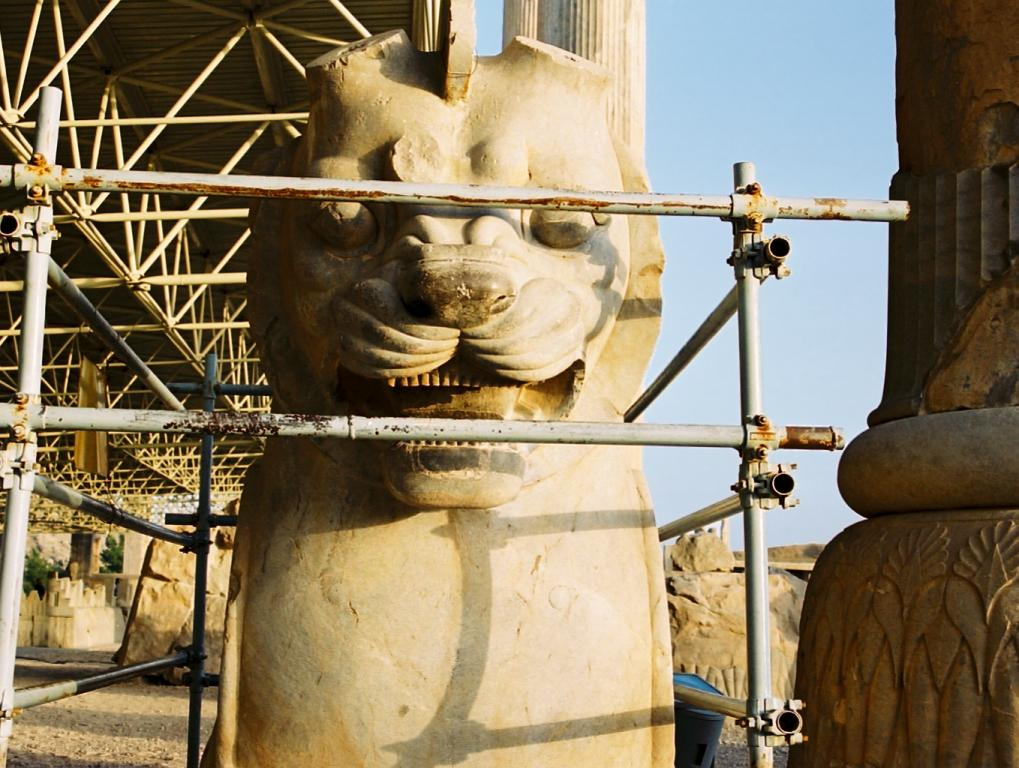
سرستون‌های شیر مانند
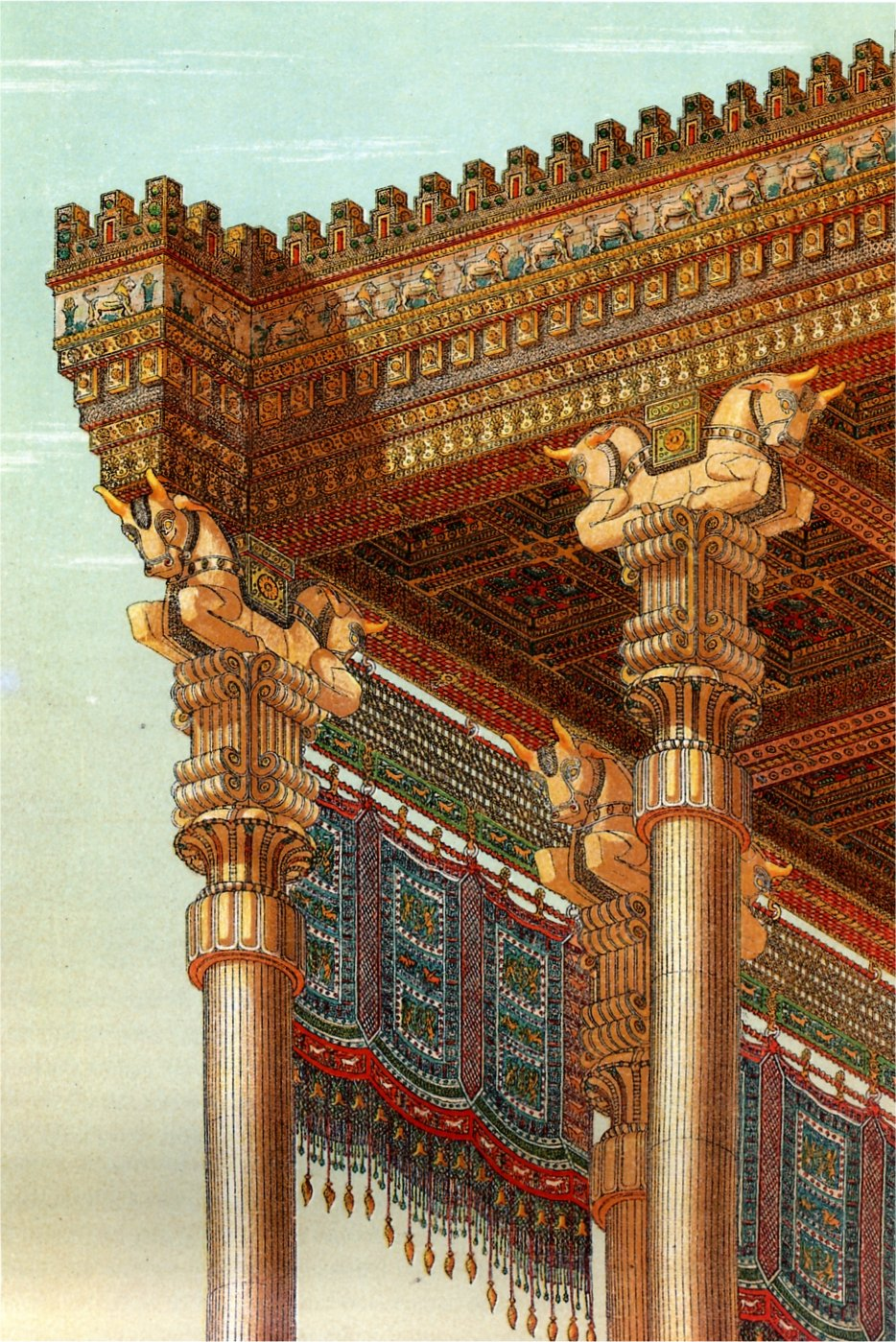
سقف کاخ، توسط توسط چارلز چیپیز (۱۸۸۴)
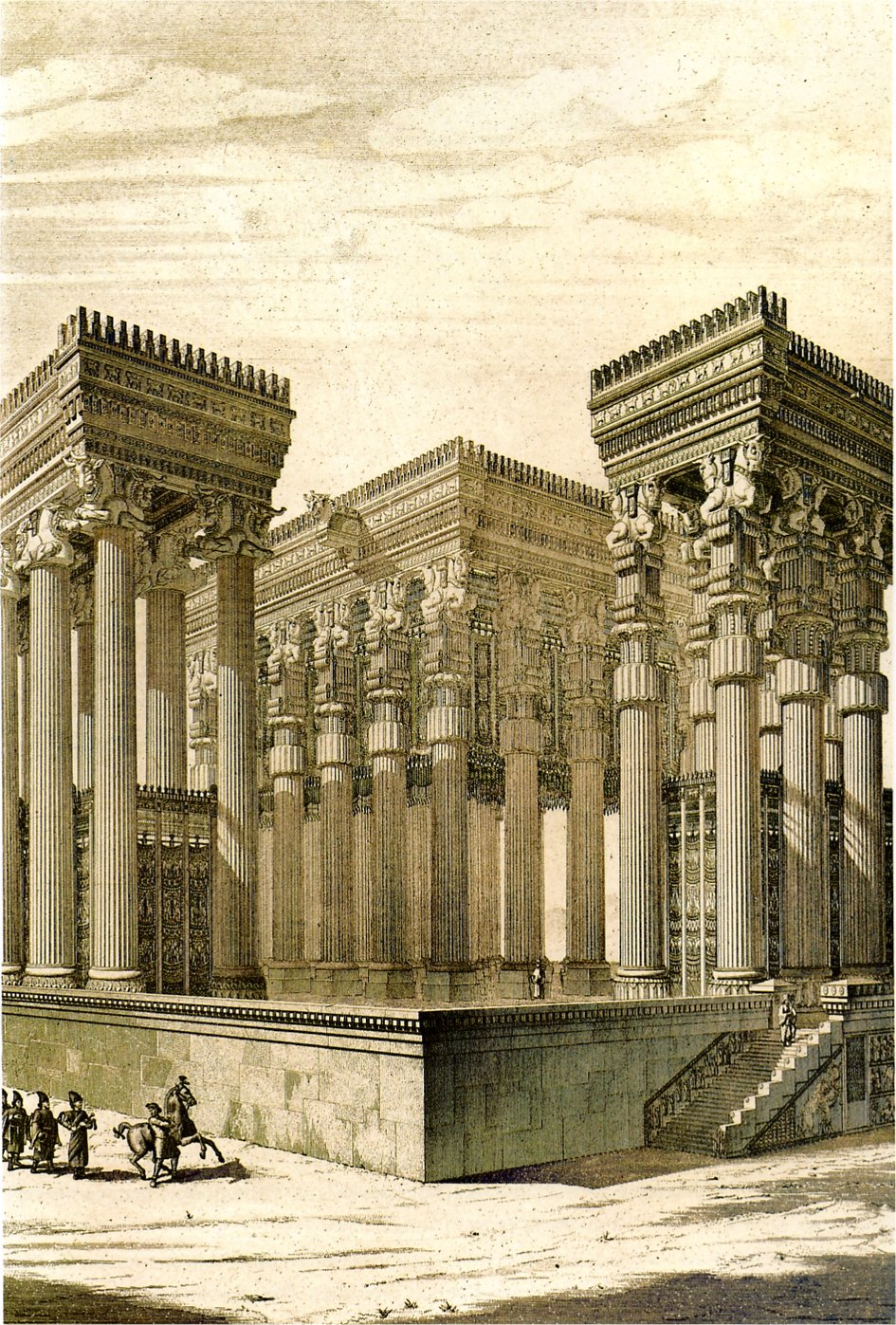
طرح بازسازی شده کاخ، توسط
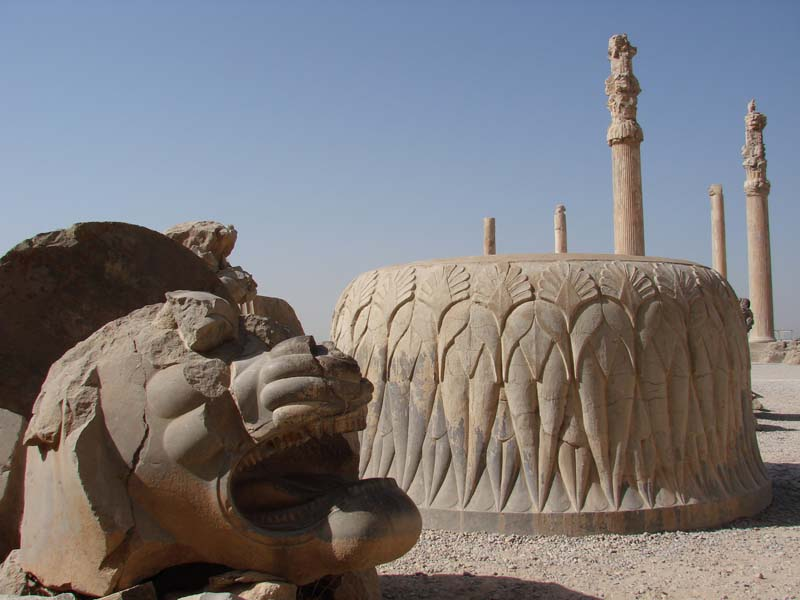
پایه و سرستون کاخ
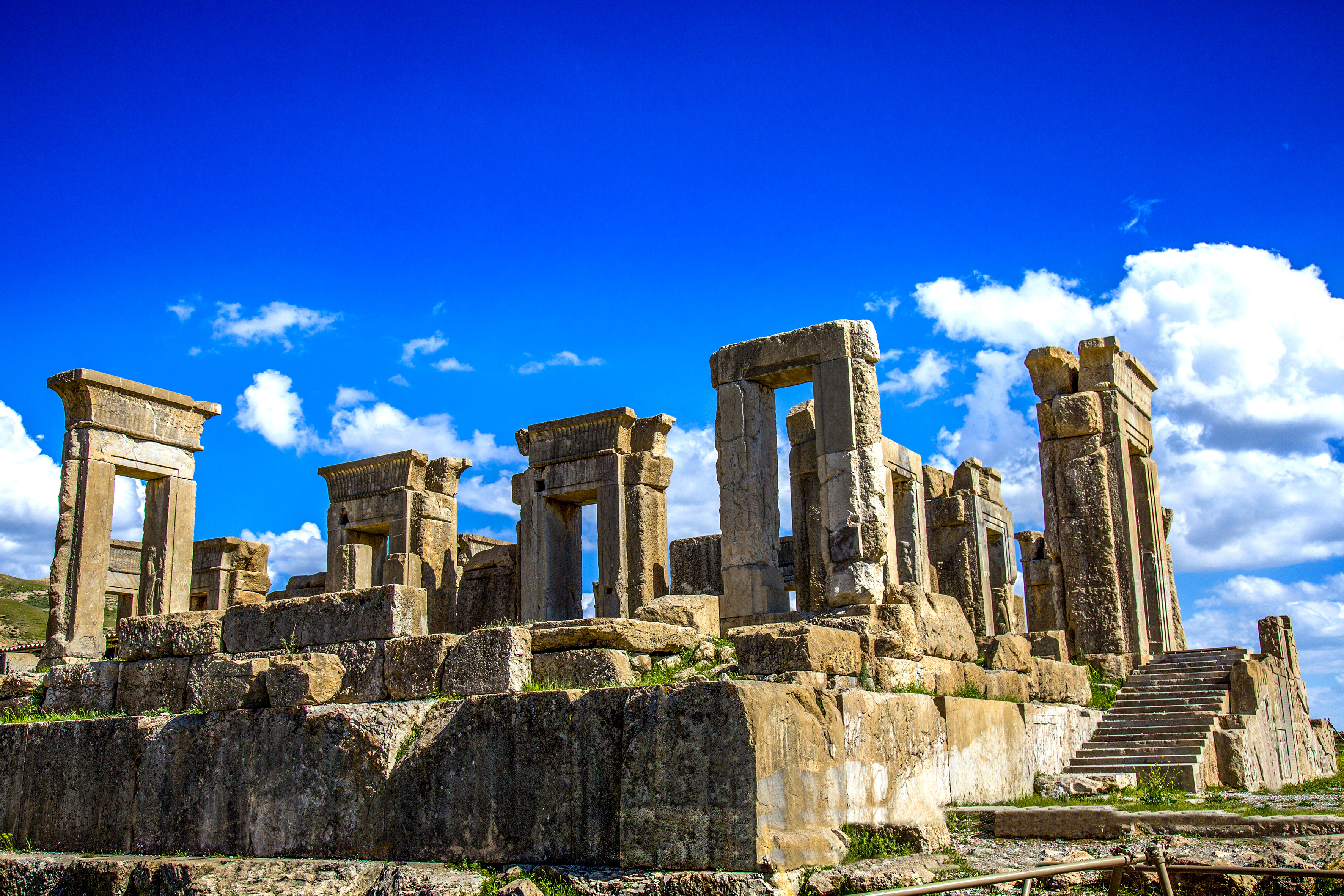

#### پله شرقی

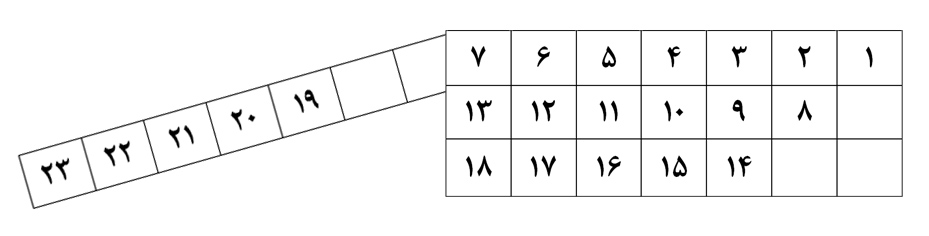
۱- مادی‌ها ۲- ایلامی‌ها ۳- پارت‌ها ۴- سغدی‌ها ۵- مصری‌ها ۶- باختری‌ها ۷- اهالی سیستان ۸- اهالی ارمنستان ۹- بابلی‌ها ۱۰- اهالی کلیکیه ۱۱- سکاهای کلاه‌تیزخود ۱۲- ایونی‌ها ۱۳- اهالی سمرقند ۱۴- فنیقی‌ها ۱۵- اهالی کاپادوکیه ۱۶- اهالی لیدی ۱۷- اراخوزی‌ها ۱۸- هندی‌ها ۱۹- اهالی مقدونیه ۲۰- اعراب ۲۱- آشوری‌ها ۲۲- لیبی‌ها ۲۳- اهالی حبشه

کاخ آپادانا در شمال و شرق دارای دو مجموعه پلکان است. پلکان‌های شرقی این کاخ که از دو پلکان - یکی رو به شمال و یکی رو به جنوب - تشکیل شده‌اند، نقوش حجاری‌شده‌ای را در دیوار کنارهٔ خود دارند. پلکان رو به شمال نقش‌هایی از فرماندهان عالی‌رتبهٔ نظامی مادی و پارسی دارد در حالی که گل‌های نیلوفر آبی را در دست دارند، حجاری شده است. در جلوی فرماندهان نظامی افراد گارد جاویدان درحال ادای احترام دیده می‌شوند. در ردیف فوقانی همین دیواره، نقش افرادی در حالی که هدایایی به همراه دارند و به کاخ نزدیک می‌شوند، دیده می‌شود.
بر دیوارهٔ پلکان رو به جنوب تصاویری از نمایندگان کشورهای مختلف به همراه هدایایی که در دست دارند دیده می‌شود. هر بخش از این حجاری اختصاص به یکی از ملل دارد که در شکل زیر مشخص شده‌اند:

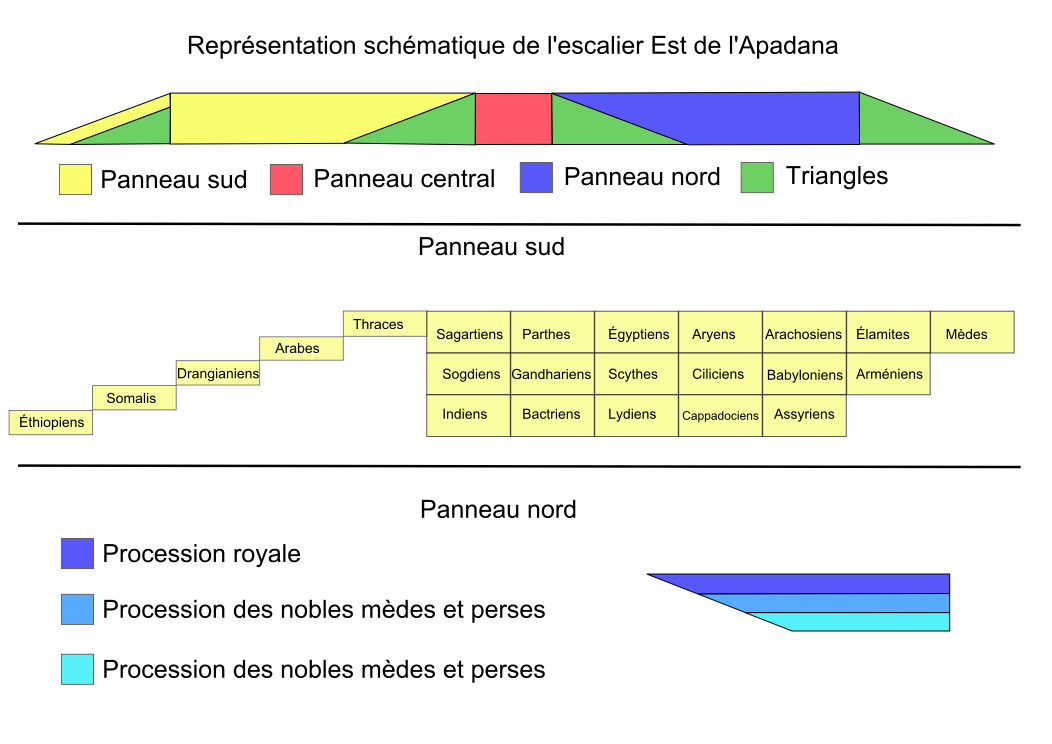
طراحی پلکان شرقی
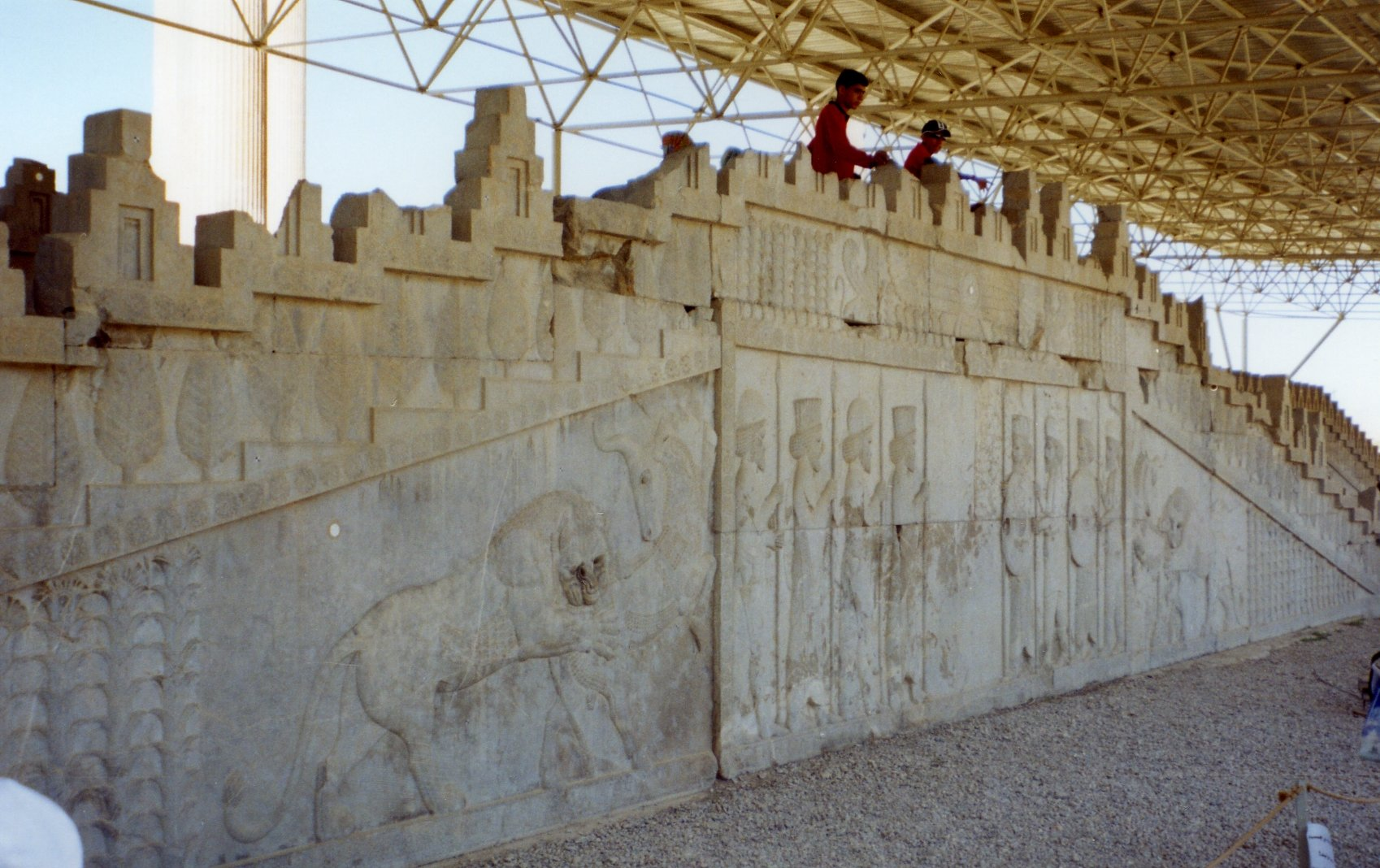
پلان مرکزی
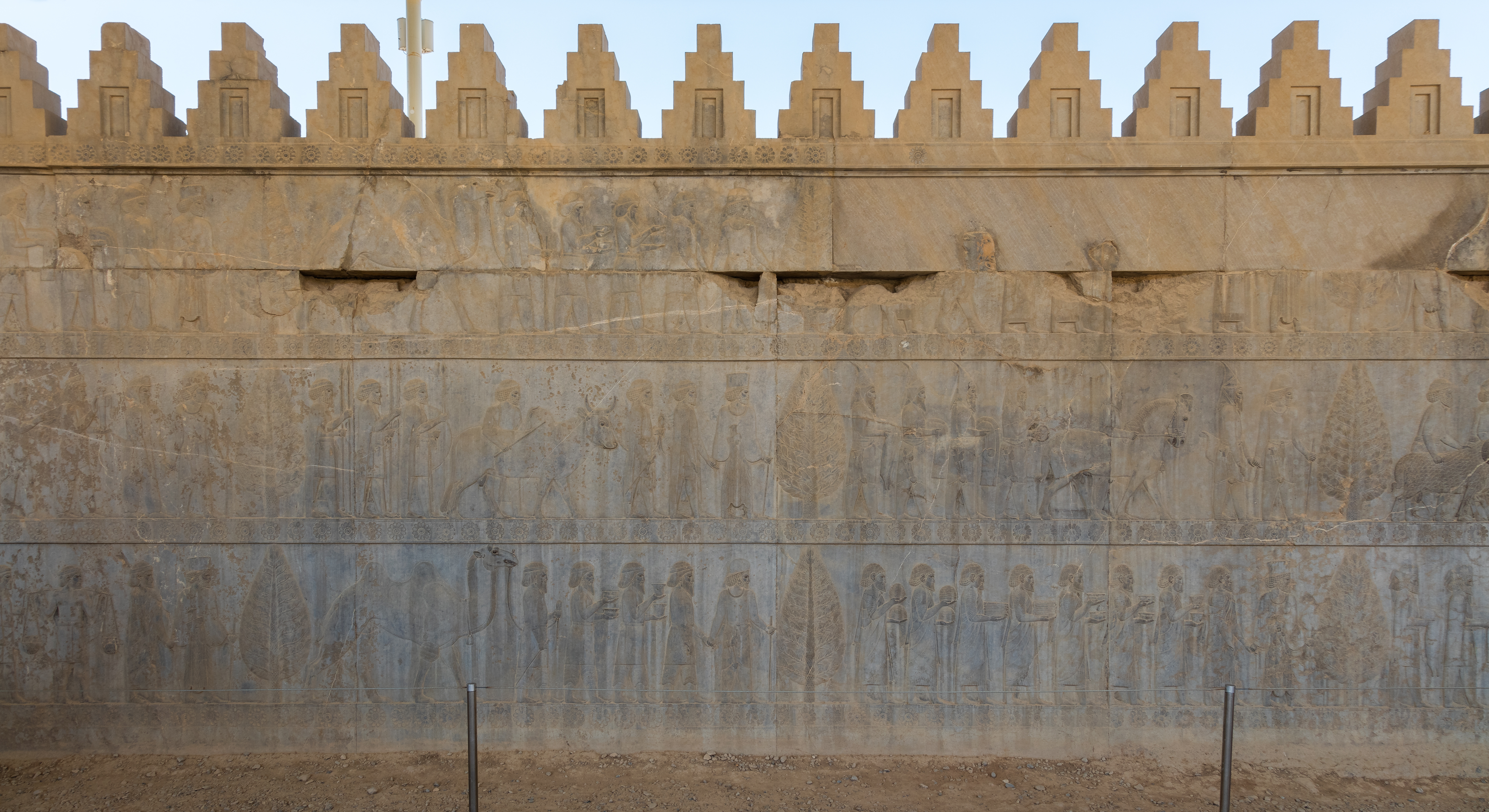
تزئینات پلکان
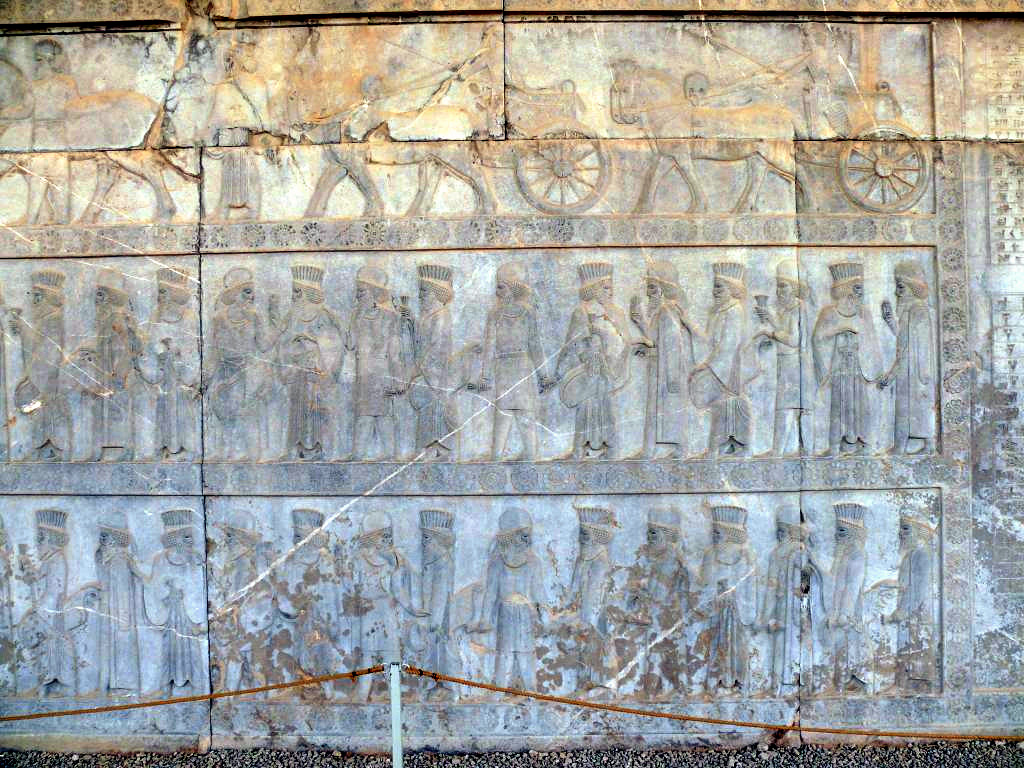
نقوش پلکان شرقی
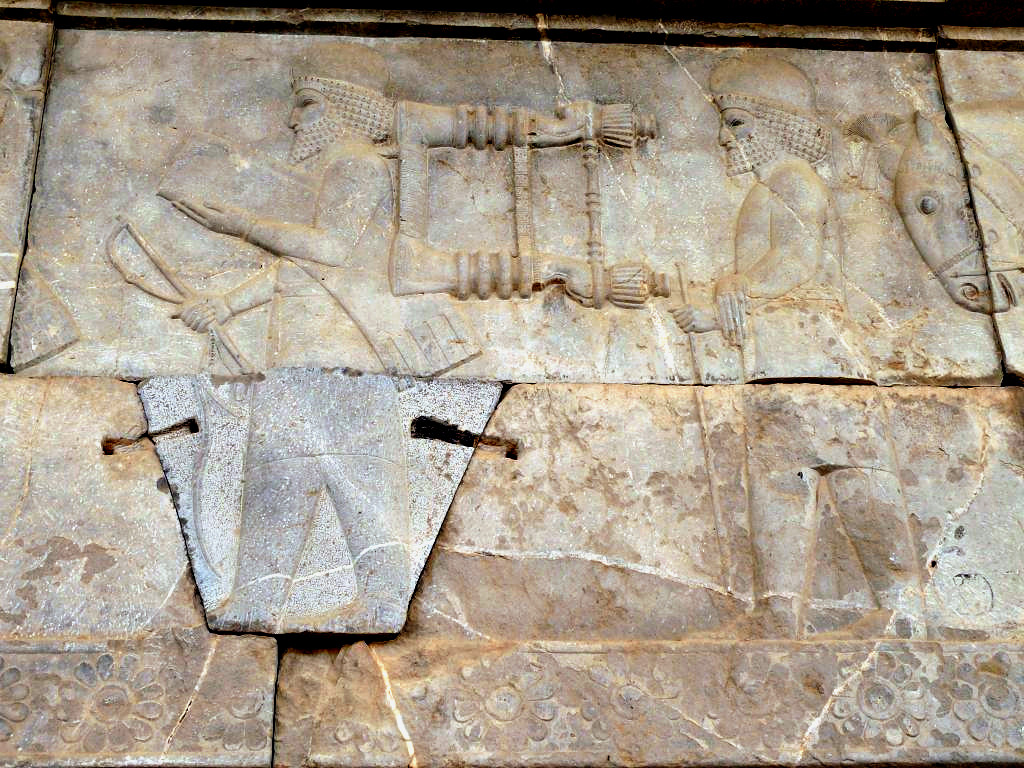
صندلی‌های سلطنتی آثار تعمیرات دوره‌ای با استفاده از اجزای فلزی

#### پله شمالی

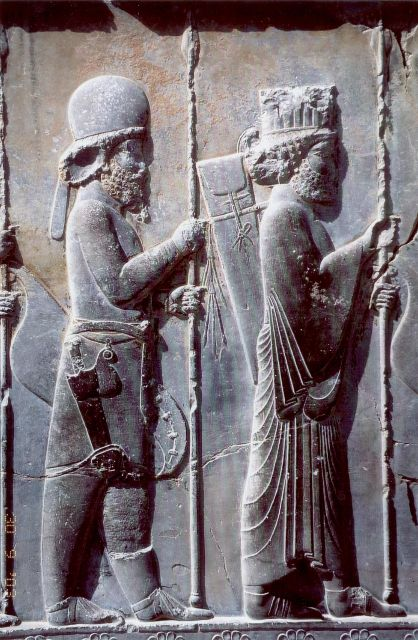
جزئیات حجاری‌های پلکان روبه‌شمال کاخ آپادانا که نظامیان هخامنشی و مادی را نمایش می‌دهد.
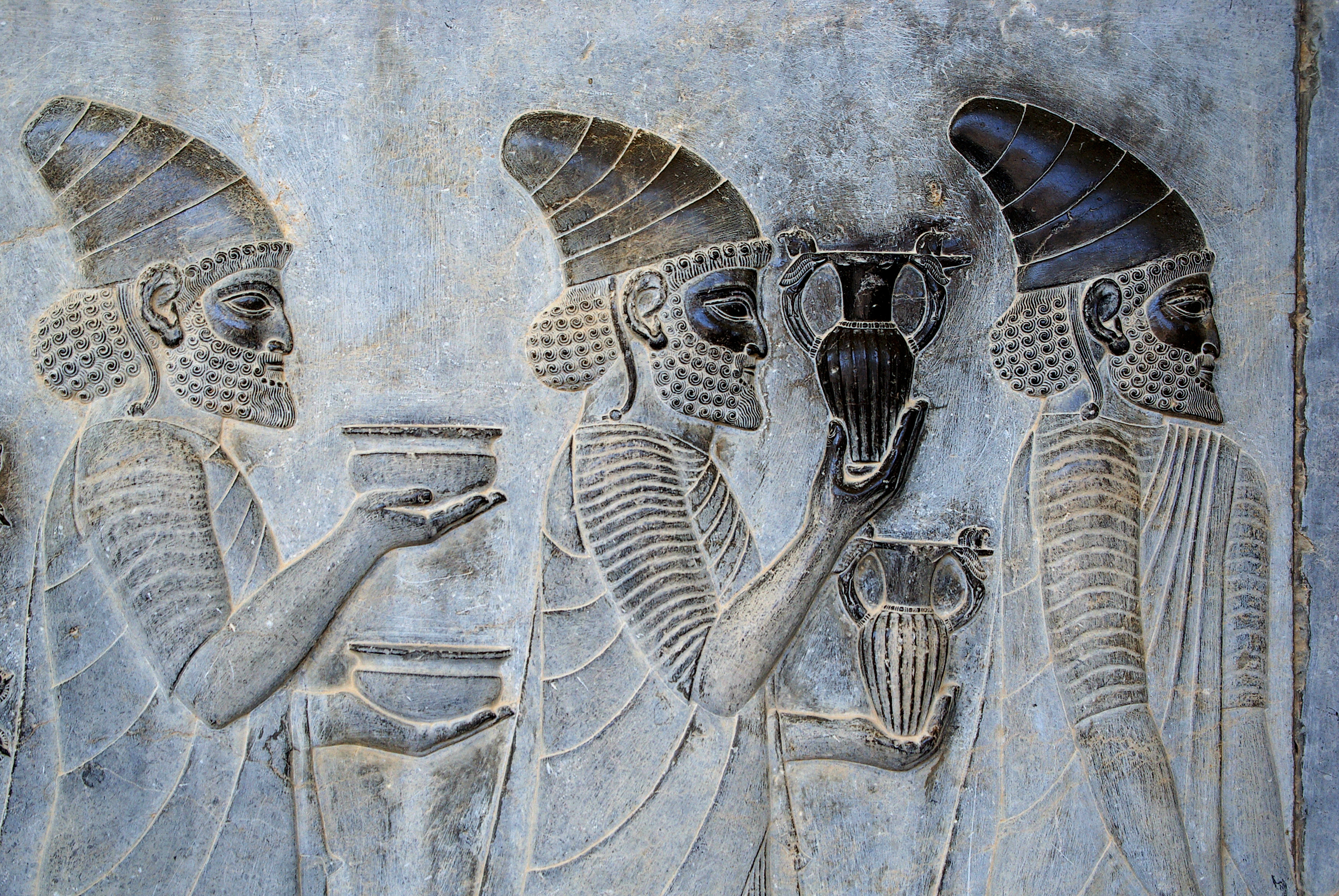
سنگ‌نگاره هدیه‌آوران لودیه‌ای با کلاه فریگی که درحال حمل پیشکش‌های خود برای پادشاه هخامنشی هستند. این سنگ‌نگاره در یکی از پلکان‌های کاخ آپادانای تخت جمشید سنگ‌تراشی شده است.

### کاخ تچر
تچر یا تچرا به معنای خانه زمستانی است. این کاخ نیز به فرمان داریوش کبیر بنا شده و کاخ اختصاصی وی بوده است. روی کتیبه‌ای آمده: «من داریوش این تچر را ساختم.»
همچنین از این کاخ به عنوان موزه خط نیز یاد می‌شود. به علت آنکه از زمان هخامنشی تا دوران قاجار می‌توان کتیبه‌های گوناگونی از زبان پارسی را در این کاخ دید.
قسمت اصلی کاخ توسط داریوش بزرگ و ایوان و پلکان سنگی جنوبی توسط خشایارشا و پلکان سنگی غربی توسط اردشیر دوم بنا شده است.
کاخ روی صفه‌ای به بلندی ۲٬۴ متر ساخته شده است. مساحت کاخ ۲۹ در ۴۰ متر و اتاق مرکزی آن مربعی به ضلع پانزده متر است. دوازده ستون در آن به کار رفته بوده است. چارچوب درها با نقش برجسته‌هایی تزیین شده است که پادشاه و دو ملازمش را به تصویر می‌کشد که یکی سایه بان و دیگری شال حمل می‌کند. نقش برجسته‌های راه پله‌ای دیگر، خدمتکاران را درحال بردن حیوانات و ظرف‌های سرپوشیده برای برپایی ضیافت نشان می‌دهند. قرنیزهای گچبری شده از روی نمونهٔ مصری و سنگ‌هایی که مانند آیینه صیقل یافته‌اند، از جملهٔ بخش‌های استثنایی این بنا هستند. بنا بر نظر کرفتر، احتمالاً در جنوب کاخ داریوش باغی وجود داشته است.

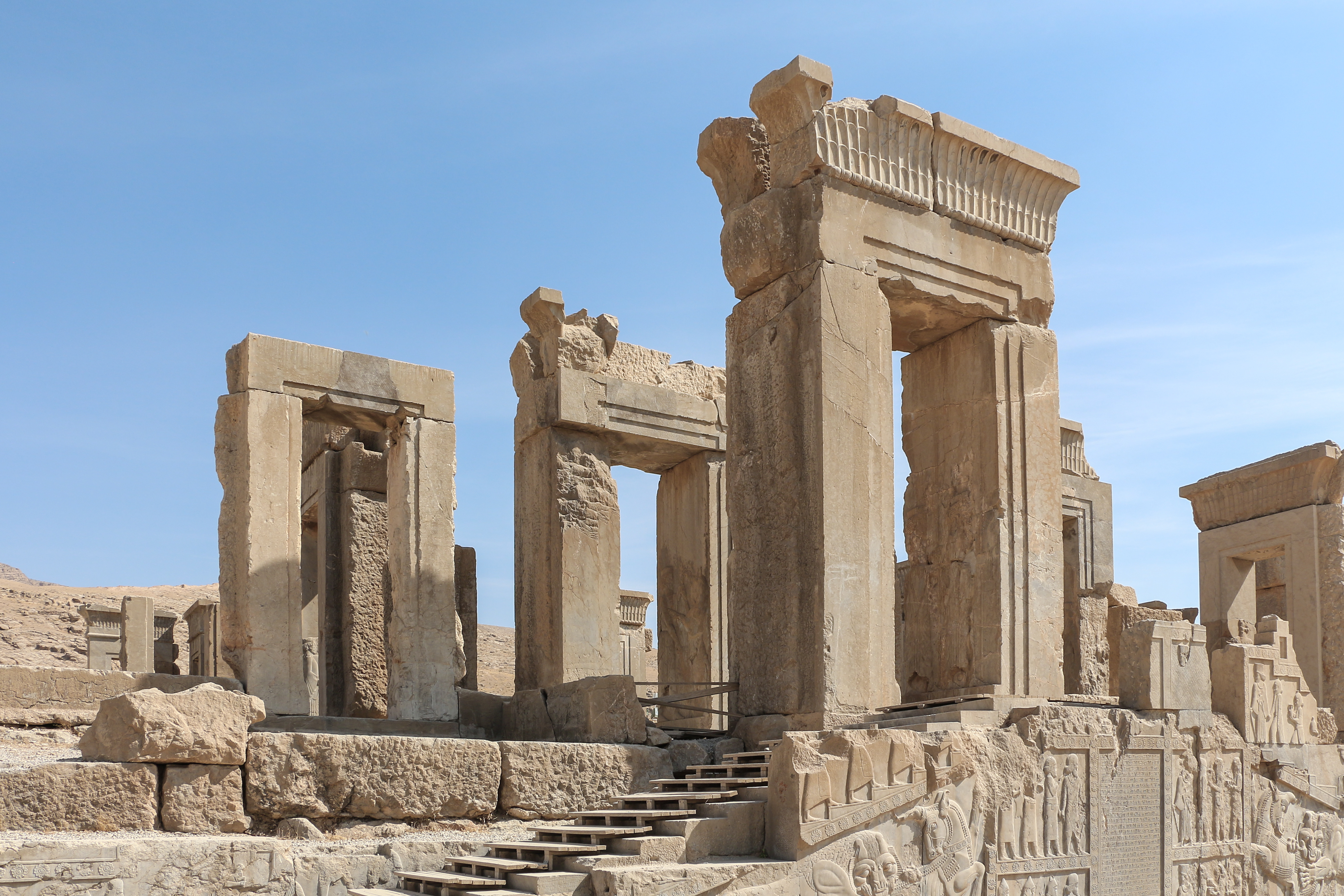
کاخ تچر
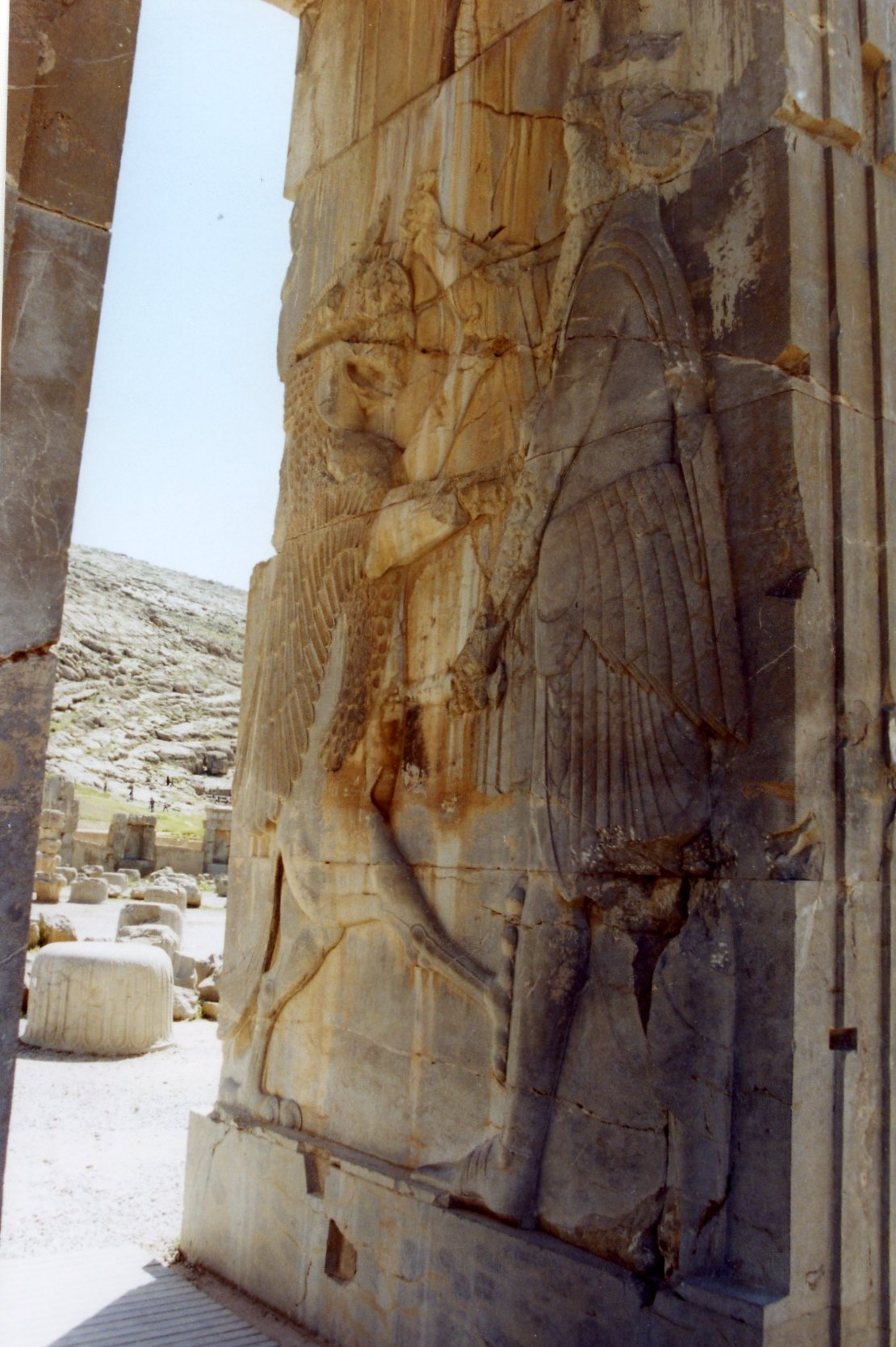
مبارزه شاه با اهریمن
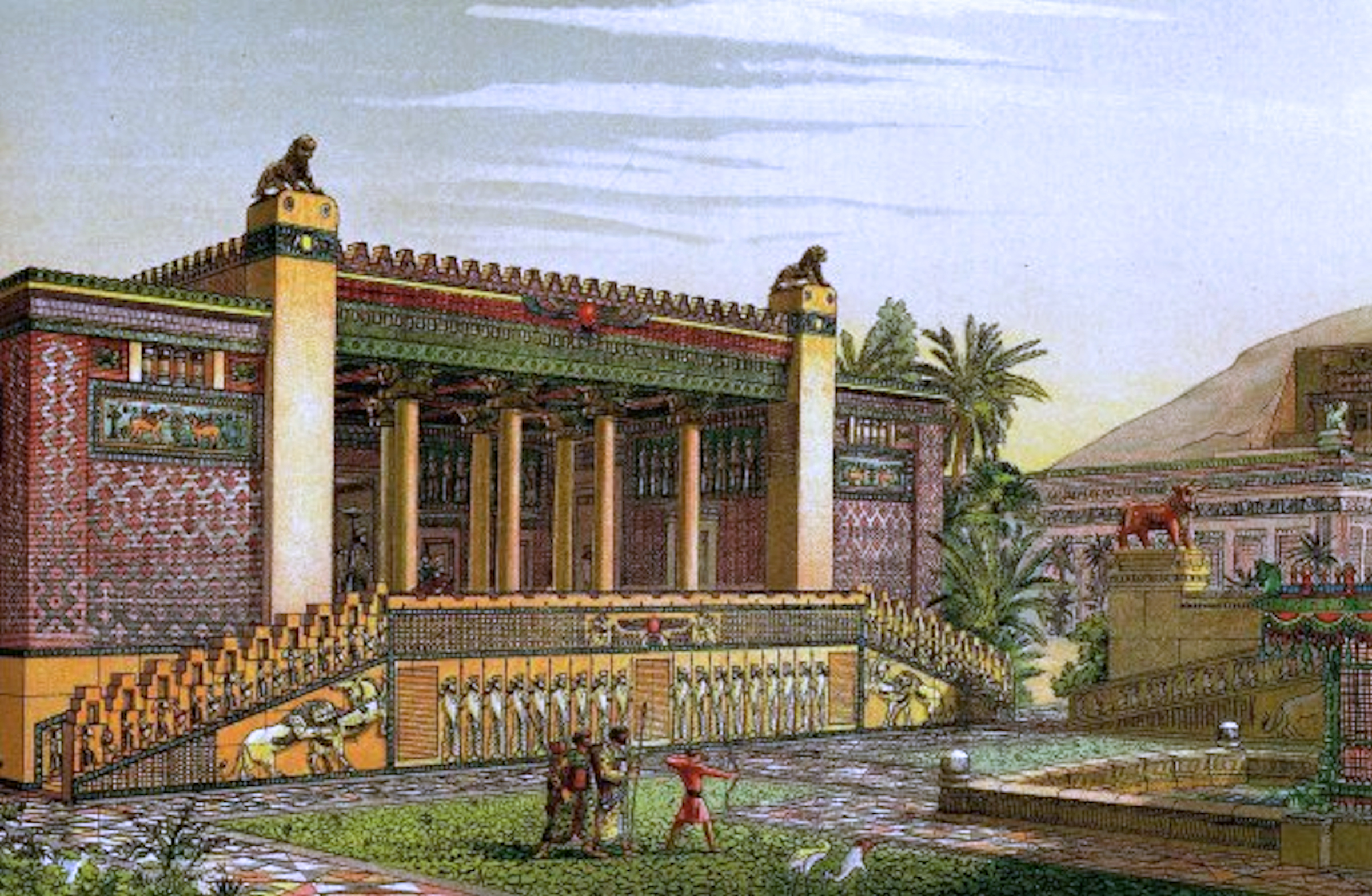
طرحی از کاخ
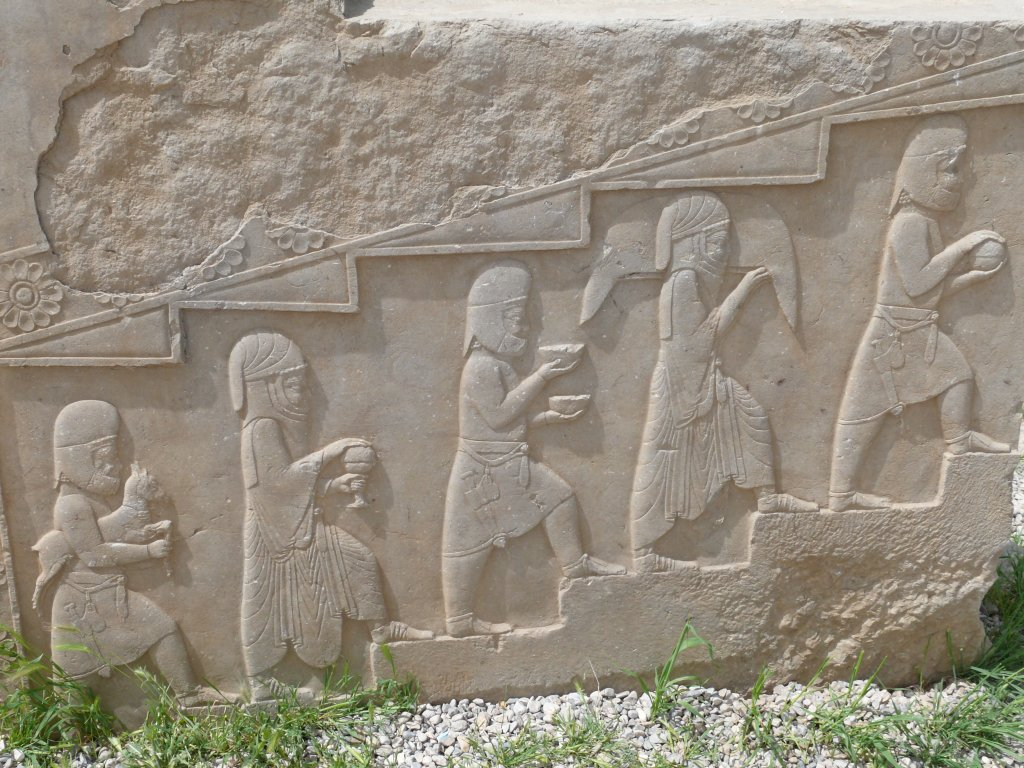
مادها و کاهنان رخج
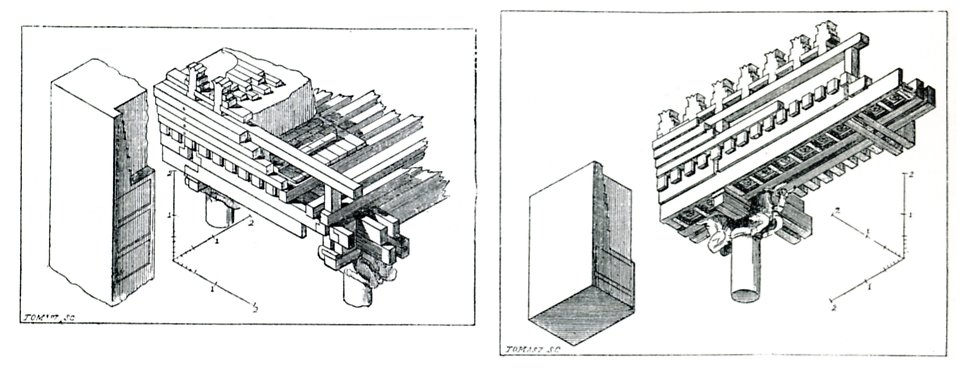
طراحی سقف کاخ

### کاخ شورا

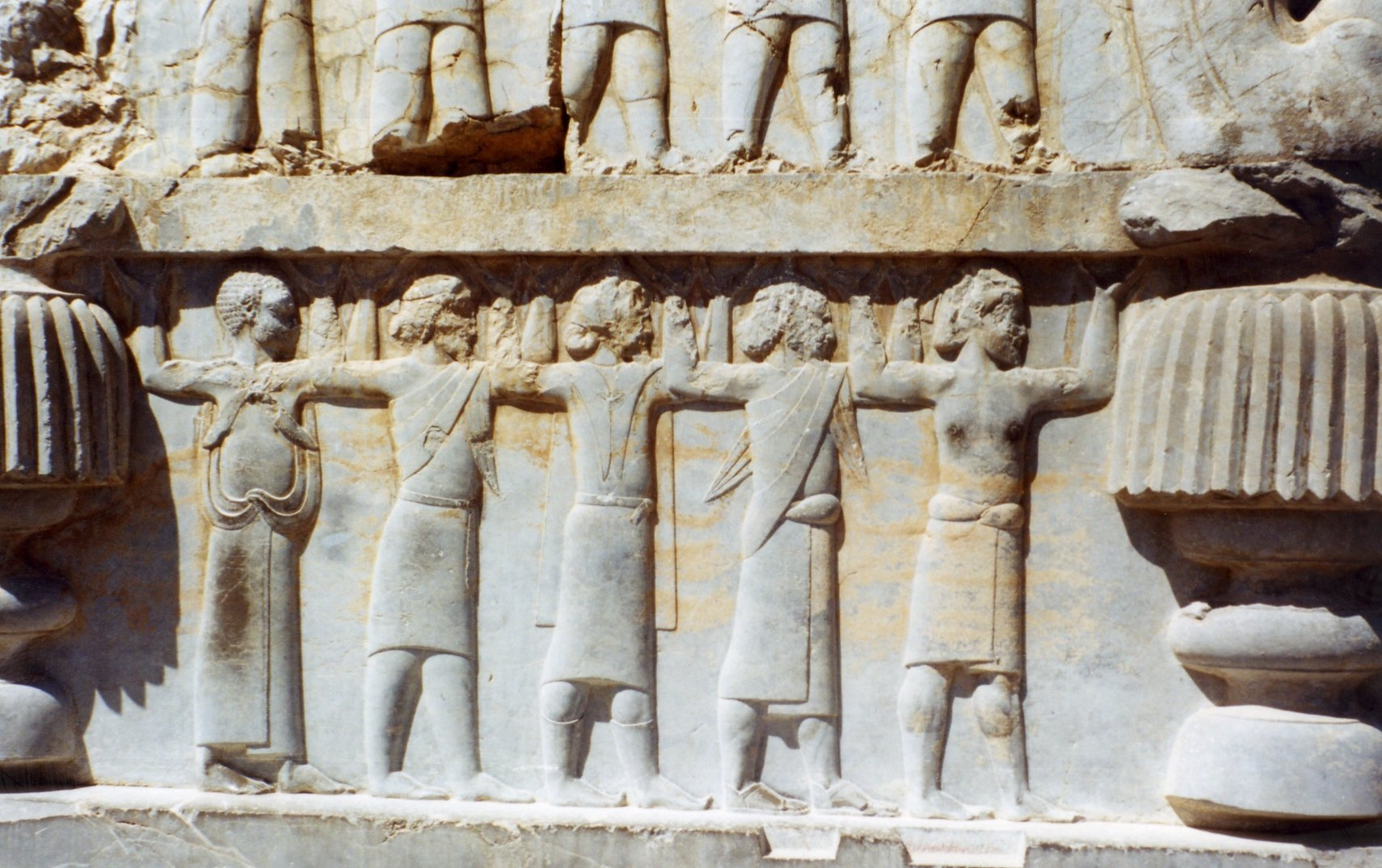
نقش نگاره‌های کاخ شورا

به این مکان کاخ شورا یا تالار مرکزی می‌گویند. احتمالاً شاه در اینجا با بزرگان به بحث و مشورت می‌پرداخته است. با توجه به نقوش حجاری شده، از یکی از دروازه‌ها شاه وارد می‌شده و از دو دروازه دیگر خارج می‌شده است. به این دلیل به این‌جا کاخ شورا می‌گویند که در اینجا دو سرستون انسان وجود داشته که جاهای دیگری نیست و سر انسان سمبل تفکر است.

### کاخ هدیش

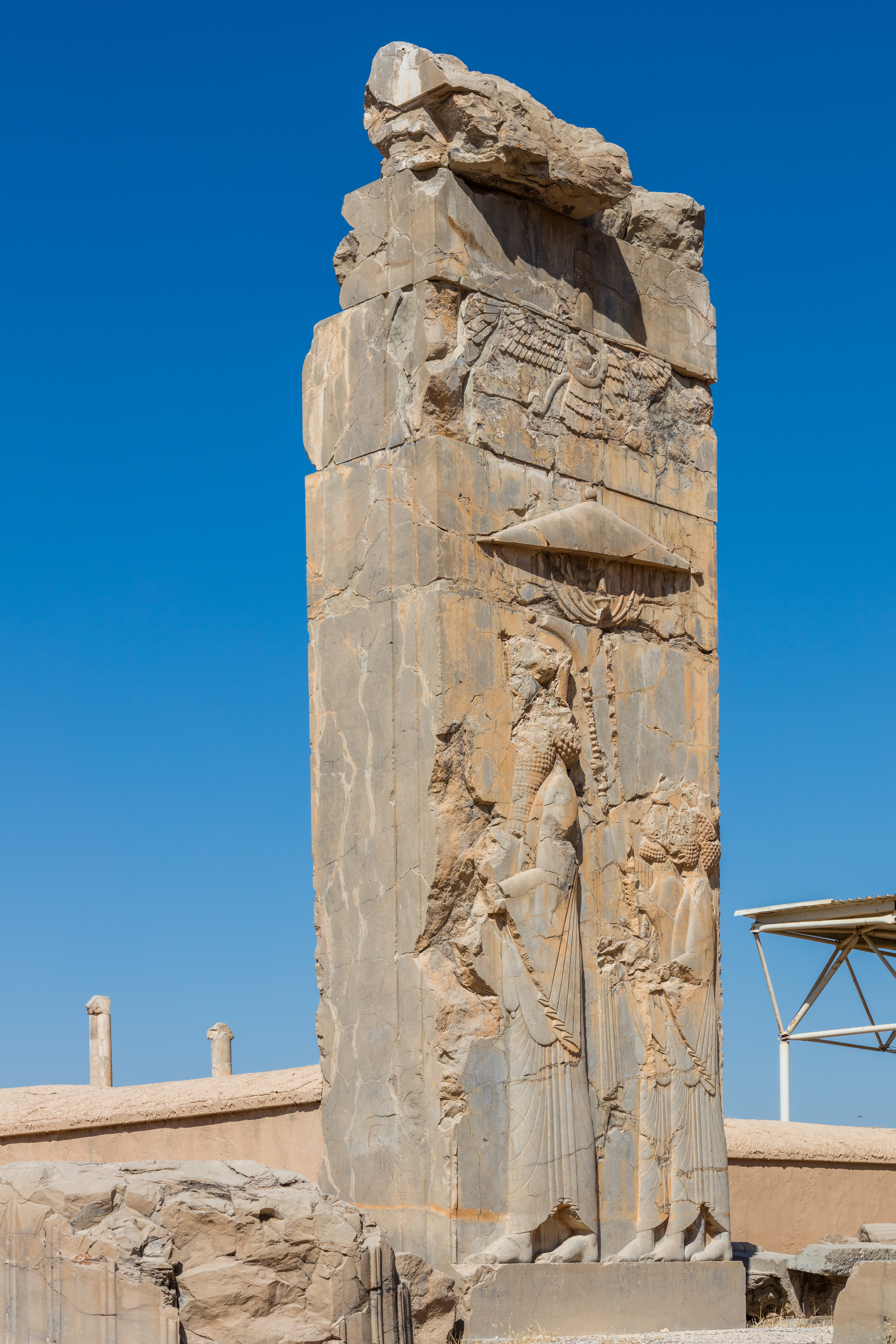
نمایی از کاخ هدیش

این کاخ، که کاخ خصوصی خشایارشا بوده است در مرتفع‌ترین قسمت صفهٔ تخت جمشید قرار دارد. این کاخ از طریق دو مجموعه پلکان به کاخ ملکه ارتباط دارد.
احتمال می‌رود آتش‌سوزی از این مکان شروع شده باشد به خاطر نفرتی که آتنی‌ها از خشایارشا داشتند به خاطر به آتش کشیده شدن آتن به دست وی. رنگ زرد سنگ‌ها نشان دهنده تمام شدن آب درون سنگ‌ها به خاطر حرارت است.
اینجا مکان کوچکی بوده ۶*۶ ستون قرار داشته است. به خاطر ویرانی شدید اطلاعات زیادی در مورد این کاخ در دسترس نیست خیلی‌ها از اینجا به عنوان کاخ مرموز نام برده‌اند.
هدیش به معنای جای بلند است و چون خشایارشا نام زن دوم او هدیش بوده است نام کاخ خود را هدیش می‌گذارد این کاخ در جنوبی‌ترین قسمت صفه قرار دارد و قسمت‌های زیادی از کف از خود کوه است.

### کاخ صدستون
وسعت این کاخ در حدود ۴۶۰۰۰ فوت مربع (حدود ۴۳۰۰ متر مربع) است و سقف آن به‌وسیلهٔ صد ستون، که هر کدام ۱۴ متر ارتفاع داشته‌اند، بالا نگه داشته می‌شده است.

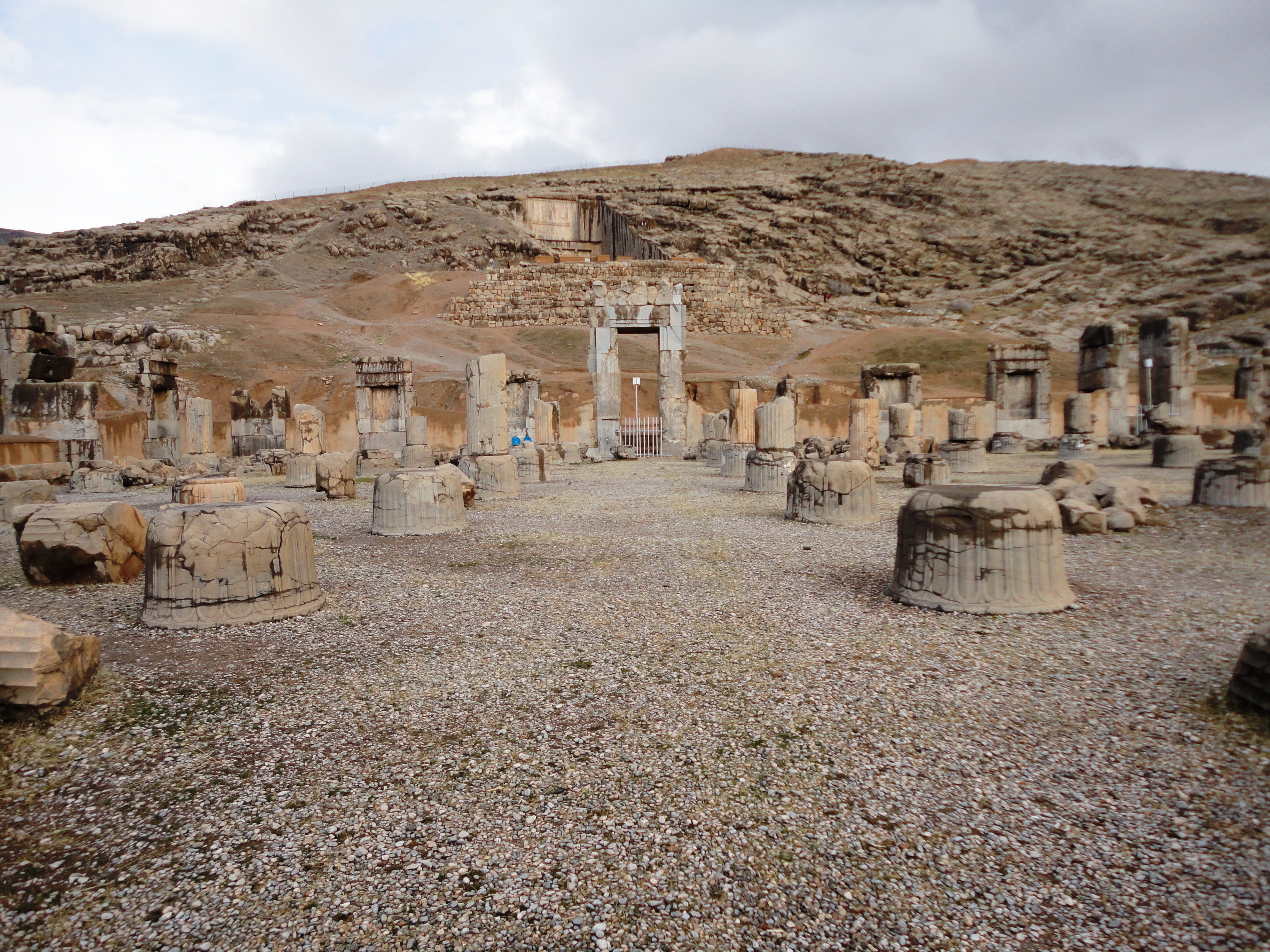
نمایی از کاخ صدستون
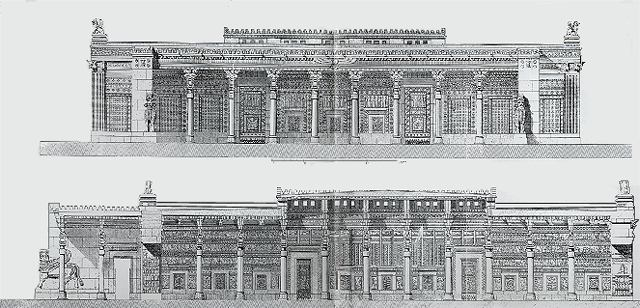
طرحی از کاخ
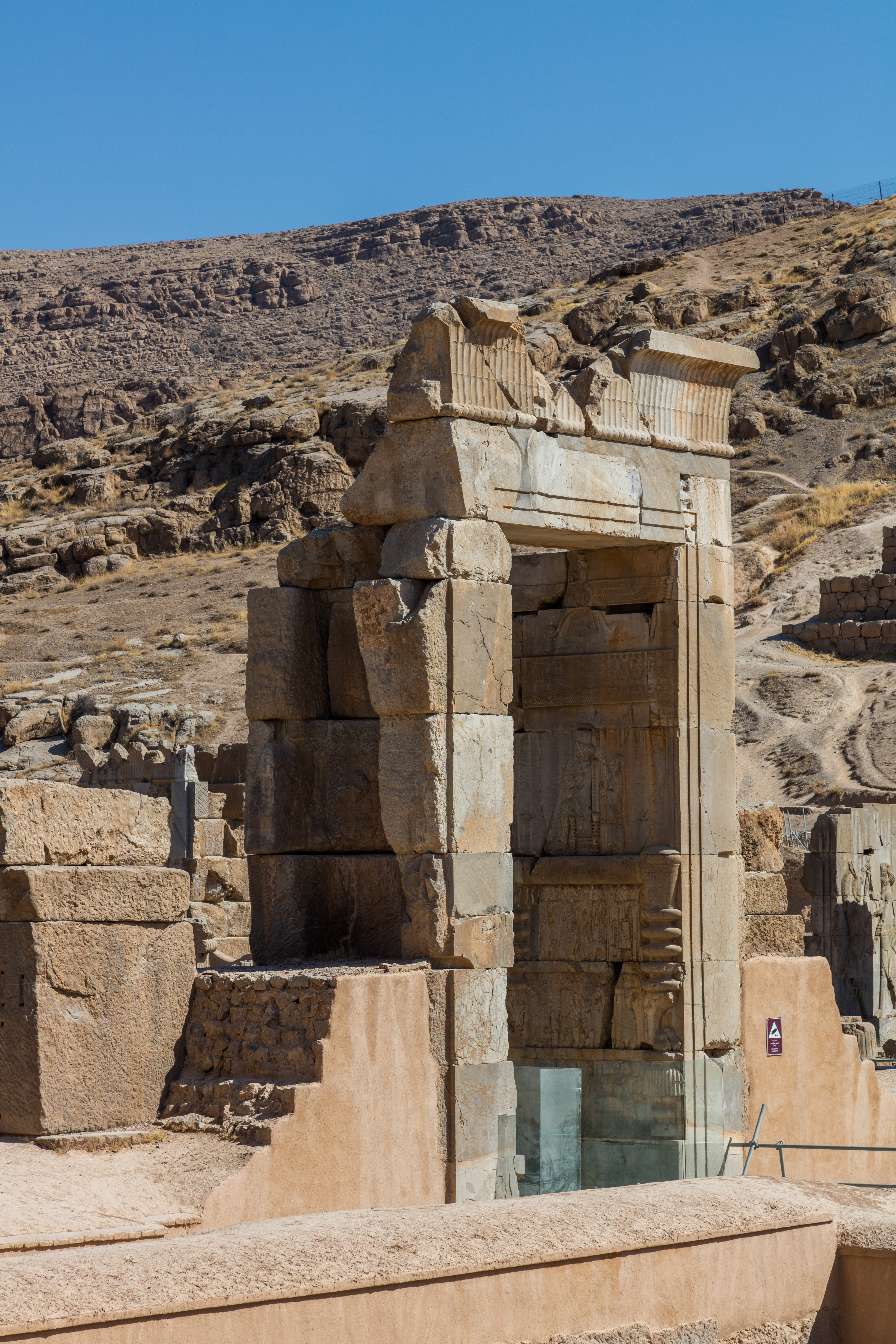
درگاه ورودی
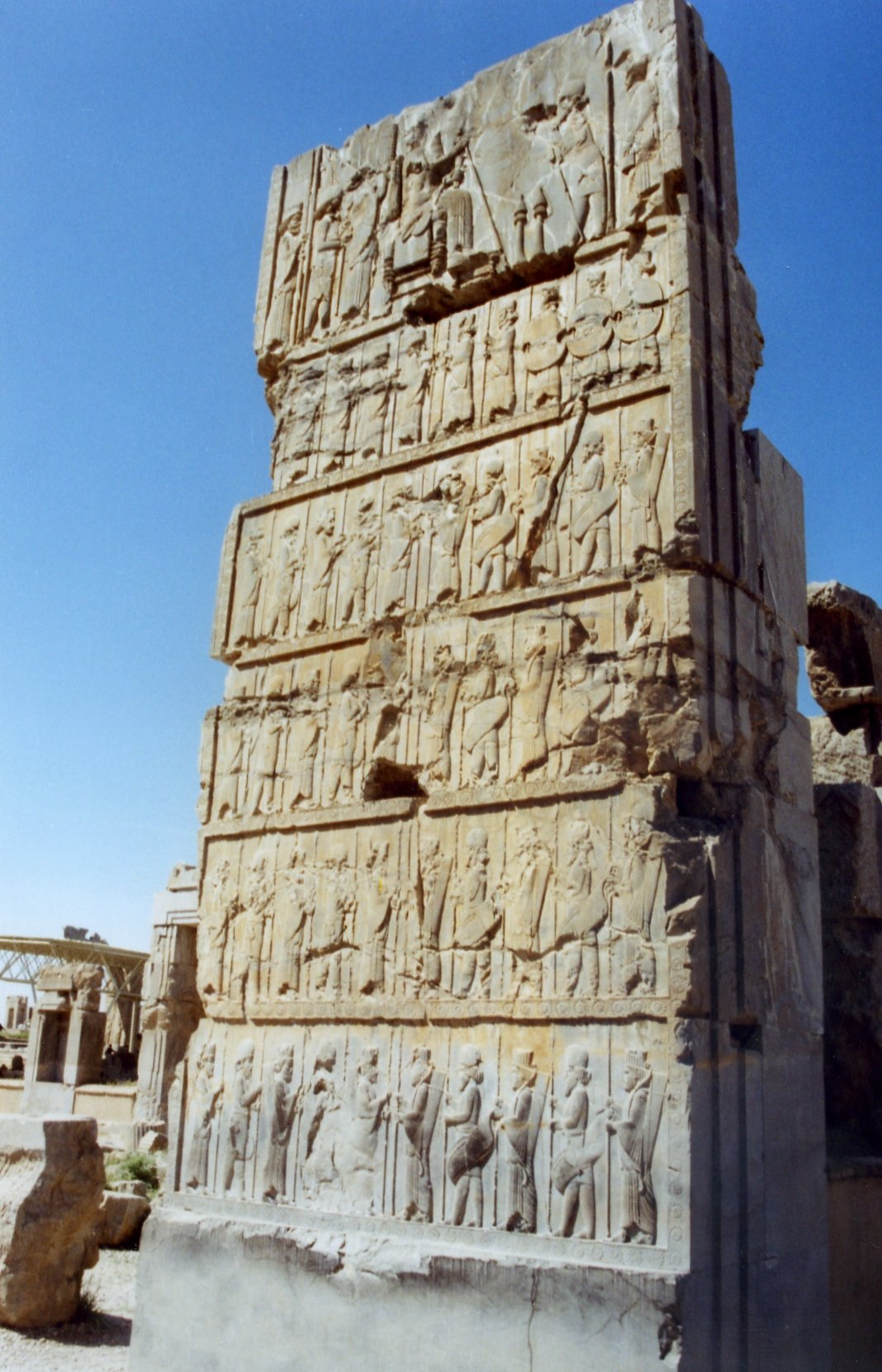
نقش نگاره‌های ورودی

### خزانه
این مجموعه مشتمل بر یک تالار ۹۹ ستونی، یک تالار صد ستونی، تعدادی سالن، اتاق و دو حیاط خلوت است. مجموعه ساختمان‌های خزانه توسط حصاری ضخیم و خیابانی پهن از مابقی قسمت‌ها جدا می‌شده است. بر اساس روایت مورخان یونان باستان پس از سقوط تخت جمشید اسکندر طلا، نقره و اشیای قیمتی خزانه تخت جمشید را که بزرگ‌ترین خزانه هخامنشیان بوده است با سه هزار شتر و تعداد زیادی اسب و قاطر به محل دیگری انتقال داده است. خزانه به فرمان داریوش بزرگ بنا شد و خشایارشا در آن اصلاحاتی به عمل آورده است. بیشتر ظرف‌ها، مجسمه‌ها و به خصوص هشت لوح سنگی معروف خشایارشا از این محل به دست آمده است. در حفاری‌های علمی گذشته در این محل نیز تعداد زیادی الواح گلی به خط میخی و زبان عیلامی مربوط به دستمزد کارگران به دست آمده است.

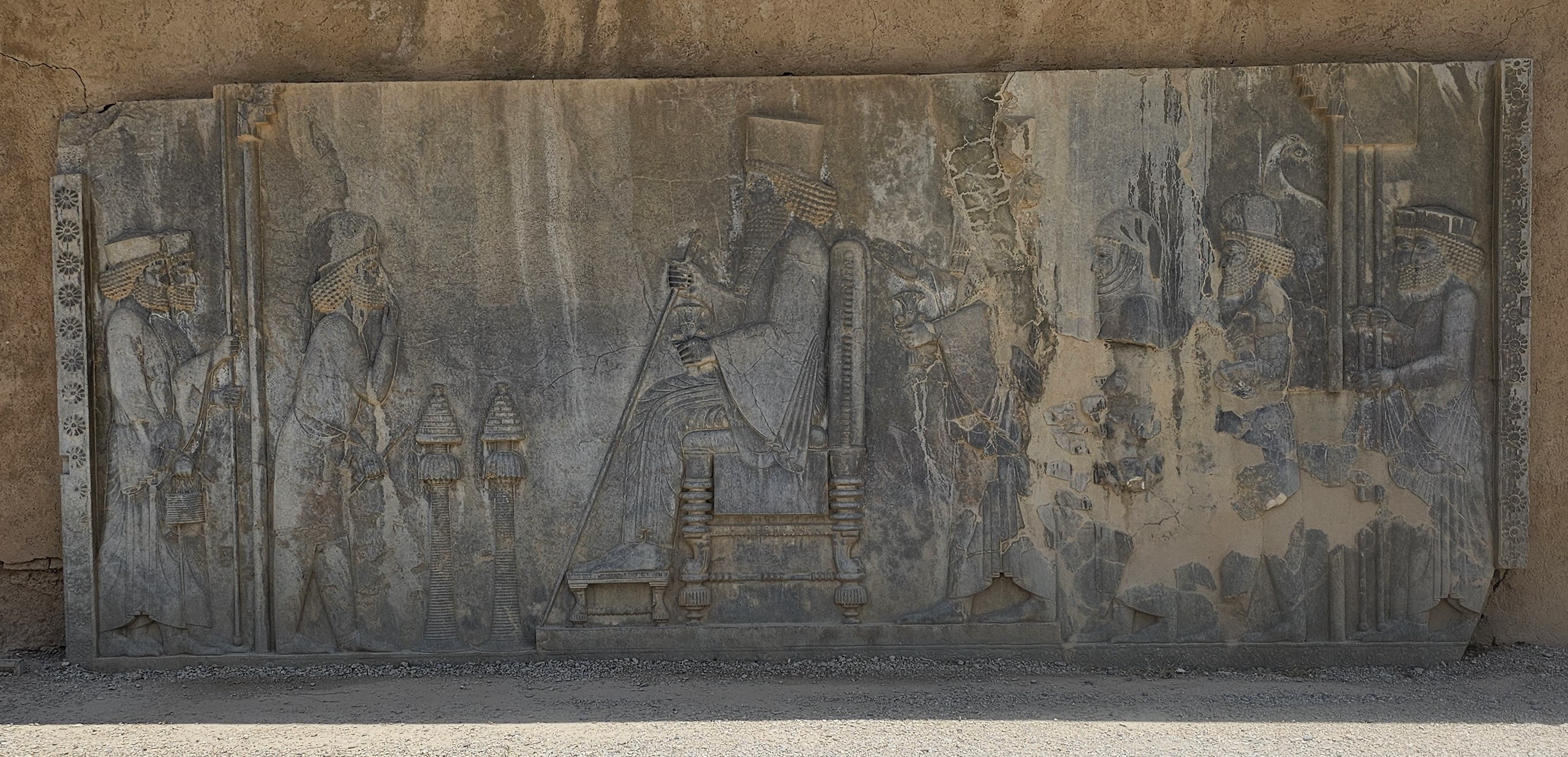
مجلس بارعام شاهی خشایارشا واقع در ساختمان خزانهٔ شاهنشاهی

مجلس بارعام شاهی که در همین محل کشف شده، خشایارشا (نه داریوش بزرگ که پیشتر می‌پنداشتند) را نشان می‌دهد که با لباس تمام رسمی بر تخت نشسته است. عصای شاهی را در دست راست و گل نیلوفر آبی را که نشانهٔ شاهان هخامنشی است به دست چپ گرفته است. پشت سر شاه ولیعهد با گل نیلوفر آبی در دست چپ ایستاده و دست راست خود را باحالت احترام بالا نگاه داشته است. سپس یکی از مقامات دربار و بعد از او اسلحه‌دار شاه ایستاده‌اند. در مقابل شاه دو عودسوز قرار دارند و رئیس تشریفات به حالت احترام گزارش می‌دهد. مراسم زیر یک شادروان (چادر سلطنتی) انجام می‌گرفته که در اطراف آن چهار نگهبان حضور دارند. بر اساس تحقیقات به عمل آمده جایگاه اصلی این نقش، بخش مرکزی پلکان آپادانا بوده است.

### کاخ «ه»

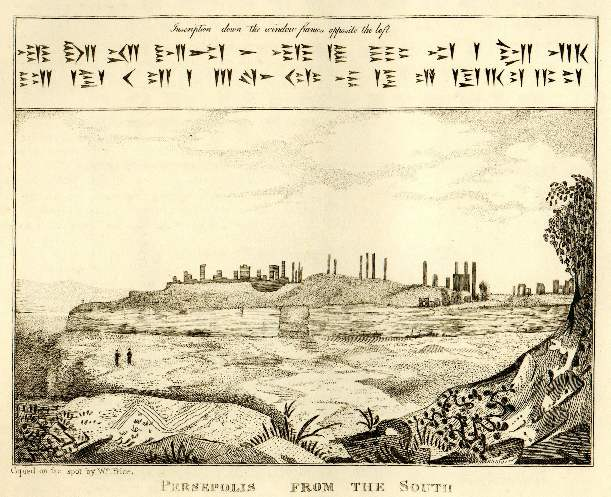
نقاشی ژان شاردن از تخت جمشید

کاخ ه یا کاخ اچ یکی از کاخ‌های تخت جمشید است که در جنوب‌غربی تخت‌گاه و در غرب کاخ هدیش قرار گرفته است. پلکان منقوشی که از دو جانب به این کاخ راهبر است، اکنون حالتی نیمه ویران دارد. پلکان اصلی به گواهی قطعه مکتوبی که از آن به جای مانده، به بنایی تعلق دارد که خشایارشا آغاز و اردشیر یکم آن را تمام کرده است.

### کاخ «سه‌در»
کاخ سه‌در، تالار شورا، دروازه شاهان، سه‌دروازه، سه دری یا کاخ مرکزی، در مرکز کوشک شاهی تخت‌جمشید قرار دارد. این کاخ توسط سه درگاه و چند راهرو به کاخ‌های دیگر راه می‌یابد و از این جهت آن را کاخ مرکزی یا سه دری نیز می‌خوانند. چون بر پلکان‌های این کاخ، نجیب‌زادگان پارسی را نقش کرده‌اند که به حالتی دوستانه و غیررسمی، برای ملاقات فرمانروا می‌روند و نیز به سبب نوع کاربری و موقعیت کاخ، گاهی آن را تالار شورا نیز نامیده‌اند. پیشتر بنای این کاخ را به داریوش بزرگ نسبت می‌دادند، اما دلایلی در درست است که ساخت کامل آن به وسیله اردشیر یکم صورت گرفته بوده است.

### کاخ «ملکه و موزه»

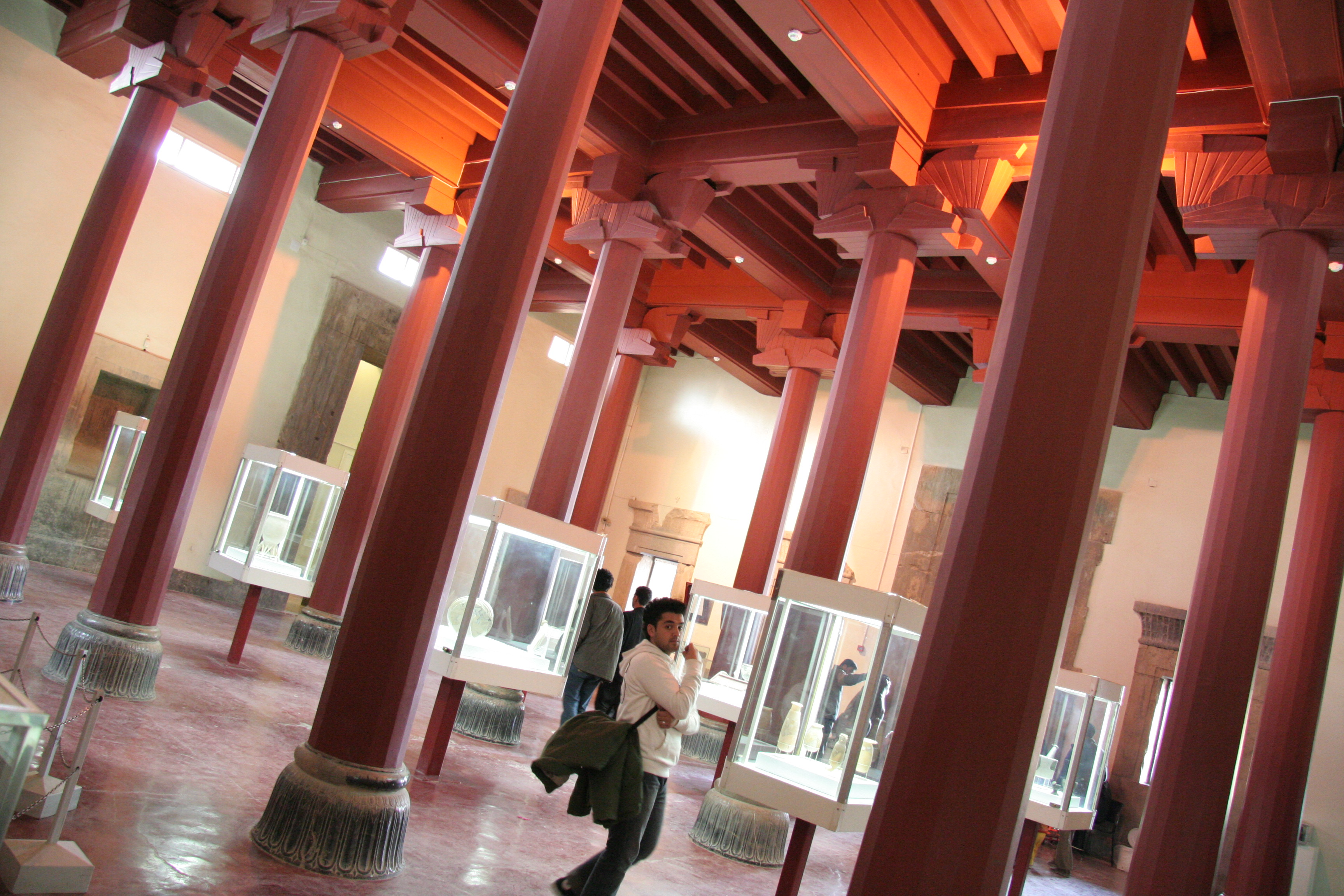
نمای درونی موزه و نگارخانه تخت جمشید در داخل مجموعه کاخ‌های تخت جمشید

این کاخ توسط خشایارشا ساخته شده است و به نسبت سایر بناها در ارتفاع پایین‌تری قرار گرفته است. بخشی از این کاخ در سال ۱۹۳۱ توسط شرق‌شناس مشهور، ارنست امیل هرتزفلد، خاکبرداری و از نو تجدیدبنا شد و امروزه به عنوان موزه و ادارهٔ مرکزی تأسیسات تخت جمشید مورد استفاده قرار گرفته است.
بنای موزه هخامنشی در تخت جمشید کهن‌ترین بنای ایران است که مرمت شد و به موزه اختصاص یافته است. این ساختمان یکی از مجموعه کاخ‌های تخت جمشید است. بخش‌هایی از این بنا که درحال حاضر به عنوان موزه مورد استفاده است، شامل یک ایوان، دو نگارخانه و یک تالار است. در ایوان موزه که در سمت شمال ساختمان قرار دارد و ورودی موزه در آن واقع شده است، دو جرز (دیوار اتاق و ایوان، پایهٔ ساختمان که از سنگ و آجر سازند) سنگی عظیم یکپارچه به ارتفاع تقریبی ۸ متر و عرض ۲۰٫۱ متر به وزن حدود ۸۰ تن در جلو و طرفین قرار دارد. هر یک از این دو جرز سترگ‌ترین سنگ یک پارچه‌ای است که در تخت جمشید مورد استفاده قرار گرفته است. سقف ایوان را هشت ستون چوبی با سر ستون‌های گاو دو سرنگه می‌دارد. موزه تخت جمشید در ۲۸ اردیبهشت ۱۳۸۱ خ و مصادف با ۱۸ ماه مه ۲۰۰۲ (میلادی)، روز جهانی موزه افتتاح شد.

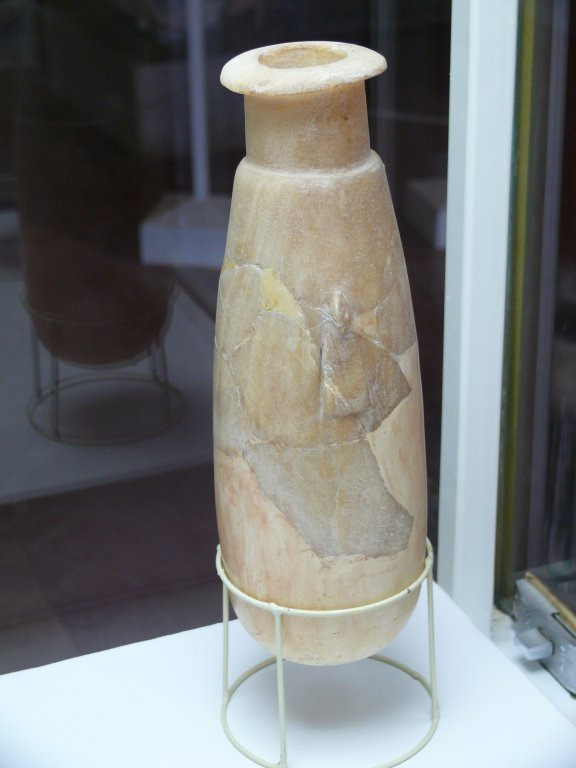
عطردان مرمری
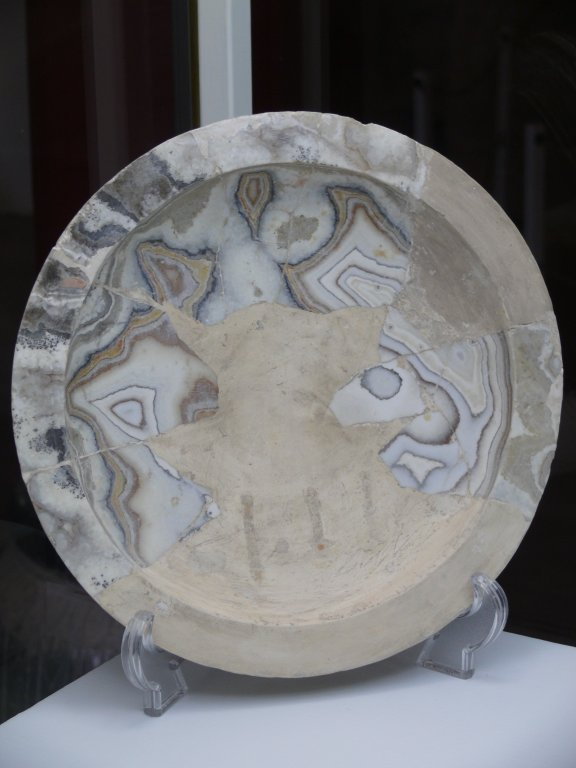
بشقاب از جنس سنگ مرمر
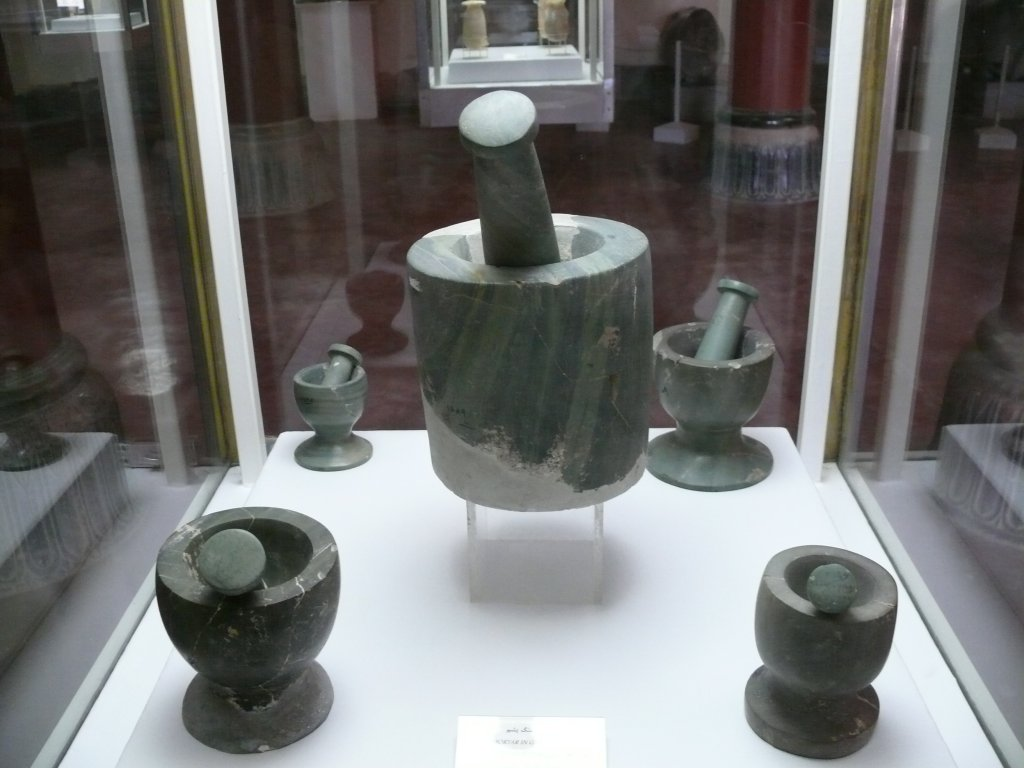
سنگ‌های اسیاب
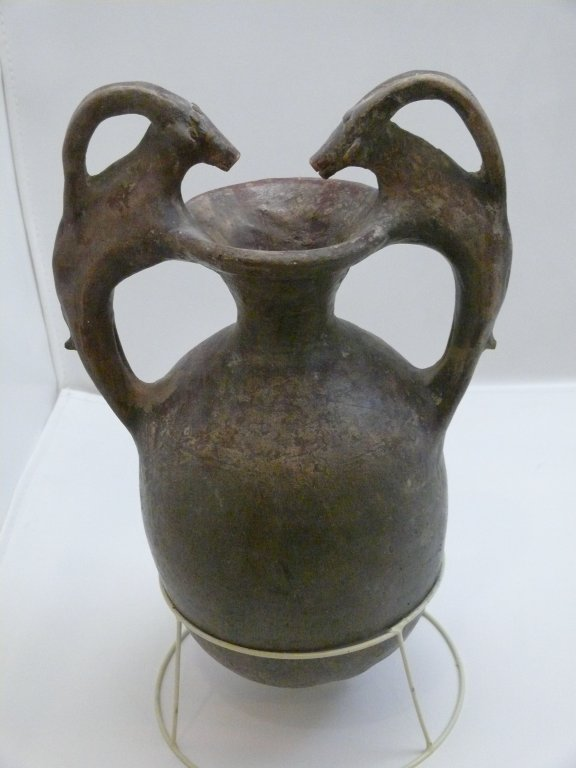
گلدان با دسته‌های به شکل ایبکس
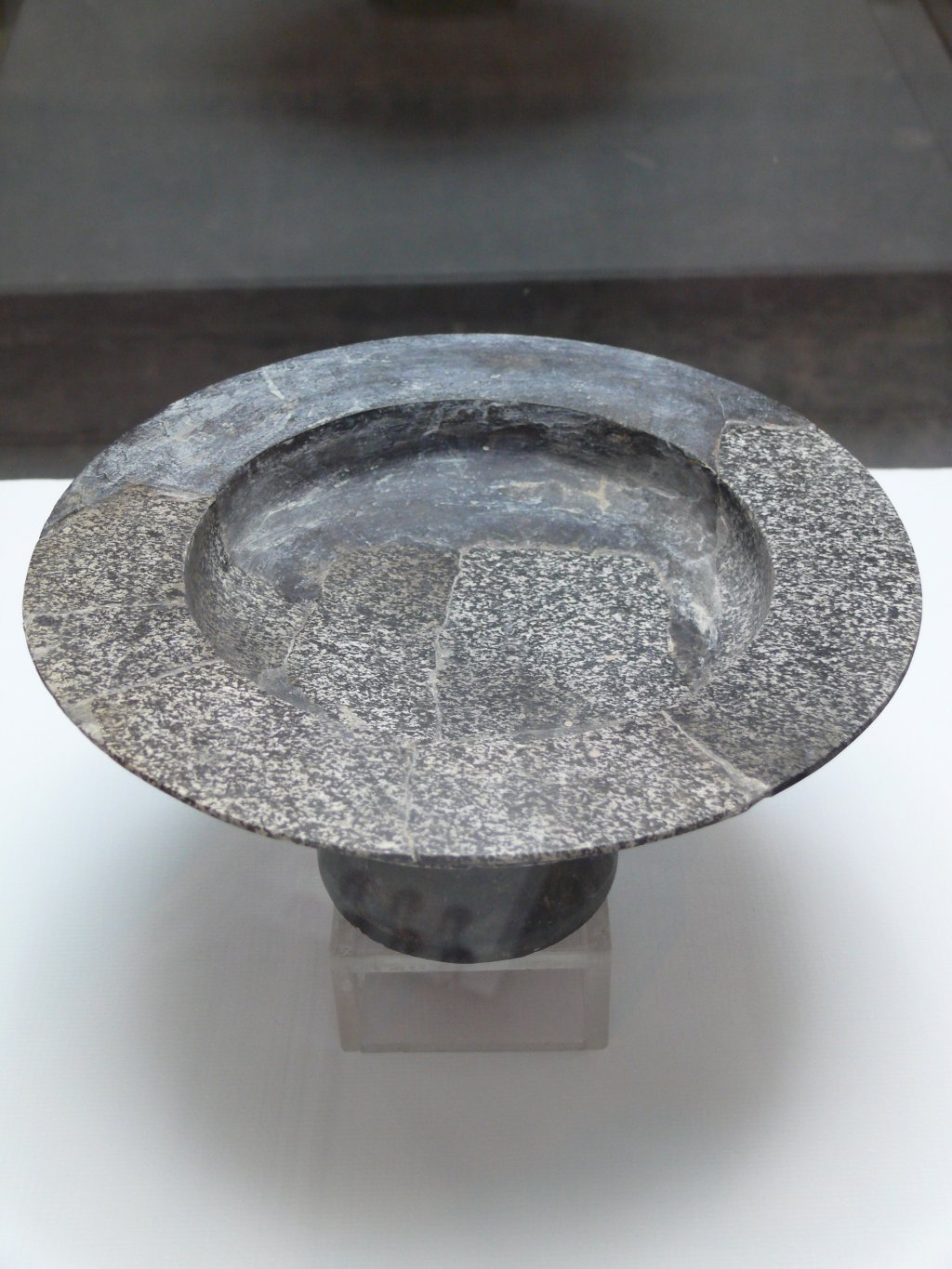
بشقاب سنگی
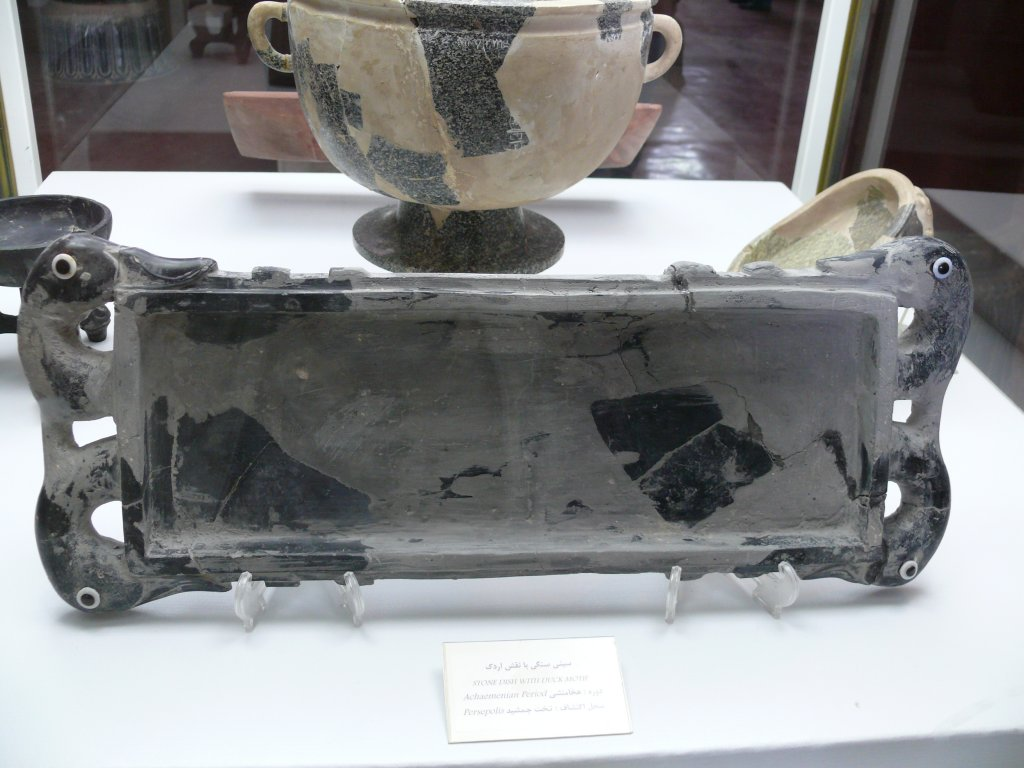
سینی سنگی با دسته‌های به شکل اردک
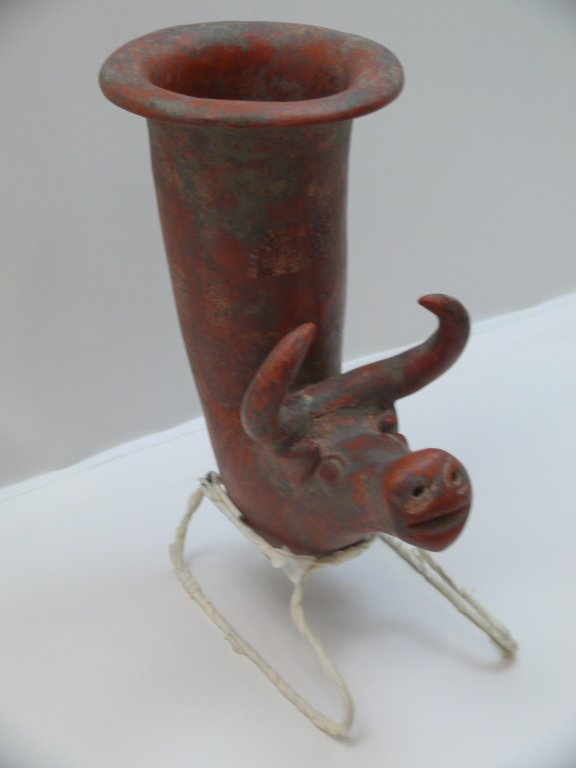
تکوک
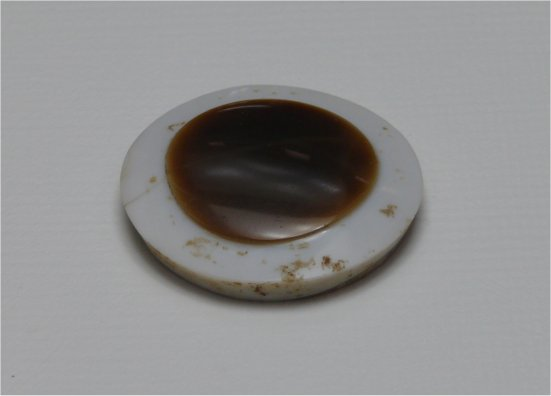
چشم به جامانده از یک مجسمه

### دیگر سازه‌ها

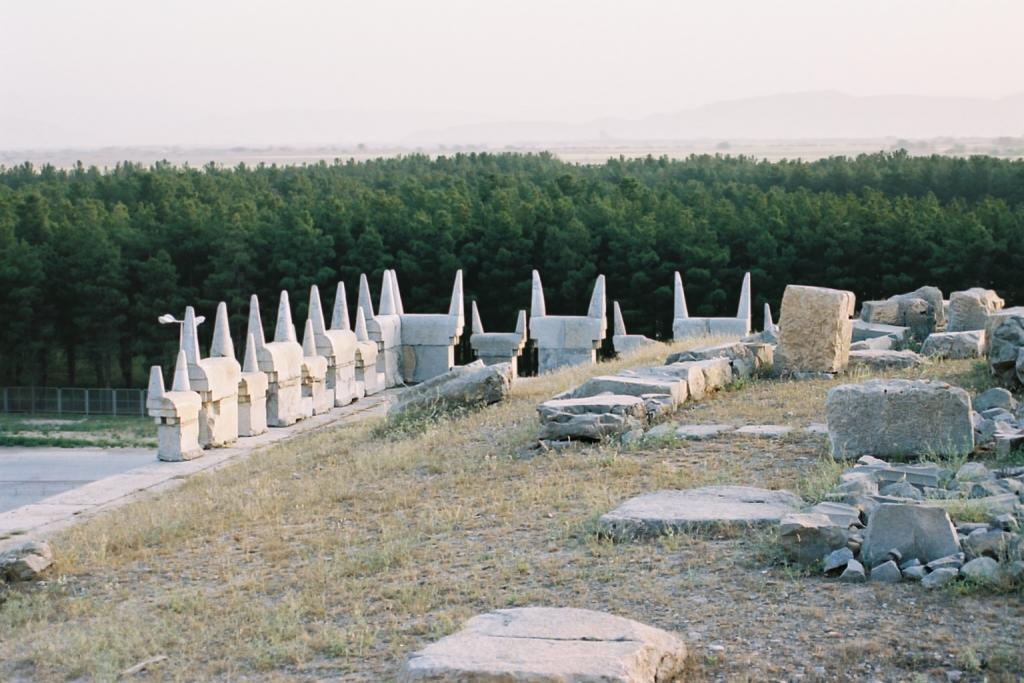
سنگ‌های شاخ مانند در قسمت جنوب غربی

در جنوب غربی سایت ویرانه‌های کاخی وجود دارد که به نظر می‌رسد متعلق به اردشیر یکم باشد.

## عناصر پیوست شده

### آرامگاه‌ها

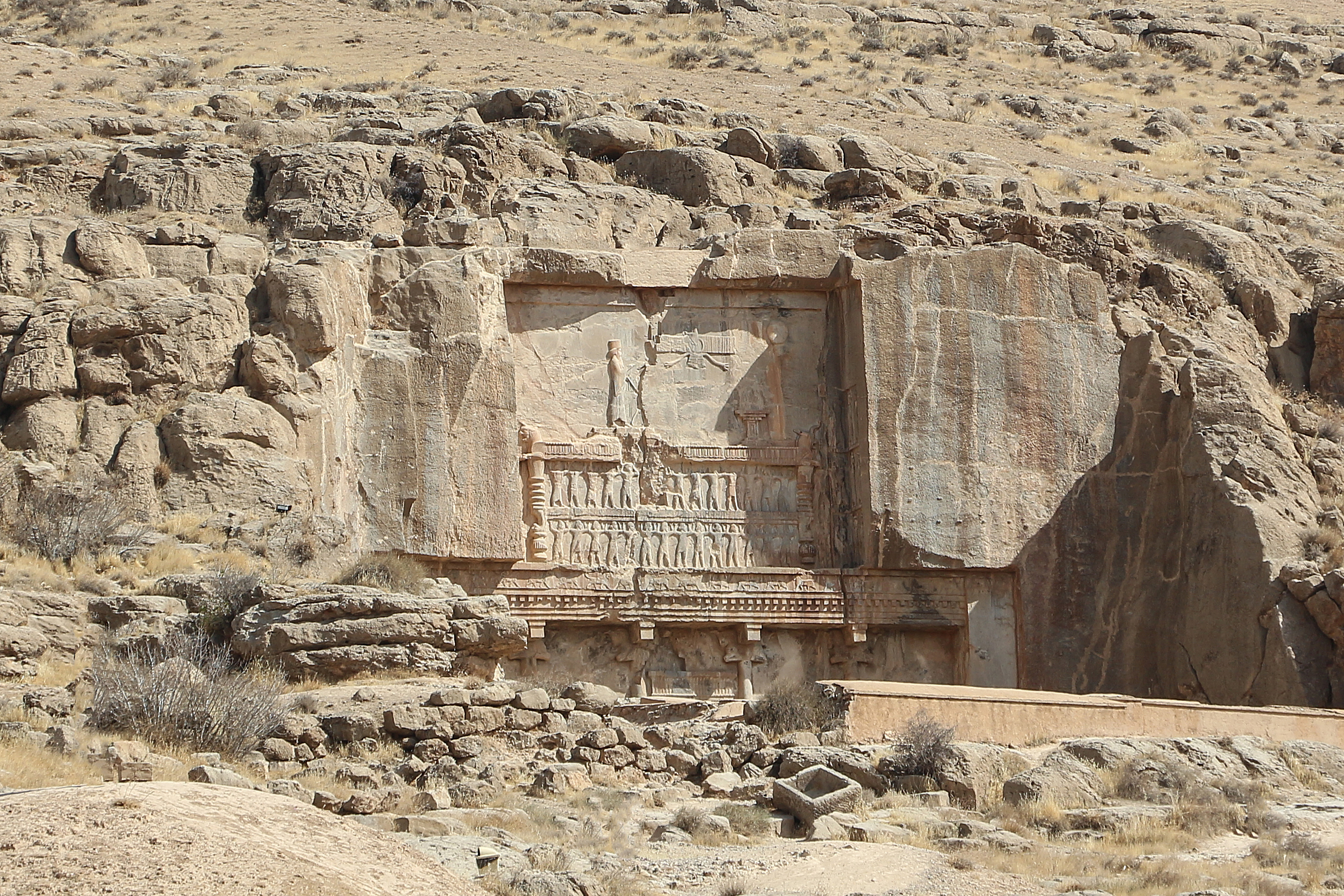
آرامگاه اردشیر دوم
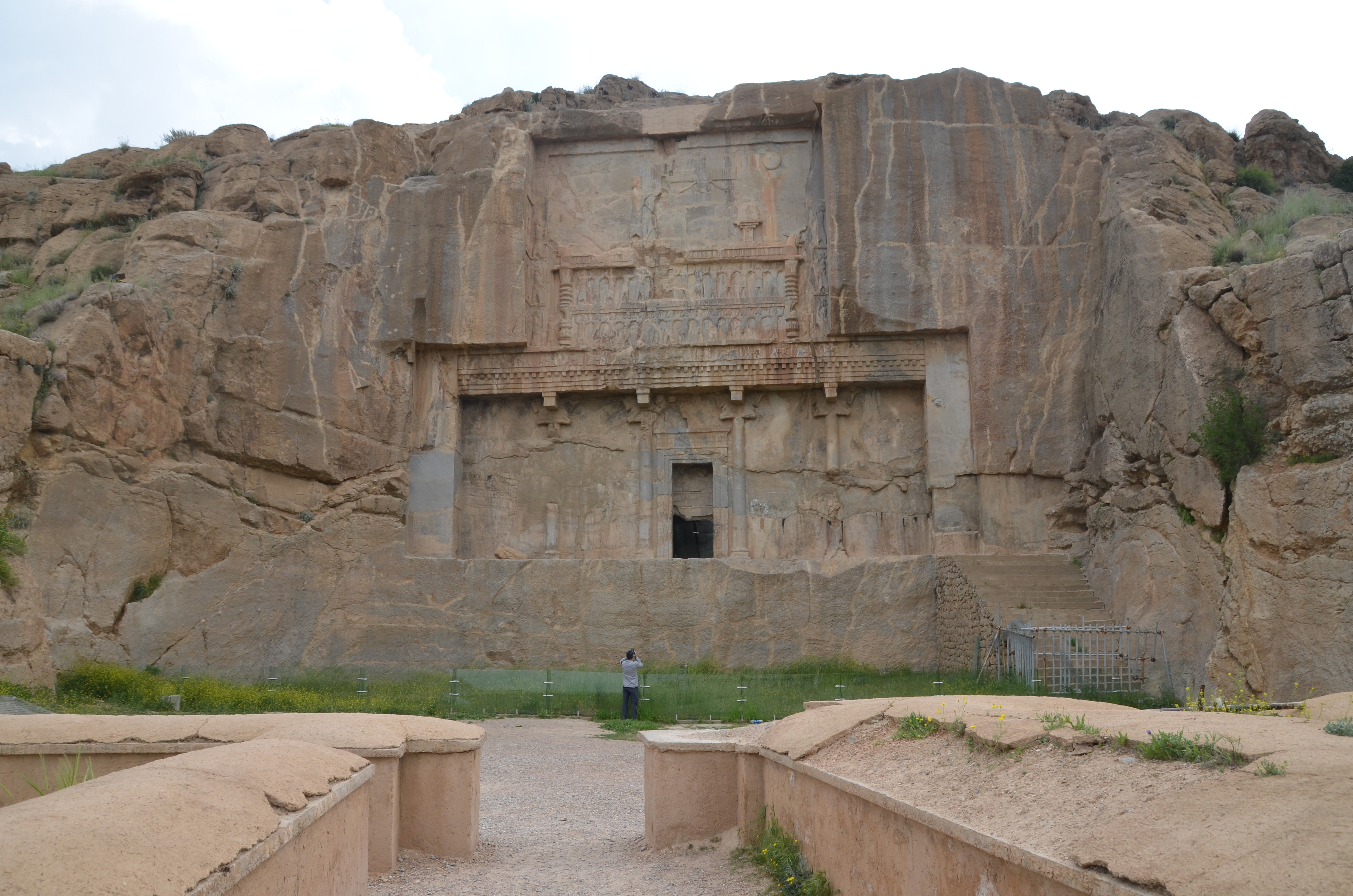
آرامگاه اردشیر دوم
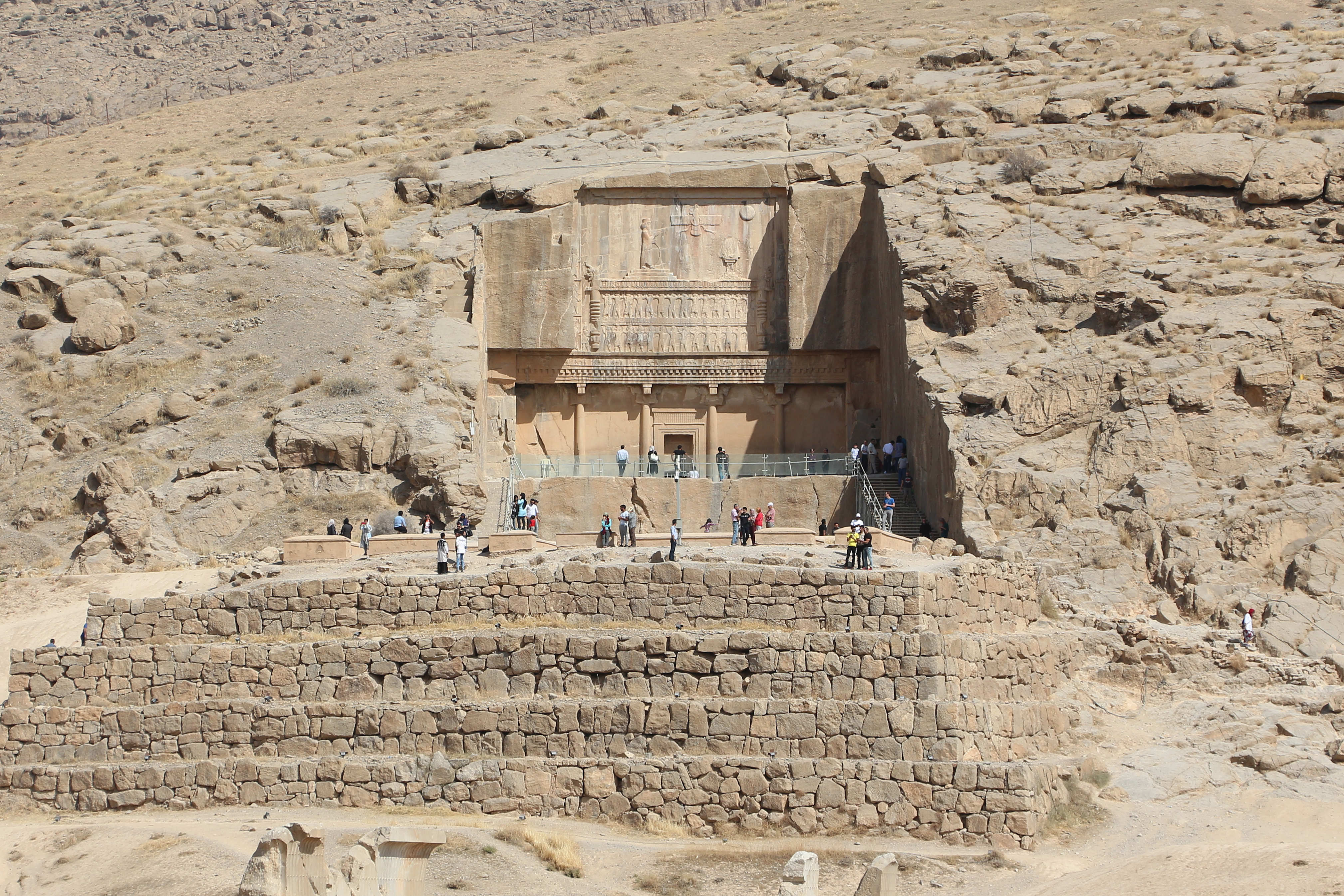
آرامگاه اردشیر سوم
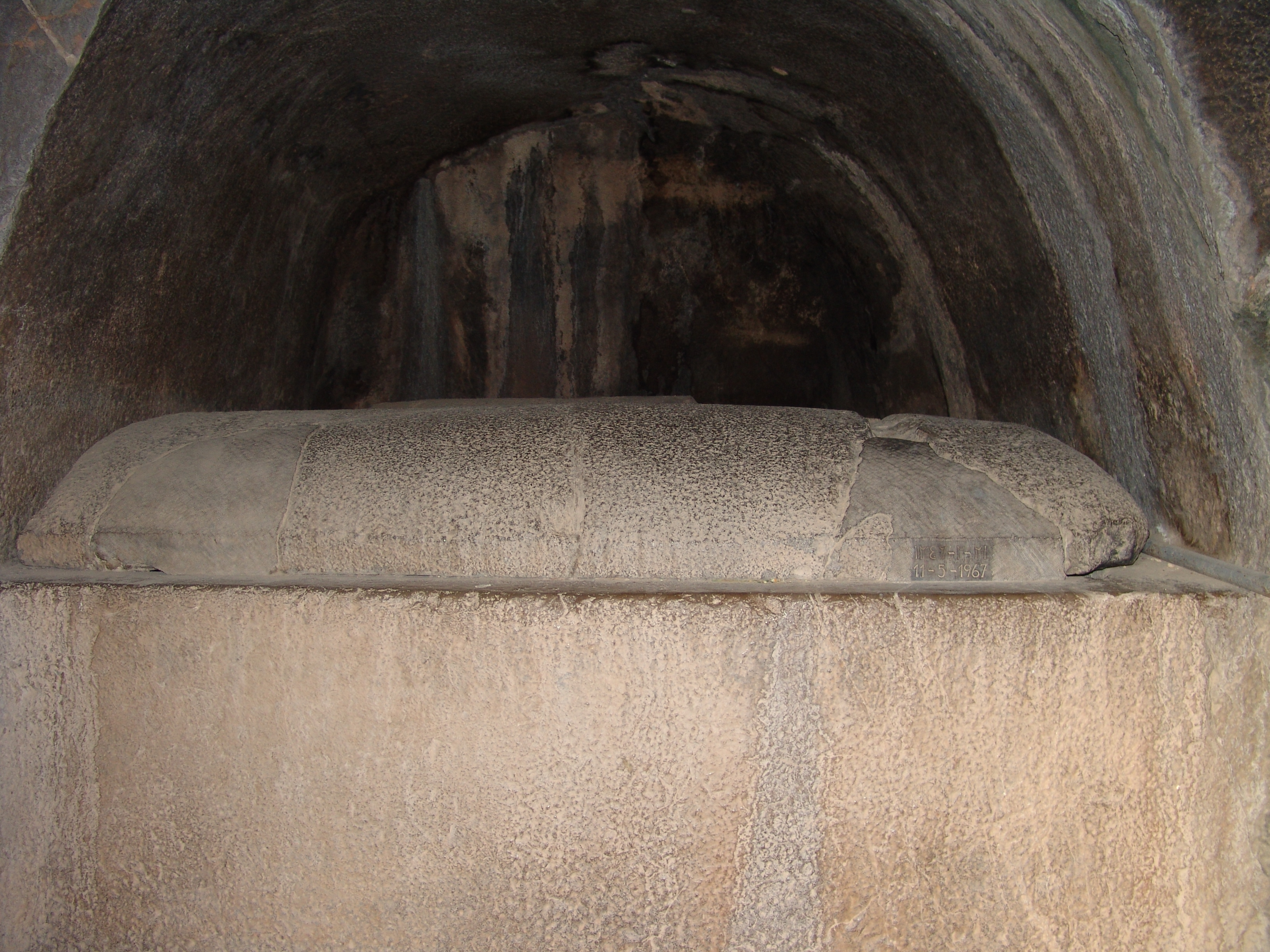
درون آرامگاه اردشیر سوم
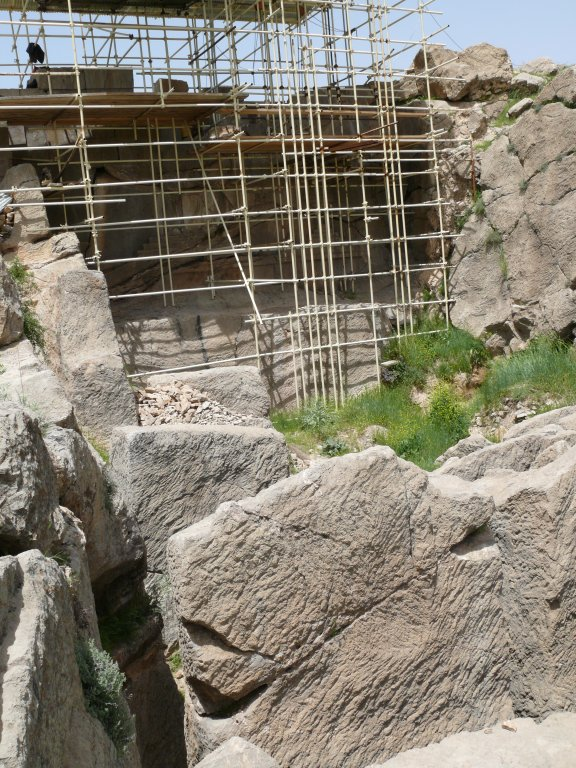
آرامگاه داریوش سوم
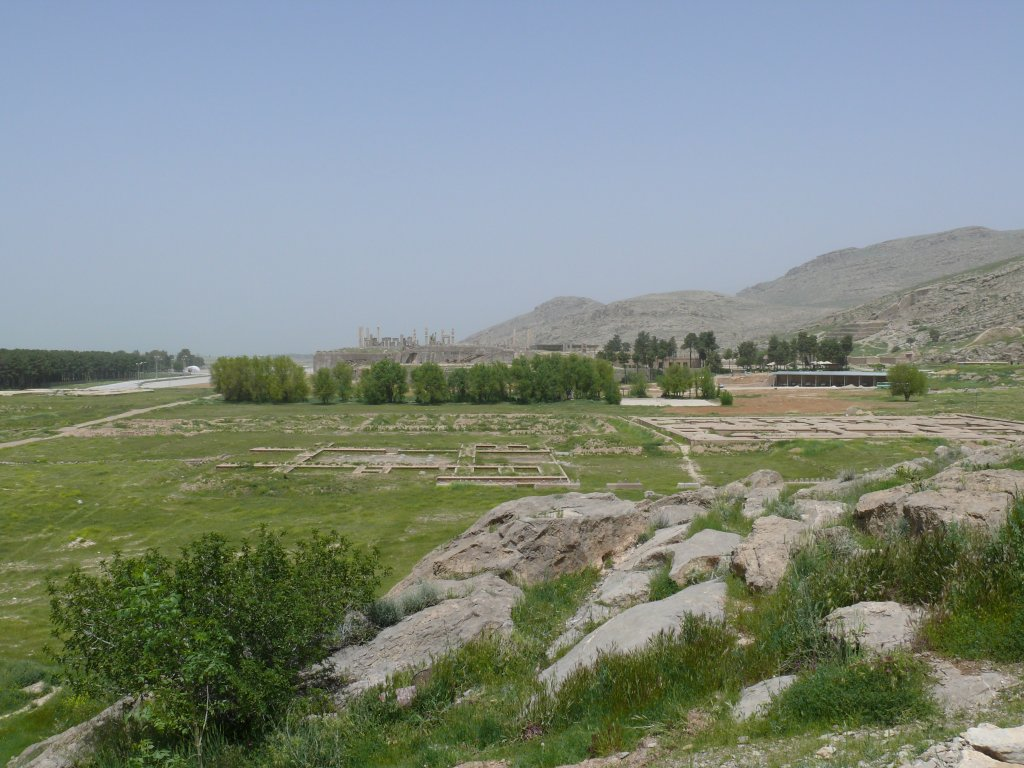
اتاق‌های نیم ساخت

## کتیبه‌ها

### کتیبه‌های غیرهخامنشی
یکی از نقاط قابل توجه که در مجموعه کاخ‌های تخت جمشید وجود دارد، موجودیت کتیبه‌هایی است که مربوط به دوران شاهنشاهی هخامنشیان نمی‌شود. عضدالدوله دیلمی در آنجا دو کتیبه به خط کوفی به یادگار گذاشته و کتیبه‌های دیگری هم به عربی و فارسی از سده‌های بعد و اشخاص تاریخی دیگر در آنجا باقی‌مانده که آخرین آن‌ها مربوط به اواخر دوره قاجار است.

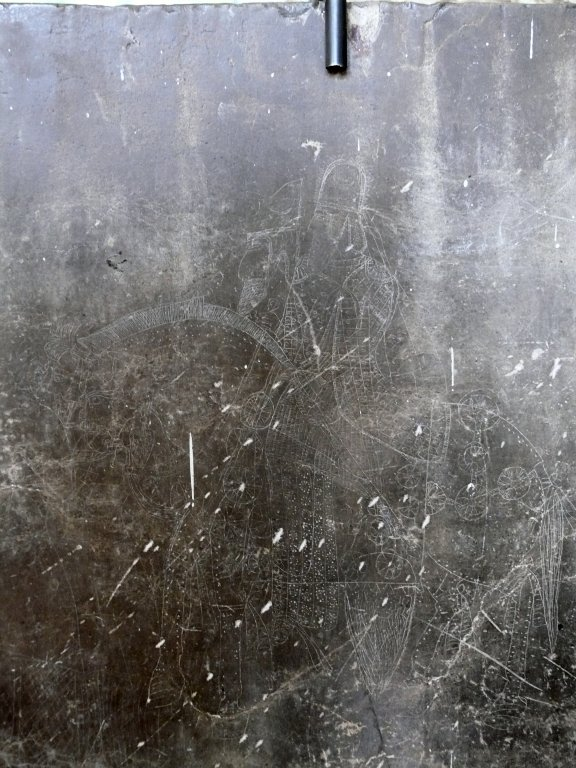
سنگ‌نگاره دوره ساسانیان (اسب سوار)
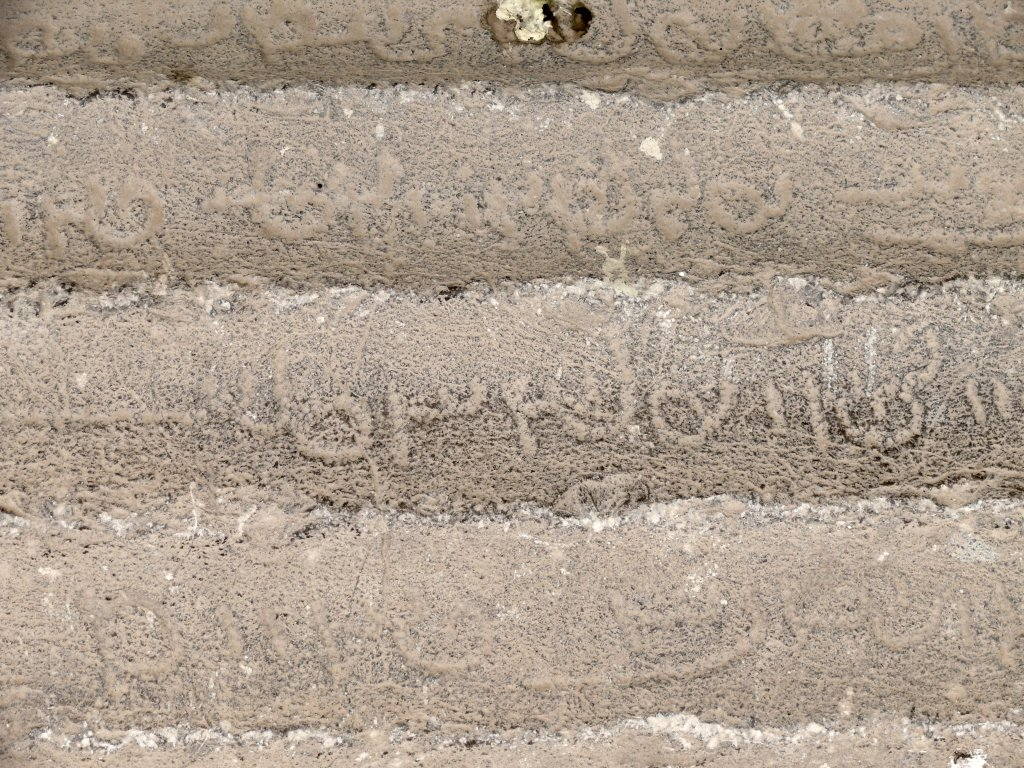
سنگ‌نوشته دوره ساسانیان به خط پهلوی

### کتیبه‌های گلی

تخت جمشید در دوره قاجار، عکس از آنتوان سوریوگین

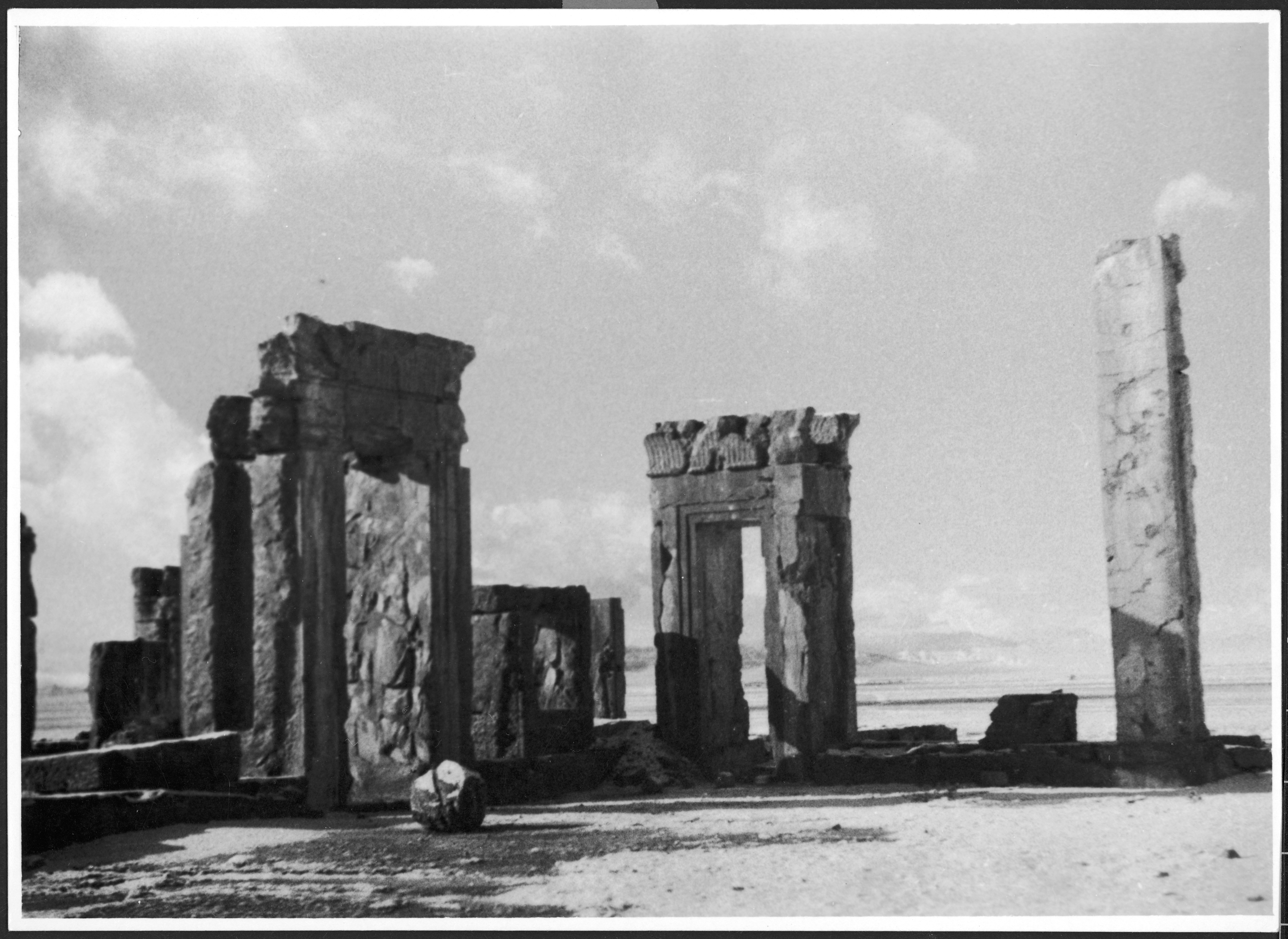
تخت جمشید در سال ۱۹۳۳، عکس از آنه ماری شوارتسنباخ

در حفاری‌های انجام شده در محل تخت جمشید تعداد بسیار کتیبه‌های گلی که در انبارهای زیر تخت جمشید انباشته شده که بر اثر سوختن تخت جمشید پخته شدند یافت شد و همگی به آمریکا ارسال شد که شوربختانه در بین راه تعداد بسیاری از آن‌ها از بین رفتند و مقدار مانده نیز به علت جنگ جهانی دوم در انبارهای دانشگاه آمریکا ماند و ترجمه نشد. سر انجام ترجمه صورت گرفت که مشخص شد حاوی دفاتر حسابداری امپراتوری هخامنشی است و فراتر از آن مشخص شد ایرانیان در آن زمان چگونه می‌زیسته‌اند به عنوان مثال مشخص شد کلیه کارگران و مهندسان در ساخت تخت جمشید حقوق در یافت داشته (شراب - گندم و…) و زنان دارای حقوق کامل بوده و حتی مرخصی بارداری داشته و کسانی هم حقوق دریافت می‌داشته‌اند تا از کودکان مراقبت کنند شوربختانه در تاریخ ۱۳۸۷ هـ.ش. مشکلات زیادی بر سر این کتیبه‌ها رخ داد به این شکل که تعدادی یهودی با ادعای دست داشتن حکومت جمهوری اسلامی در بمب‌گذاری‌ها علیه یهودیان تقاضای غرامت کرده و به عنوان مال ایران این کتیبه‌ها را معرفی کردند و تقاضای دریافت این کتیبه‌ها را به عنوان غرامت نمودند.
بر اساس استادان شرکت‌کننده در مستند شبکه دیسکاوری، از میان کتیبه‌های گلی که تاکنون خوانده شده است سه موضوع مهم مشخص شده است:
1. - نظام پرداخت حقوق
2. مصالح و انواع فلزات بکار رفته در تخت جمشید. بر اساس لوحه‌ها خوانده شد ده‌ها کیلو طلا برای زیباسازی تالارهای پذیرایی و تالار آیین‌ها به‌کار رفته است.
3. اینکه پرسهپولیس در یک اقدام انتقام‌جویانه به آتش کشیده شده است.

در پایان سال ۱۳۱۲ خ. بر اثر خاکبرداری در گوشهٔ شمال غربی صفه تخت جمشید، حدود چهل هزار لوحهٔ گلی به‌دست آمد. بر روی این الواح واژگانی به خط میخی عیلامی نوشته شده بود. پس از خواندن آشکار شد که این الواح عیلامی اسناد ساخت قصرهای تخت جمشید است. در میان الواح بعضی به زبان پارسی و خط عیلامی است. از کشف این الواح، نظریاتی که اظهار می‌داشتند قصرهای تخت جمشید مانند اهرام مصر با به بیگاری گرفتن رعایا ساخته شده باطل شد؛ زیرا این اسناد عیلامی ثابت می‌کند که به تمام کارگران این قصرها، ازجمله کارگران ساختمانی و نجار و سنگ‌تراش و معمار و مهندس مزد می‌دادند و هر کدام از این الواح سند هزینهٔ یک یا چند نفر کارگر است.

کارگرانی که در بنای تخت جمشید نقش داشتند، از ملت‌های مختلف چون ایرانی، مصری، بابلی، یونانی، عیلامی و آشوری تشکیل می‌شدند که همهٔ آنان رعیت دولت شاهنشاهی هخامنشی ایران به‌شمار می‌رفتند. بر اساس خشت‌نوشته‌های کشف شده در تخت جمشید در ساخت این بنای با شکوه معماران، هنرمندان، استادکاران، کارگران، زنان و مردان بی‌شماری شرکت داشتند که علاوه بر دریافت حقوق از مزایای بیمه کارگری نیز استفاده می‌کردند. ساخت این مجموعه بزرگ و زیبا بنا به روایتی ۱۲۰ سال به طول انجامید.

یکی از هزاران اسناد پرداخت حقوق به کارگران ساختمانی تخت جمشید
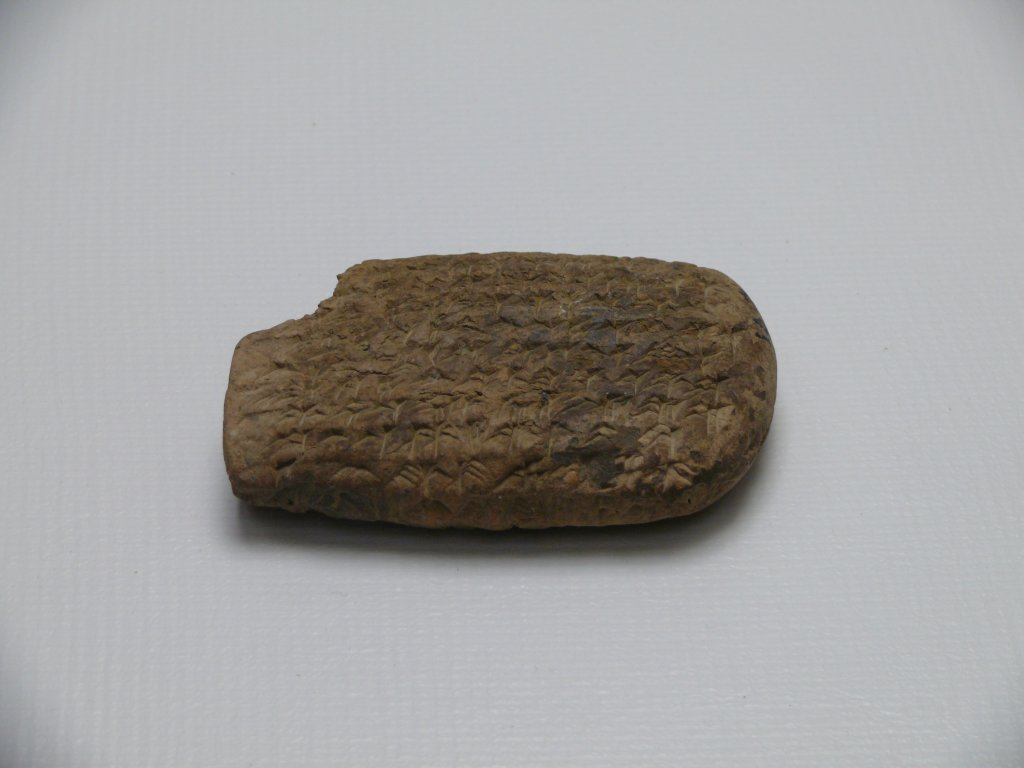
نمونه‌ای از لوح‌های گلی از جنس خاک رس

## سنگ نوشته‌ها

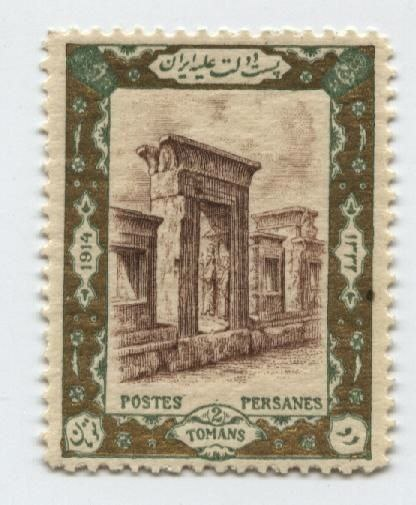
تمبر تصویر دروازه‌های تخت جمشید، چاپ شده در زمان قاجار، ۱۹۱۴ میلادی

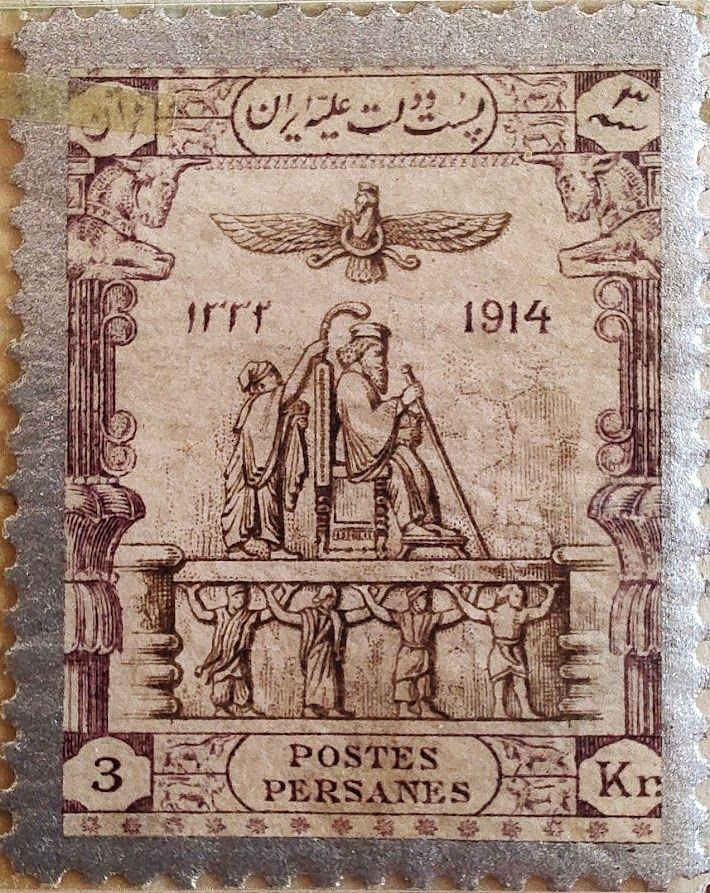
تمبر تصویر داریوش یکم، چاپ شده در زمان قاجار، به سال ۱۹۱۴ میلادی

### سنگ نوشته‌های داریوش بزرگ
- شش رَج به سه زبان چندین بار روی چهارچوب‌های اندرونی کاخ داریوش، بالای نگاره‌های داریوش و همراهانش آمده است. «داریوش شاه بزرگ، شاه شاهان، شاه کشورها، پسر ویشتاسپ هخامنشی. کسی که این کاخ را ساخت»
- یک رَج به سه زبان روی پوشاک داریوش؛ هم‌اکنون در بخش نشان‌های نسک‌خانهٔ میهنی پاریس نهاده است. «داریوش شاه بزرگ، پسر ویشتاسب هخامنشی»
- رَج به سه زبان، هجده بار روی رخبام پنجرهٔ همان اندرونی کاخ داریوش بسامد شده است. «رخبام پنجره سنگی ساخته شده در کاخ داریوش شاه»
- بیست و چهار رَج تنها به زبان پارسی باستان، روی دیوار جنوبی کاخ داریوش. ۰۱ اهورامزدای بزرگ، بزرگ‌ترینِ بغان، او داریوش شاه را آفرید، او شهریاری را به او ارزانی داشت؛ بخواست اهورامزدا داریوش شاه است. ۰۲ داریوش شاه گوید: این کشور پارس که اهورامزدا به من ارزانی داشت، زیبا، دارنده اسبان خوب، دارندهٔ مردان خوب، به خواست اهورامزدا و نیز من داریوش شاه، از دیگری نمی‌ترسد. ۰۳ داریوش شاه گوید: اهورامزدا مرا یاری کند، با بغان خاندان شاهی و این کشور را اهورامزدا از دشمن، از خشک‌سالی، از دروغ بپاید! به این کشور نه دشمن، نه خشک‌سالی، نه دروغ بیاید؛ این را من چون بخشایشی از اهورامزدا با بغان خاندان شاهی درخواست می‌کنم. باشد که این نیکی را اهورامزدا با بغان خاندان شاهی به من بدهد.[۱۲]
- به زبان‌های ایلامی و اکدی هر کدام بیست و چهار رَج. نوشتهٔ پارسی باستان ندارد. ۰۱ من داریوش شاه بزرگ، شاه شاهان، شاه کشورهای بسیار، پسر ویشتاسپ هخامنشی هستم. ۰۲ داریوش شاه گوید: به خواست اهورامزدا این‌ها هستند کشورهایی که من افزون بر مردم پارسی، از آنِ خود کردم، که از من ترسیدند و به من باژ دادند: ایلام، ماد، بابل، ارابایه، آشور، مسر، ارمنیه، کبدوکیه، سارد، ایونی‌هایی خشکی و (آن‌ها) که کنار دریا هستند، و کشورهایی که آن سوی دریا هستند، اسَگرتیا، پارت، زرنگ، هرات، بلخ، سغد، خوارزم، ثتگوش، رخج، سند، گندار، سَکَ، مَکَ. ۰۳ داریوش شاه گوید: اگر اینگونه بیندیشی «از دیگری نترسم» این مردم پارس را بپای؛ اگر مردم پارس پاییده شوند، از این پس شادی پیوسته به دست اهورا بر این خاندان فرو خواهد رسید.[۱۲]
- سه زبانه، پارسی باستان ده رَج، ایلامی هفت رَج و اکدی هشت رَج، روی دو لوح طلایی و دو لوح سیمین که هم‌اکنون در تهران نگه‌داری می‌شوند. ۰۱ داریوش شاه بزرگ، شاه شاهان، شاه کشورها، پسر ویشتاسپ هخامنشی. ۰۲ داریوش شاه گوید: این است شهریاری که من دارم، از سکاهای آن سوی سغد، از آن جا تا کوش (اتیوپی)، از هند، از آن جا تا سارد، که آن را اهورامزدا، بزرگ‌ترینِ بغان بر من ارزانی داشت. اهورامزدا مرا و خاندان مرا بپاید.[۱۲]
- سه زبانه هر زبان یک رَج، روی دست‌گیرهٔ دری از سنگ لاجورد ساختگی. «دست‌گیرهٔ در از سنگ گران‌بهایی ساخته شده در کاخ داریوش شاه»[۷۶]

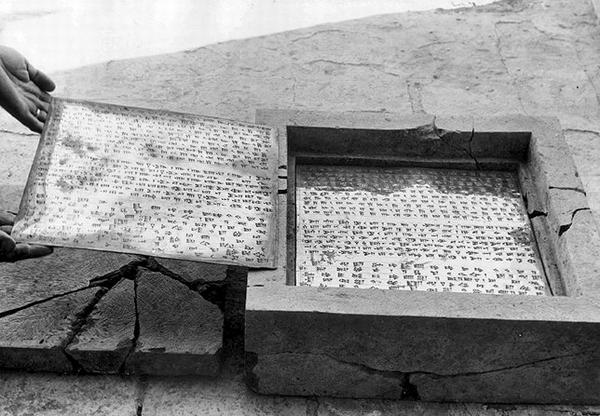
کتیبه‌های پی‌بنای کاخ آپادانا تخت جمشید
سنگ‌نبشته پی‌بنای دیوار جنوبی تخت جمشید
سنگ‌نبشته درگاه کاخ تچر

### سنگ‌نبشته‌های خشایارشا
- خدای بزرگ اهورامزدا است، که این زمین را آفرید، که آن آسمان را آفرید، که آدم را آفرید، که شادی را برای آدم آفرید، که خشایارشا را شاه کرد، یک شاه از بسیاری٬یک فرمان‌دار از بسیاری.
- من خشایارشا، شاه بزرگ، شاه شاهان، شاه سرزمین‌های دارندهٔ همه گونه مردم، شاه در این زمینِ بزرگِ دور و دراز. پسر داریوش شاه هخامنشی.
- شاه خشایارشا گوید: به خواست اهورامزدا این دالانِ همه کشورها را من ساختم. بسیار (ساختمان) خوب دیگر در این (شهر) پارس ساخته شد، که من ساختم و پدر من ساخت. هر بنایی که زیبا دیده می‌شود ٬آن همه را بخواست اهورامزدا ساختیم.
- شاه خشایارشا گوید: اهورامزدا مرا و شهریاری مرا بپاید و آنچه را که به دست من ساخته شده و آنچه را که به دست پدر من ساخته شده، آن را اهورامزدا بپاید.[۱۲]
- شاه خشایارشا گوید: داریوش را پسران دیگری بودند، ولی چنان‌که اهورامزدا را کام بود، داریوش، پدر من، پس از خود، مرا بزرگ‌ترین کرد. هنگامی که پدر من داریوش از تخت کنار رفت، به خواست اهورامزدا من بر جای‌گاه پدر شاه شدم. هنگامی که من شاه شدم، بسیار ساختمان‌های والا ساختم. آنچه را که به دست پدرم ساخته شده بود، من آن را پاییدم و ساختمان دیگری افزودم. آنچه را که من ساختم و آنچه که پدرم ساخت آن همه را به خواست اهورامزدا ساختیم.[۱۲]
- شاه خشایارشا گوید: پدر من داریوش بود؛ پدر داریوش ویشتاسب نامی بود. پدر ویشتاسب آرشام نامی بود. هم ویشتاسب و هم آرشام هر دو در آن هنگام زنده بودند، اهورامزدا را چنین کام بود، داریوش، پدر من، او را در این زمین شاه کرد. زمانی که داریوش شاه شد، او بسیار ساختمان‌های والا ساخت.[۷۶]

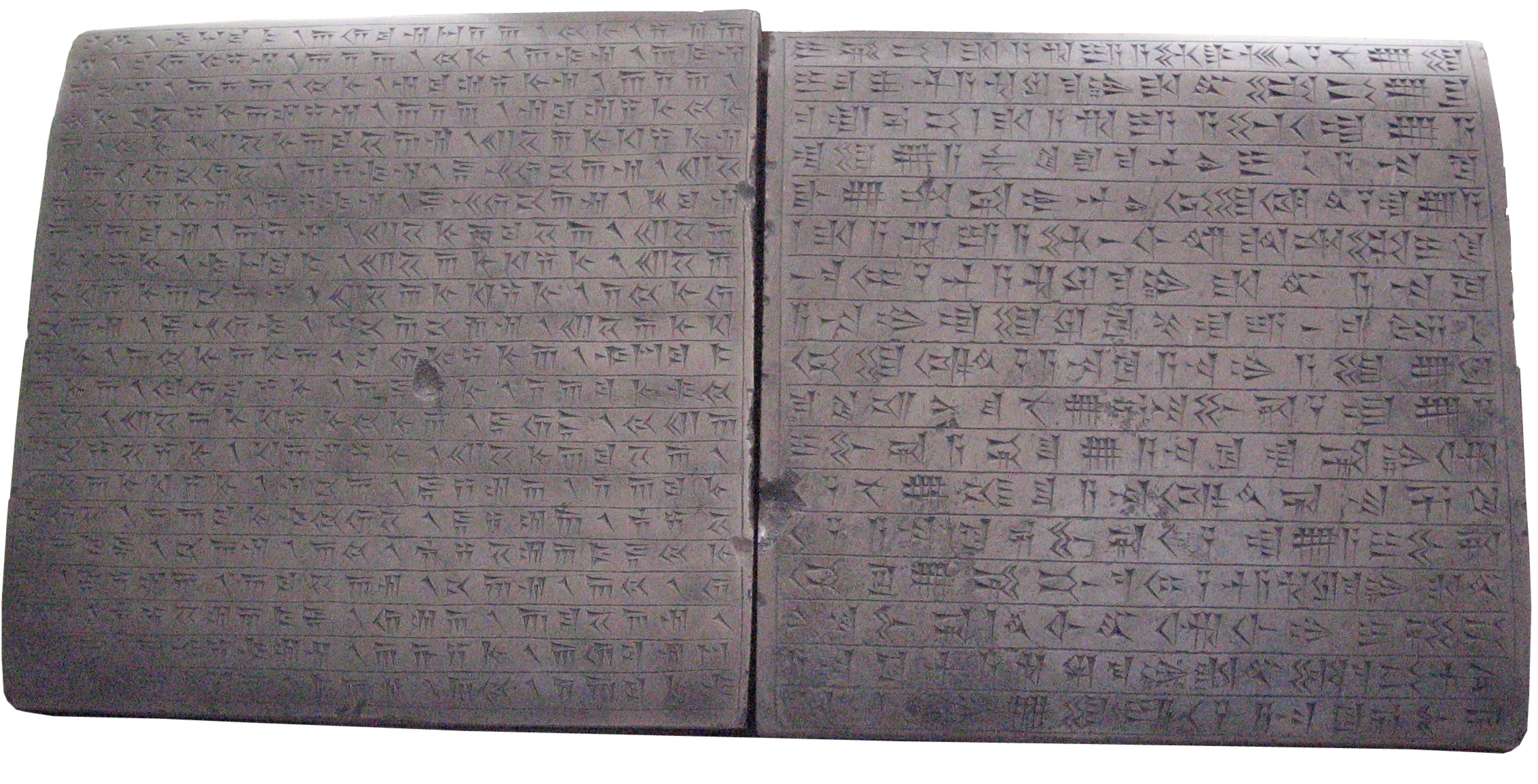
سنگ‌نگاره ایاز خشایارشا در موزه ملی ایران.
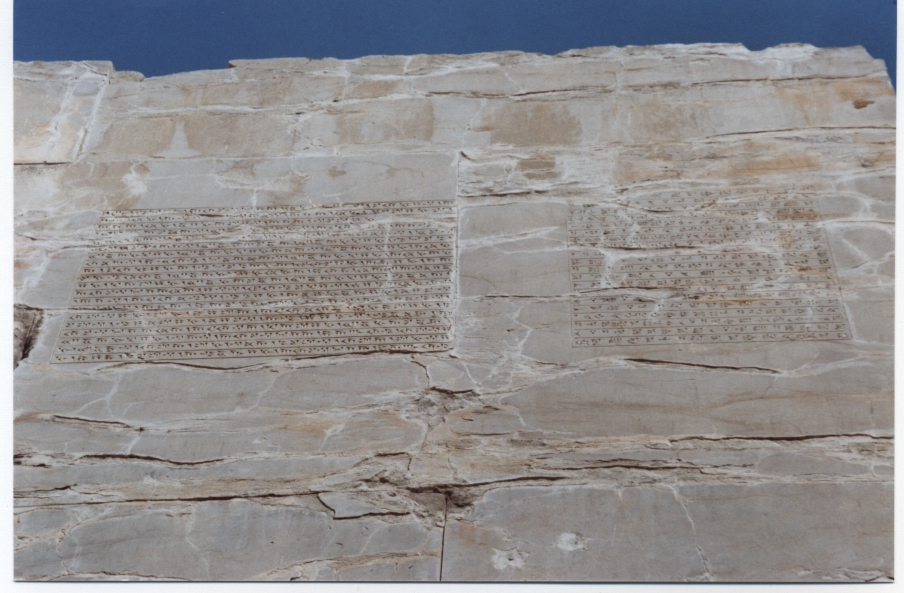
سنگ‌نگاره‌ای از خشایارشا در تخت جمشید.
کتیبه اردشیر یکم در تخت جمشید.

### سنگ‌نبشته اردشیر یکم در تخت جمشید
سنگ‌نبشته‌های اردشیر یکم در کاخ ه، H یا کاخ اردشیر یکم بر روی یک دیواره واقع است.

### اشتباه نگارشی در سنگ‌نوشته‌ها
ادریانو روسی استاد تمام مطالعات ایران‌شناسی دانشگاه ناپل ایتالیا پس از بررسی سنگ‌نوشته‌های تخت‌جمشید و مقایسه متن آن‌ها بیان کرد غلط املایی و اشتباه نوشتاری اندکی در بعضی از آن‌ها وجود دارد که به نظر می‌رسد این اشتباه‌ها از سوی کارگران ساده و حکاکان کم‌سواد صورت گرفته باشد

## تل آجری
تُل آجری بنایی است که در ۳ کیلومتری تخت‌جمشید واقع شده و بخش‌هایی از یک دروازه دوره هخامنشیان است که پیش از تخت‌جمشید ساخته شده و در ساخت آن از هنر و فرهنگ بابلی هم استفاده شده است. ابعاد این بنا حداقل ۳۳ در ۳۳ متر است و هزاران آجر لعابدار در ساخت آن بکار گرفته شده است. باستان‌شناسان دریافته‌اند که تُل آجری دروازه‌ای است که پیش از تخت‌جمشید و برای کاخی به نام «فیروزی» که امروز به‌طور کامل تخریب شده ساخته شده است. میان دروازه و کاخ هم پردیسی بوده که مطالعات ژئوفیزیک آن را اثبات می‌کند. اما آنچه بیش از همه مهم است، این یافته‌ها نشان می‌دهد تُل آجری و رابطه‌اش با «کاخ فیروزی»، شباهت زیادی به ساختارهای معماری در پاسارگاد دارد. از سوی دیگر، در ساخت تُل آجری از هنر و فرهنگ و معماری بابلیان استفاده شده که نشان از گرایش هخامنشیان به هنر بابلی دارد. آجرهای لعابدار بکار رفته در این بنا مزین به ترکیبی از نقوش اسطوره‌های ایران و میان‌رودان باستان است. تا آن حدود که حتی قالب‌های به‌کاررفته در تزیین نقش جانوران با قالب نقش اسطوره‌های دروازهٔ ایشتار در بابل میان‌رودان یکسان است. آجرهای لعابدار کشف‌شده از تُل آجری با نقوشی از گاو و موشخوشو، یکی از مهم‌ترین یافته‌های باستان‌شناختی هیئت ایران و ایتالیا می‌باشند. این آثار نفیس اکنون در محلی امن نگهداری می‌شوند تا به صورت پازلی، به هم متصل شده و شکلی از تزیینات دروازهٔ هخامنشی را نشان دهند.

## تأثیر

### معماری باستان

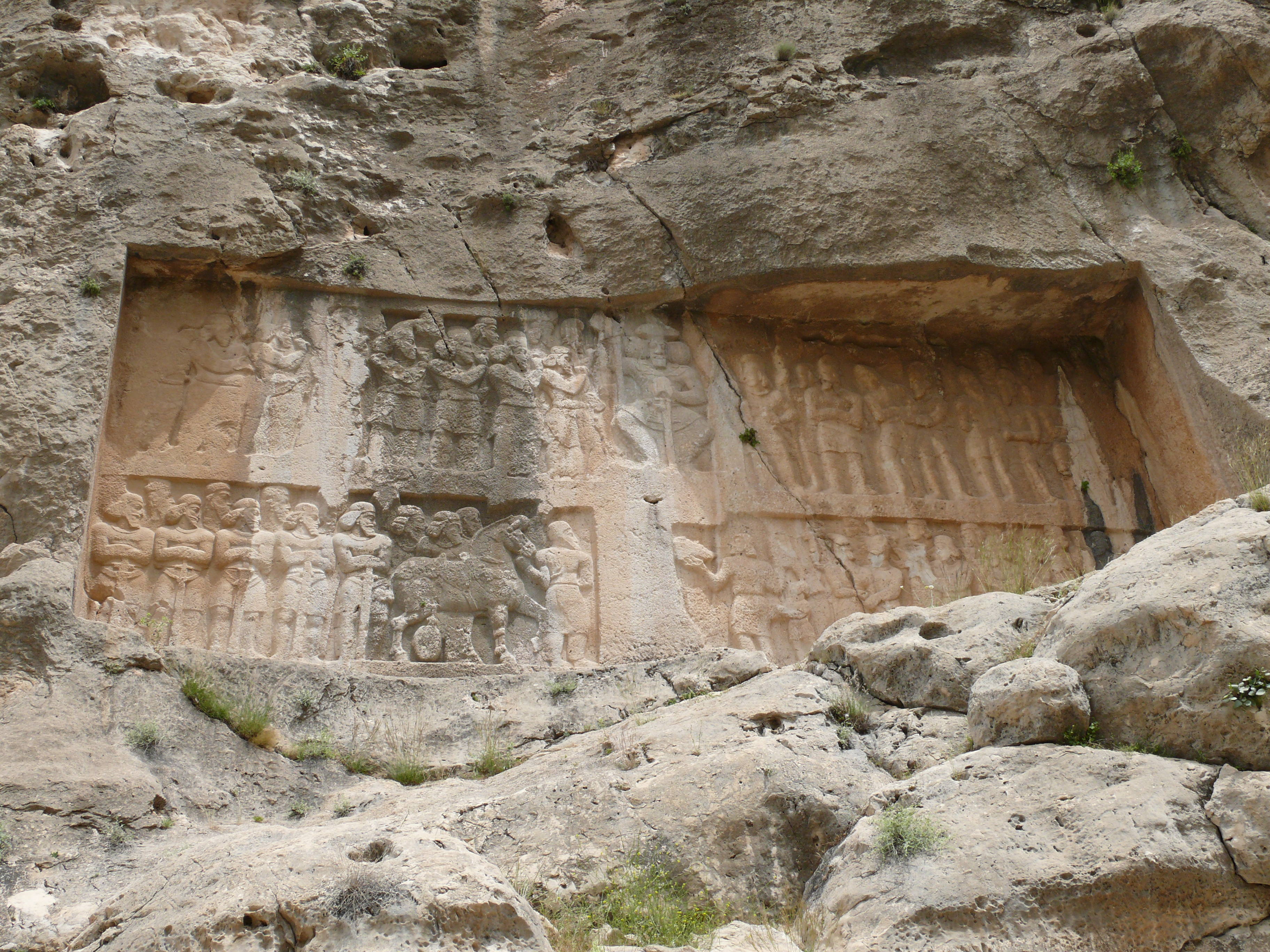
سنگ‌نگاره شاپور دوم در بیشاپور که همانند نقش‌های پیشکش‌آوران تخت جمشید الگوبرداری شده است.

تخت جمشید نه فقط یکی از پایتخت‌های دوره هخامنشیان و مرکزی تشریفاتی، اداری و اقتصادی به‌شمار می‌رفته، بلکه الگویی برای هنر ملت‌های بعدی هم گشته است. بعدها در اصطخر و نقش رستم به تقلید از پارسه آثاری به وجود آوردند. پادشاهان فارس از تخت جمشید برای آزادی از سلطه مقدونیان الهام می‌جستند. ساسانیان به پارسه احترام می‌نهادند و به دستور بابک و دو پسرش، اردشیر و شاپور، نقش آنان را به روش سوزنی در دیوار شمالی، تالار حرمسرا کندند و شاپور سگانشاه دو کتیبه از خود در کاخ تچر که کاخ داریوش بزرگ بود، باقی گذاشت. معماران و هنرمندان دوره ساسانی از تزیینات و ویژگی‌های هنری و معماری تخت جمشید الگوبرداری کرده‌اند، به عنوان مثال در درگاه‌های فیروزآباد، پلکان کنگاور، نقش هدیه پردازان و نجبا در سنگ‌تراشی شاپور یکم در بیشاپور، سرستون‌های سنگی کاخی در بیشاپور و شیار ستون‌های گچی شیز (تخت سلیمان آذربایجان). این‌گونه تقلید به خارج از کشور ایران هم رسوخ کرده و حتی در تزیینات و طرح‌های آکروپل آتن هم مشخص است. تأثیر مستقیم ستون‌ها و تزیینات تخت جمشید بر هنر هند و بلخ در دوره یونان‌گرایی (هِلِنیسم) روشن است، چنان‌که حتی مظهر مردم و دولت هند، یعنی ستون سَرْنات، نیز تقلیدی از ستون‌های تخت جمشید است.

### معماری مدرن
با روی کار آمدن رضاشاه و نیاز به راه‌اندازی نهادهای مدرن مانند بانک‌ها، دادگستری، اداره‌های دولتی و مانند آن‌ها گونه‌ای نوین از معماری پدیدار شد. بر پایه این‌گونه از معماری ساختار و سازه ساختمان بر پایه معماری مدرن طراحی شده اما در تزئینات و نماسازی‌هایش از معماری ایران باستان و به ویژه تخت جمشید بهره گرفته شده است. کاخ شهربانی، ساختمان صندوق بانک ملی ایران و ساختمان دبیرستان انوشیروان دادگر نمونه‌های برجسته‌ای برای این‌گونه معماری هستند. نما، سرستون‌های با نماد جانوران اساطیری، سنگتراشی‌ها و نقش سربازان هخامنشی و سنگ نبشته‌ها این ساختمان‌ها کاملاً از روی معماری دوران هخامنشی از «تخت جمشید» الگوبرداری شده است و پلکان‌های دو طرفه سنگی آن‌ها یادآور معماری کاخ آپادانا است.
معماران در آن دوره می‌کوشیدند «شکوه ازدست‌رفته» ایران را با الگو گرفتن از معماری باستان بازسازی کنند. ساختمان کاخ شهربانی را کامل‌ترین نمونه‌برداری از کاخ‌های پارسه و تخت جمشید دانسته‌اند.

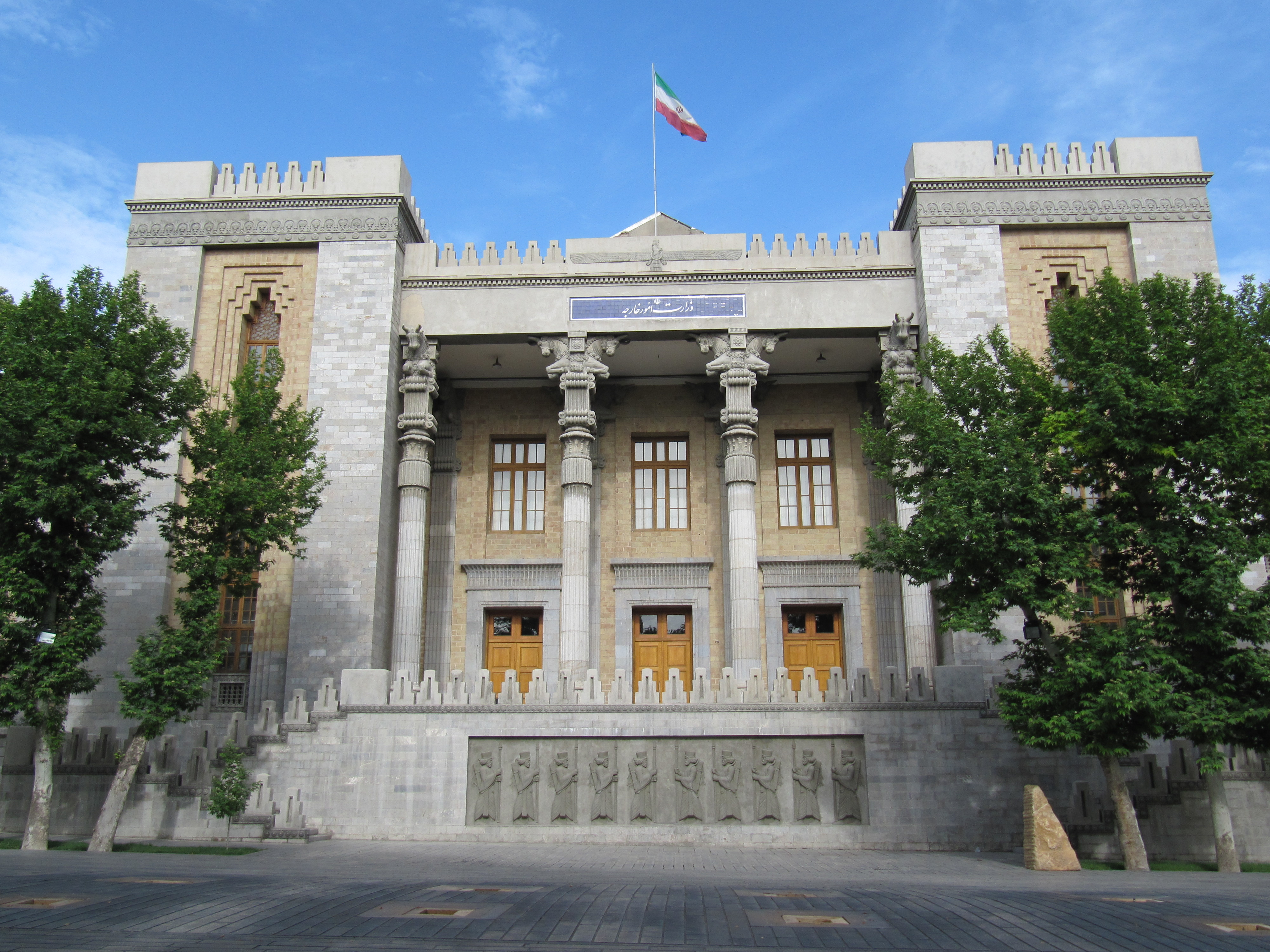
کاخ شهربانی
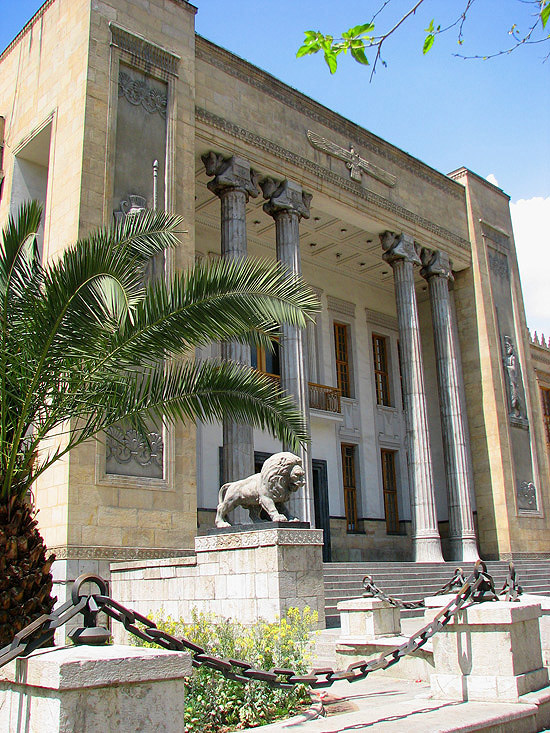
ساختمان صندوق بانک ملی ایران
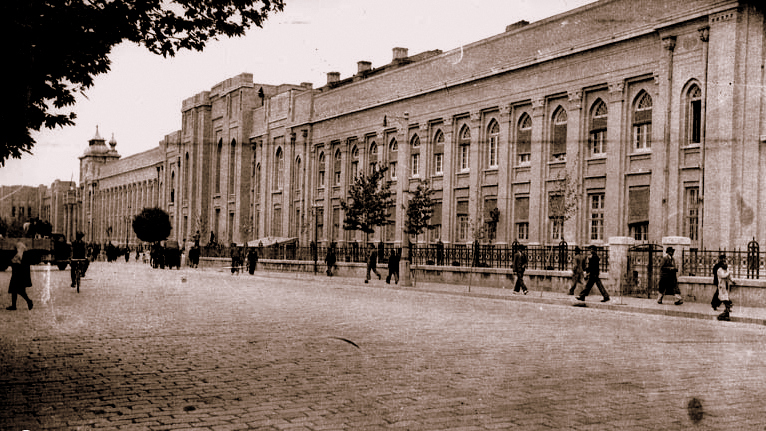
موزه پست و تلگراف تهران
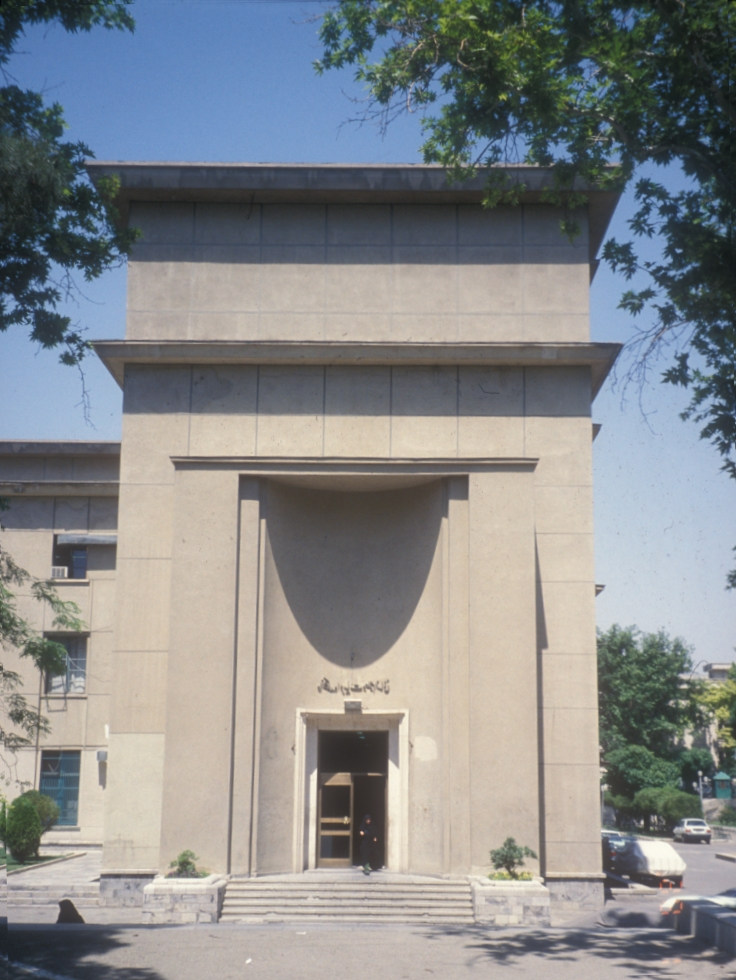
سردر دانشکده حقوق و علوم سیاسی دانشگاه تهران
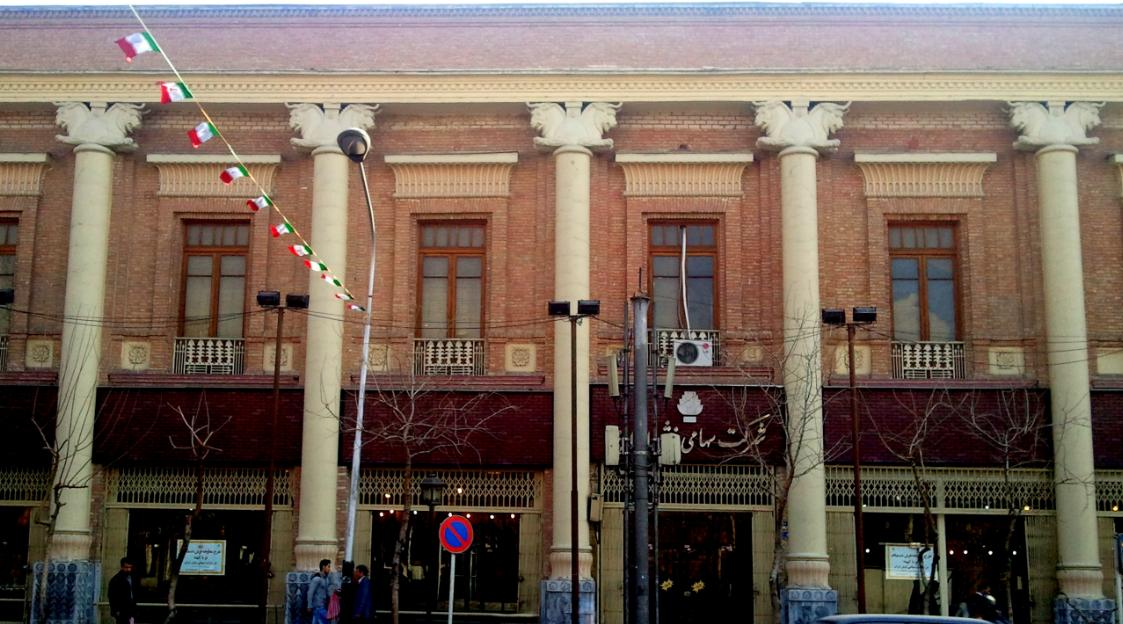
ساختمان شرکت فرش ایران
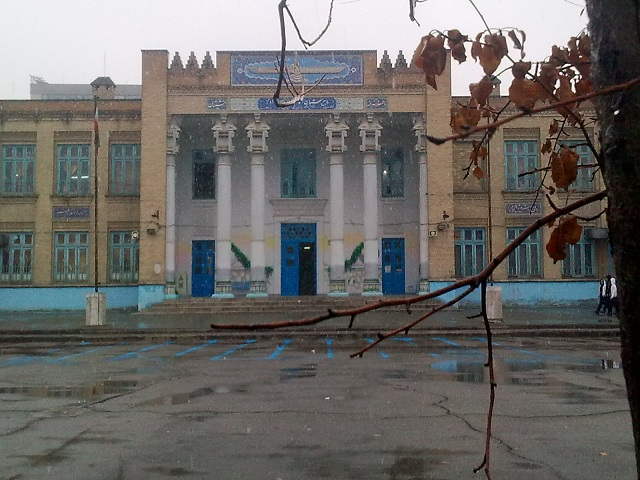
دبیرستان انوشیروان دادگر
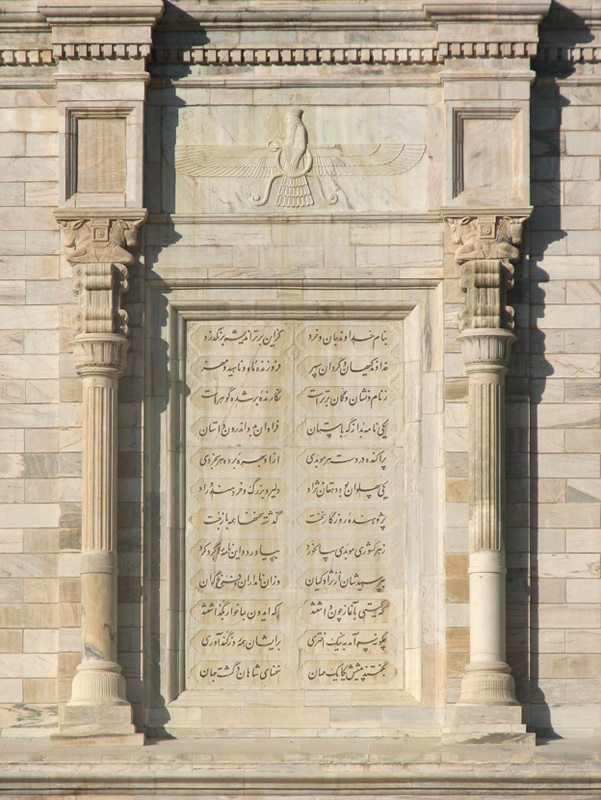
آرامگاه فردوسی
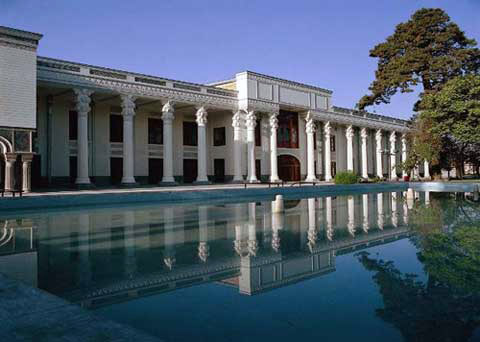
نمای پشت عمارت بهارستان (مجلس شورای ملی)
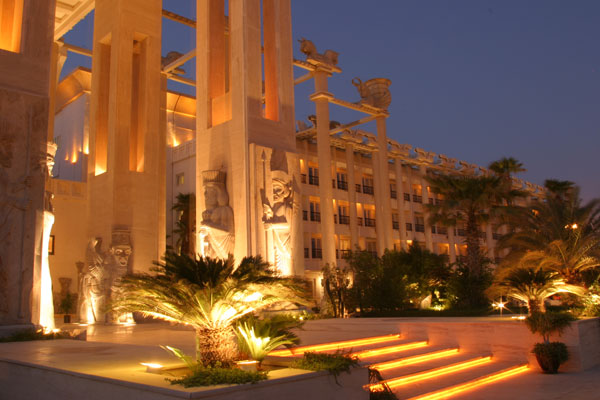
هتل بزرگ داریوش

### نمادهای امروزی
تخت جمشید در نزد ایرانیان دارای جایگاه والایی است به‌گونه‌ای که ایرانیان این نگاره‌ها را در کاربردهای گوناگون به کار می‌گیرند. برای نمونه نشان هواپیمایی ملی ایران (هما - ایران ایر) سر یک پرنده هما است، همچنین نشان بانک پارسیان از نگاره‌های تخت جمشید الهام گرفته شده است. باشگاه پرهوادار پرسپولیس تهران افزون بر نام غربی - یونانی تخت جمشید، دارای نشان پرنده همای پارسه است.

نشان هواپیمایی ایران ایر
نشان باشگاه پرسپولیس تهران که از سرستون هما در پارسه الهام گرفته است.
نشان بانک پارسیان
بشقاب قلم‌کاری‌شده با نقش الهام گرفته‌شده از کاخ‌های تخت جمشید

## دیگر
جشن‌های ۲۵۰۰ ساله شاهنشاهی ایران در شهر شیراز و در کنار تخت جمشید با حضور سران کشورهای گوناگون جهان برگزار می‌شد. از میهمانان در ۵۰ چادر وافر و اشرافی پذیرایی می‌شد. آغاز مراسم در پاسارگاد و در جوار آرامگاه کوروش بزرگ بود که طی آن محمدرضاشاه پهلوی نطق معروف خود را بیان داشت و سپس سران و پادشاهان ۶۹ کشور جهان، به کوروش بزرگ ادای احترام کردند.
جشن هنر در شیراز تخت جمشید به درازای ده سال از سال ۱۳۴۶ تا ۱۳۵۶ برگزار شد. این سازمان برای گسترش هنر و بزرگداشت هنرهای اصیل ملی و به منظور بالا بردن سطح هنر در ایران و بزرگداشت هنر هنرمندان ایران و شناساندن هنر و هنرمندان خارجی در ایران بنیان شد.

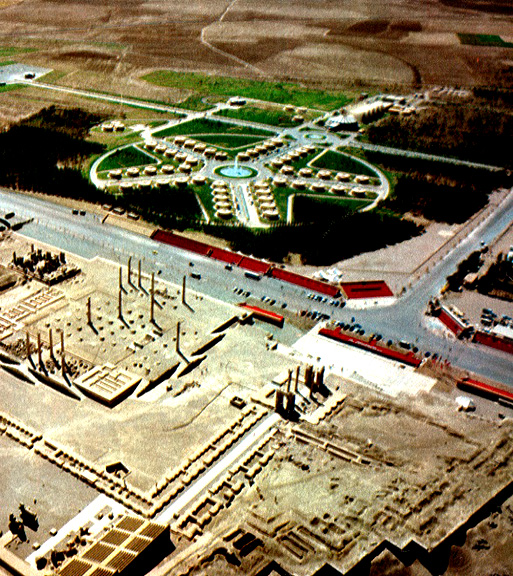
شهرک اردویی و چادر مهمانان جشن‌های ۲۵۰۰، ۱۳۵۰ خ
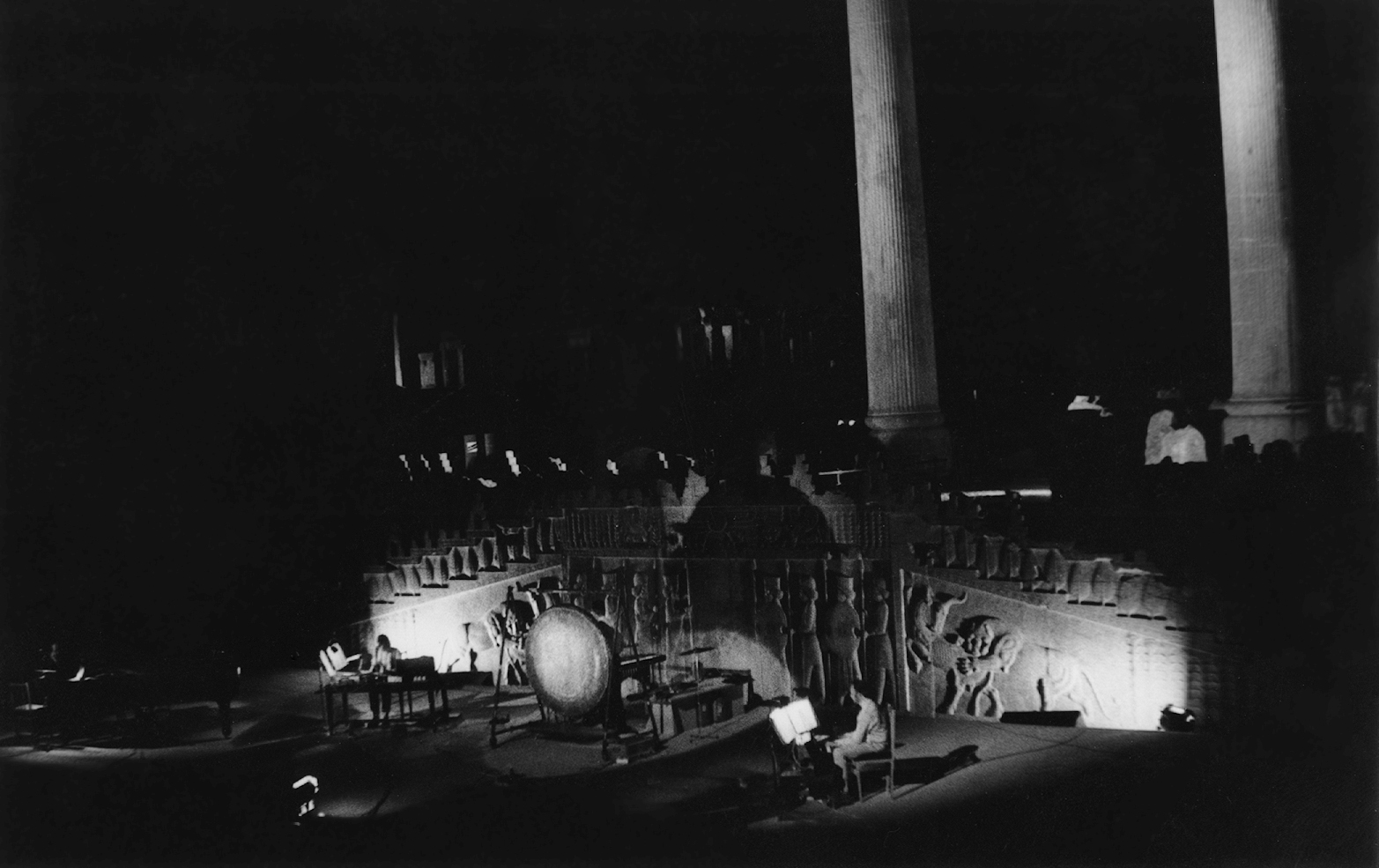
تخت جمشید، گروه نوازندگان در جشن هنر شیراز، ۱۳۵۱ خ
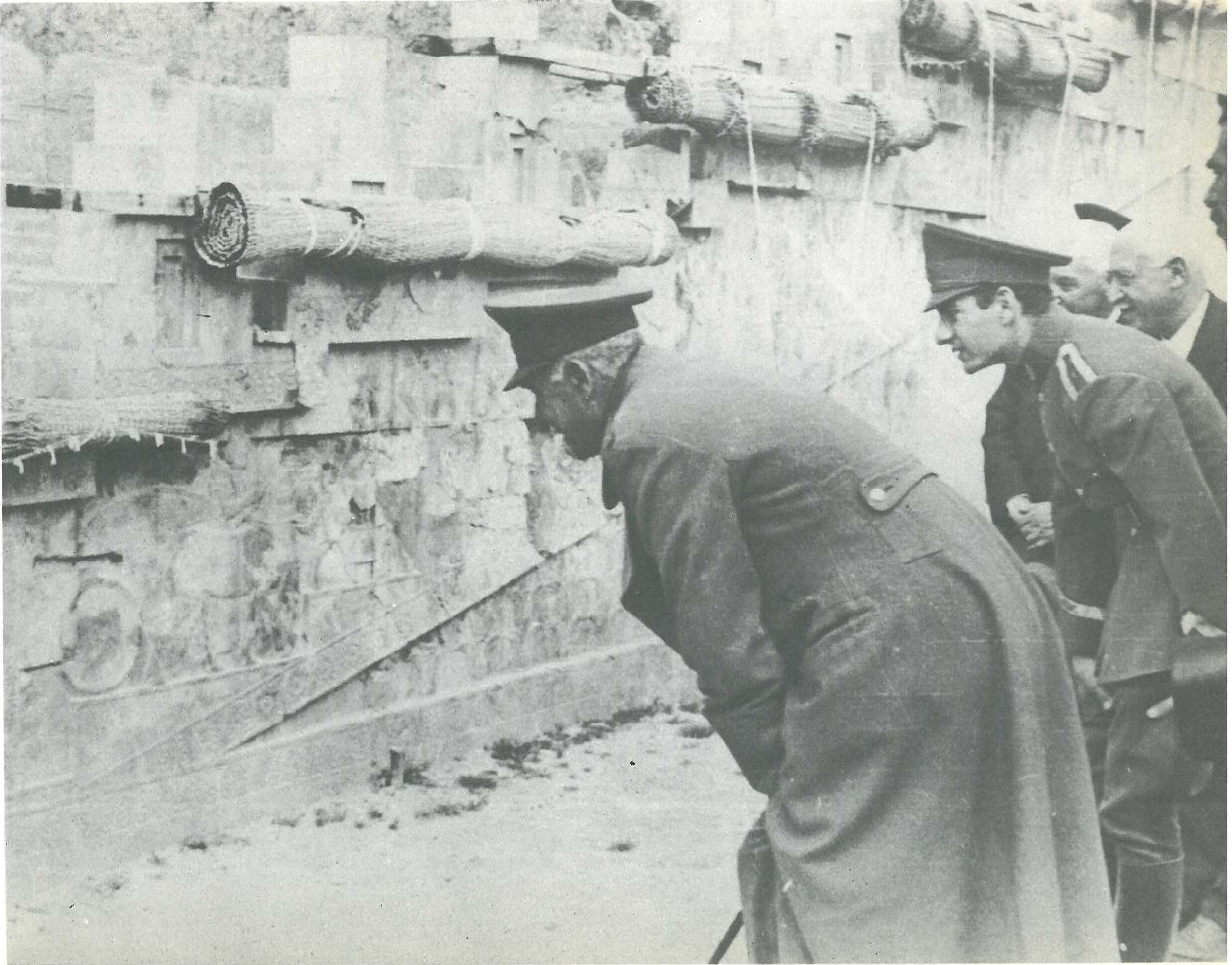
بازدید رضا شاه و فرزندش از تخت جمشید

### فیلم تخت جمشید
فیلم شکوه تخت جمشید که روایت‌گر جلوه‌های تخت جمشید است و به وسیله تجهیزات رایانه‌ای بازسازی شده است، در تورنتو کانادا به نمایش عموم درآمد. فرزین رضائیان، تهیه‌کننده و کارگردان ایرانی مقیم آمریکا، برای تهیه این فیلم از یاری بسیاری از کارشناسان آمریکایی، بریتانیایی و فرانسوی بهره برده است و به مهم‌ترین موزه‌های جهان مانند لوور، آرمیتاژ، متروپولیتن نیویورک و مانند آن‌ها برای تهیه عکس و فیلم مراجعه کرده است. در بازسازی این فیلم جمعی از استادان ایران‌شناسی دانشگاه‌های معتبر جهان هم چون عباس علیزاده از دانشگاه شیکاگو، ریچارد فری، از دانشگاه هاروارد، شاپور شهبازی از دانشگاه اورگن شرقی و رمی بوشارلا محقق مرکز ملی علمی فرانسه نیز همکاری داشتند. این فیلم قبل از این هم در بخش چشم واقعیت یا سینمای مستند بیست و سومین جشنواره فیلم فجر شرکت کرده بود که نتوانست نظر هیئت داوران را به خود جلب کند.

## نمادها
گاو
نقش برجستهٔ شیری را که به خوردن گاو مشغول است به احتمال زیاد گردش ۹۰ درجه‌ای زودیاک را در هر ۲۵۰۰ سال نشان می‌دهد و تغییر عصر از کشاورزی به پادشاهی. برخی می‌گویند دارای ارزش فصلی و شیر را نماد تابستان گرم و گاو را نماد بارش زمستانی دانسته‌اند.
شاهین
ابوریحان بیرونی درکتاب «التفهیم» می‌گوید:
عقاب زرین نشان پرچم ایران باستان بوده است نقش شاهین بر درفش هخامنشی نشانه‌ای از پیروزی و نمادی از اهورامزدا در پرندگان می‌باشد.
شیر
نماد تابستان گرم بوده است.
لوتوس
سرو
دیوارهای کنگره‌دار
آرتور پوپ دیوارهای کنگره‌دار را نماد کوهستان‌ها و ستون‌های پرشمار را نماد جنگل مقدس تفسیر کرده است.
لاماسو (گاو بالدار)
لاماسو، گاو بالدار باشکوه با سر انسان، با افتخار در مقابل دروازه همه ملل در تخت جمشید ایران ایستاده است. این مجسمه باستانی، به عنوان نماد قدرتمندی از میراث غنی منطقه است.
لاماسو که قدمت آن به زمان امپراتوری هخامنشی بازمی‌گردد، نشان‌دهنده روح‌های محافظ اساطیر باستانی بین‌النهرین است. اعتقاد بر این بود که این شخصیت‌های باشکوه از ورودی‌های ساختمان‌ها و شهرهای مهم محافظت می‌کنند، ارواح شیطانی را دفع می‌کنند و برای کسانی که از آنجا می‌گذرند برکت می‌آورند.
نقش برجسته حمله شیر به گاو نر
یکی از معروف‌ترین نقوشی که در تخت جمشید یافت می‌شود نقش برجسته حمله شیر به گاو نر است. این نقش برجسته به عنوان نمادی از شکست زمستان توسط اعتدال بهاری در نظر گرفته شده است. تعبیری که از این واقعیت پشتیبانی می‌کند که تخت جمشید مرکز اصلی جشن سال نو بود که هر سال در بهار برگزار می‌شد. و تعبیری دیگر از حمله شیر به گاو نر، شیر نماد قدرت است و قدرت نماد خود امپراتوری ایران است و تغییر عصر از کشاورزی به شاهنشاهی گاو نشانه عصر کشاورزی و شیر نشانه عصر پادشاهی است که هر ۲۵۰۰ الی ۲۷۰۰ سال رخ می‌دهد و زودیاک ۹۰ درجه می‌چرخد.